# マクシミリアン・ロベスピエール
マクシミリアン・フランソワ・マリー・イジドール・ド・ロベスピエール（仏: Maximilien François Marie Isidore de Robespierre, 1758年5月6日 - 1794年7月28日）は、フランス革命期の有力な政治家であり、代表的な革命家。
ロベスピエールは国民議会や国民公会で代議士として頭角をあらわし、左翼のジャコバン派および山岳派の指導者として民衆と連帯した革命を構想。直接に参加した事件は最高存在の祭典とテルミドール9日のクーデターのみであり、もっぱら言論活動によって権力を得た。
しかし国外の第一次対仏大同盟といった反革命軍、内部のヴァンデの反乱に代表される反乱に直面し、危機的状況にあった革命政府では非常事態を乗り越え革命を存続させるため、敵を徹底的に排除する事を目的に恐怖政治が支持される。ロベスピエールはそれに同意した。こうして行われた恐怖政治は共和国を守るためとして、自党派内を含む反革命とみなした人物を大量殺害するものであり、これは後のテロリズムの語源となった。
一方、普通選挙を擁護し民主主義を標榜したが、その評価には恐怖政治期の独裁者というイメージが定着している。実際は軍事作戦・軍事政策および財政にはタッチしておらず、革命政府を主導していたとは言い難い。

## 概要
1758年、フランス北部に位置するアルトワ州の地方都市アラスで、弁護士の家庭に生まれる。早くに母を亡くし、その後父が失踪するなど家庭環境の動揺に直面するが、勉学に励み進学を果たした。1780年には奨学金を得てパリのリセ・ルイ＝ル＝グラン学院を優秀な成績で卒業し、翌年アラスで弁護士を開業した。
1789年、ロベスピエールはフランス革命直前に三部会が招集されると立候補して選挙に勝利、議員に選出されて再びパリへと旅立つ。まもなく発足した憲法制定国民議会ではジャコバン派に属して演説能力を高め、リベラル政治家として活躍を見せた。1791年には国民議会での派閥抗争を次期立法議会に持ち越さないために現職議員の立候補を禁止する法案を提出し、同法案を成立させる。1791年憲法が成立、立憲王政下に立法議会が発足したのに伴いロベスピエールは一時下野し、ジャーナリストの世界に転身。『有権者への手紙』という誌名で新聞を発行して国民世論の支持を確立し、パリでの足固めをした。程なくしてヴァレンヌ事件が発生し、これを契機にジャコバン派から穏健派が脱退したが、ロベスピエールは立場を保持し反戦、革命の継続を唱えて少数派の左派に留まった。8月10日事件以後はジャコバン派の左派山岳派として活動。1792年、アラスからパリ市内の選挙区に変え、国民公会選挙に立候補してトップ当選を果たす。
議員としてハードワークをこなす一方、秩序と道徳を重んじて質素で堅実な生活を営んだ。市民に人気があり「清廉潔白な人」と称されたが、政敵からは非妥協的で人間的温かみが欠けた人物と評され、周囲から孤立した。
1793年7月27日に自身が公安委員会に選出されて以降は、強力な革命政権の確立と自己の政治的・社会的理想の実現に邁進する。ルソーの思想に影響を受け、一般意志すなわち自由・平等・友愛といった理念に加えて公共の福祉を重視した。また、政治的には国民の8割を占めたサン・キュロットと呼ばれる一般市民や無産労働者を支持基盤としており、プチブル民主主義の共和国を理想とした。
フランス革命戦争で敗北が相次ぐなか戦争遂行を続けていくことに加え、ヴァンデ戦争といった内乱が生じたために国内の反革命勢力に対抗する必要が高まり、"テルール"と呼ばれた恐怖政治が導入される。その間、インド会社の清算に関した大規模な横領・汚職事件が浮上。これはエベール派およびダントン派の革命裁判所を通じた逮捕と処刑につながり、特に親しかったダントンとデムーランの処刑はロベスピエールを心身ともにますます疲弊させていった。
1794年6月8日、ロベスピエールは非キリスト教化が政治問題となったことを受け、無神論を否定し共和制の原理である徳を産みだすため最高存在の祭典を挙行するなど、共和国の地盤を固めようとした。一方、地方で行き過ぎた弾圧を行っていた地方派遣議員たちはロベスピエールから苦い目で見られているのを察し、粛清される前に先手を打った。それに多くの議員が加わり7月27日（テルミドール9日）、フーシェ、バラス、タリアンらは反対派を糾合して国民公会でロベスピエール派の逮捕を可決する。ロベスピエールは一旦監獄に送致されたが役人たちは取り調べを拒否し、その後は市役所に急行し市民に蜂起を促そうとした。しかし、国民公会が派遣した国民衛兵に包囲されて逮捕され、弟オーギュスタンやルイ・アントワーヌ・ド・サン＝ジュストらと共にギロチンで処刑された（テルミドール反動）。

## 生涯

### 前半生

#### 誕生（1758年）

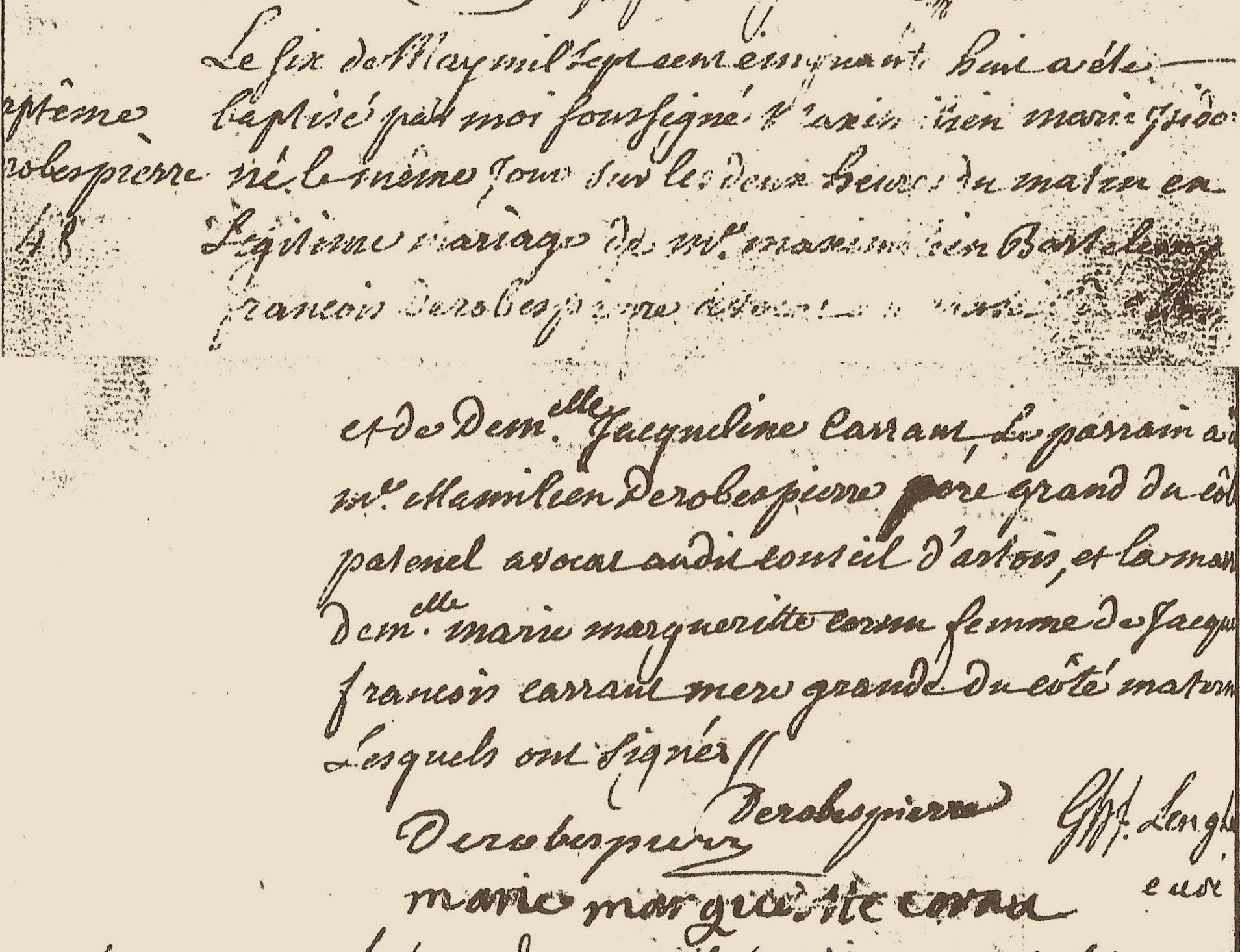
ロベスピエールの出生証明書（1758年）。

マクシミリアン・フランソワ・マリー・イジドール・ド・ロベスピエール（以下、マクシミリアン、あるいはロベスピエールと略記）は、1758年5月6日、フランス北部に位置するアルトワ州（現在のパ＝ド＝カレー県）の地方都市アラスで生まれた。父は結婚当時26歳で法曹家のフランソワ・ド・ロベスピエール。母は22歳でビール製造業者の娘ジャクリーヌ・カロである。ロベスピエール家は、「ド」という小辞を使用する権利を有していたものの、貴族ではない。ただし彼らは教会と領主権力の諸構造に奉仕することを通して、アルトワ州社会の権力、特権、そして富の構造に深く関与していた。
母は正式な婚姻の前に既に妊娠中だった（妊娠五カ月目）。敬虔さを重んじる当時のアラスにおいて、あってはならない不名誉な出来事である。結婚をめぐってトラブルが生じたものの、フランソワは男子の責任を果たす。間もなくジャクリーヌは出産してマクシミリアンが誕生するが、出生における瑕疵は彼を生涯苦しめ、その後の人生を規定していった。ジャクリーヌは多産で長男マクシミリアンの後、シャルロット（1760年）、アンリエット（1761年）、そしてオーギュスタン（1763年）が間を置かずに生まれた。

#### 幼少期（1760年代）
父フランソワは優秀な弁護士で、年に30件ほどの訴訟案件を担当、彼の弁護士事務所は成功を収めていた。しかし、オーギュスタンが生まれて一年が経った1764年、家族に悲劇が襲う。当時としては珍しいことではなかったが、母ジャクリーヌは五番目の子供を出産中に死亡したのである。母の死によってそれまで幸せだった家族は急激に破綻した。父フランソワは絶望で打ちひしがれたのか妻の葬儀に出席しなかった。12月、彼はアラス東方15マイルに位置するオワジ=ジ=ヴェルジェにあって荘園を領有する貴族に仕える法務官となった。法務官の任を果たした後に父フランソワはアラスに戻ってきているが、妻を思い出して辛くなるのを恐れてか残された家族と暮らすことはなかった。家族を捨てた父は仕事で神聖ローマ帝国領マンハイムに向かって故郷を離れていき、その後終生子供たちに会っていない。
マクシミリアンと彼の弟妹は幼くして母を亡くし、父も家を離れたたため、家族は離散を余儀なくされた。妹二人は父方の叔母に引き取られる一方、マクシミリアンとオーギュスタンはそれぞれ6歳と1歳の時に母方のカロ家の祖父母の家で引き取られ、そこに同居している叔母のアンリエットに養育されることとなった。祖父母の家はロンヴィル通りに面した所にあり、マクシミリアンは手工業を生業とする労働者が行き交う騒がしい街で物乞いや浮浪者、犯罪を日々目の当たりにしながら成長していくこととなる。ちょうどこの頃、天然痘に罹患して顔に軽度のあばたが残った。
なお、父の不在とネグレクトでマクシミリアンは孤児となって家族の愛情を受けられず不安定な家庭環境の中で成長し、成人後は人間的温かみに欠けた歪んだ人間になったと語られることが多いが、歴史家ピーター・マクフィーによればこうした見解は事実ではないという。
6歳までは母親からの愛情を受けて成長し、母親の死後は叔母をはじめ温かい親族に支えられながら養育を受けた。その他、家から数分の距離に住む姉妹とも頻繁に会える環境で暮らしており、決して孤独でも不幸な境遇に置かれたわけでもなかったと指摘されている。ただし、甘え盛りの幼少期にマクシミリアンが母の死と家族離散から受けた打撃は大きく、子供らしい陽気で騒々しく乱暴な少年の人間形成に変化が生じ、成人後に人々から知られた人格を形成しはじめ「生真面目で思慮分別のある勤勉な人間」へと成長していった。
マクシミリアンは敬虔なカトリック信者であった叔母たちの影響で、規則正しく節制を重んじる平静な暮らしを送る。その後の少年期はケンカや騒々しい遊びではなく、読書と模型作りに熱中し、鳩やスズメをペットにして絵を描くことに情熱を注ぐ内向的な子供になっていった。日曜日には兄弟姉妹がロンヴィルの家に集まって、兄弟愛に満ちた日々を過ごしていたという。
マクシミリアンは叔母に読書算を教わり、8歳になると地元アラスの中等教育機関コレージュに通い始めた。コレージュでは古典教養としてラテン語や地理歴史が教えられた。また、アラスはフランスの国境地帯に位置し、ピカルディ方言が強い地域だったため、この地域での教育は首都パリで話されたフランス語の習得が特に重視された。コレージュには四百人の生徒が通っていたが、頭脳明晰なマクシミリアンはすぐに群を抜いた存在となっていく。
両親のいない家庭で弟妹を抱えた少年は、勉学していずれは自分が家族を守っていかなければならないという責任感を抱え、必死で勉強していった。11歳の時に弁論大会に参加する一団に選抜され、ラテン語のテキストに注釈を加える能力を披露するなど優秀な成績を残している。やがて、奨学金を得てパリのリセ・ルイ＝ル＝グランに学ぶこととなった。

#### ルイ大王校時代（1769年-1781年）
12歳になったマクシミリアンは進学のためパリへと旅立った。彼はこの学院に所属し、8年間にわたり寮生活を送ることとなる。ルイ＝ル＝グラン校はカルチエ・ラタンに所在しており、パリ大学教養学部の付属校を形成していた。学院は徳育を重視して規律と倫理性を備えた市民を育成することを目標と定めて、その環境は厳格な風紀の順守を求めるものであった。学校の規律はカトリックの秩序を重んじた敬虔な暮らし方を送ることを旨とし、集団寮生活の下で生活時間の規律化に順応することが求められた。
同校には500人が奨学生として所属していた。カリキュラムは、低学年でラテン語文法とフランス語の学習、高学年ではラテン語文献の講読、プルタルコスの『対比列伝』、キケロの『弁論家について』など古典学習のほかローマ史に精通すべく授業が組まれ、ギリシア語文献については特にアリストテレス哲学が履修対象とされる。最高学年になると道徳哲学と論理学が講義され、ボシュエの王権神授説、モンテスキュー『ローマ人衰亡原因論』の教授がおこなわれた。
そこでは多数の出会いがあった。学窓のカミーユ・デムーランもその一人であり、後のフランス革命の立役者たちがここで育った。反感を抱くものもいた。学院副院長のリエヴァン・プロワイヤールはロベスピエールに不信と嫉妬感を抱き、否定的な評伝を多数残していく。ここでの教育において特に影響が大きかったのはキケロの思想であり、美徳と悪徳を並べて、美徳が悪徳による陰謀と攻撃の脅威に晒されていることを強調するもので、この二項対立的な思想方法はロベスピエールやデムーランの内面に影響を与えた。
しかし、名門校への進学を果たしたマクシミリアンの境遇は直ちに順風とはいかなかった。1777年に父フランソワが異国バイエルンのミュンヘンで亡くなり、親族であったカロ家の祖父母を失い、兄弟姉妹が進学して故郷を離れ、叔母が各々結婚して生活環境が大きく変わる中で妹アンリエッタを亡くすなど、家族を失い、絆のある一族の離散が立て続いた。（マクシミリアンの詩）

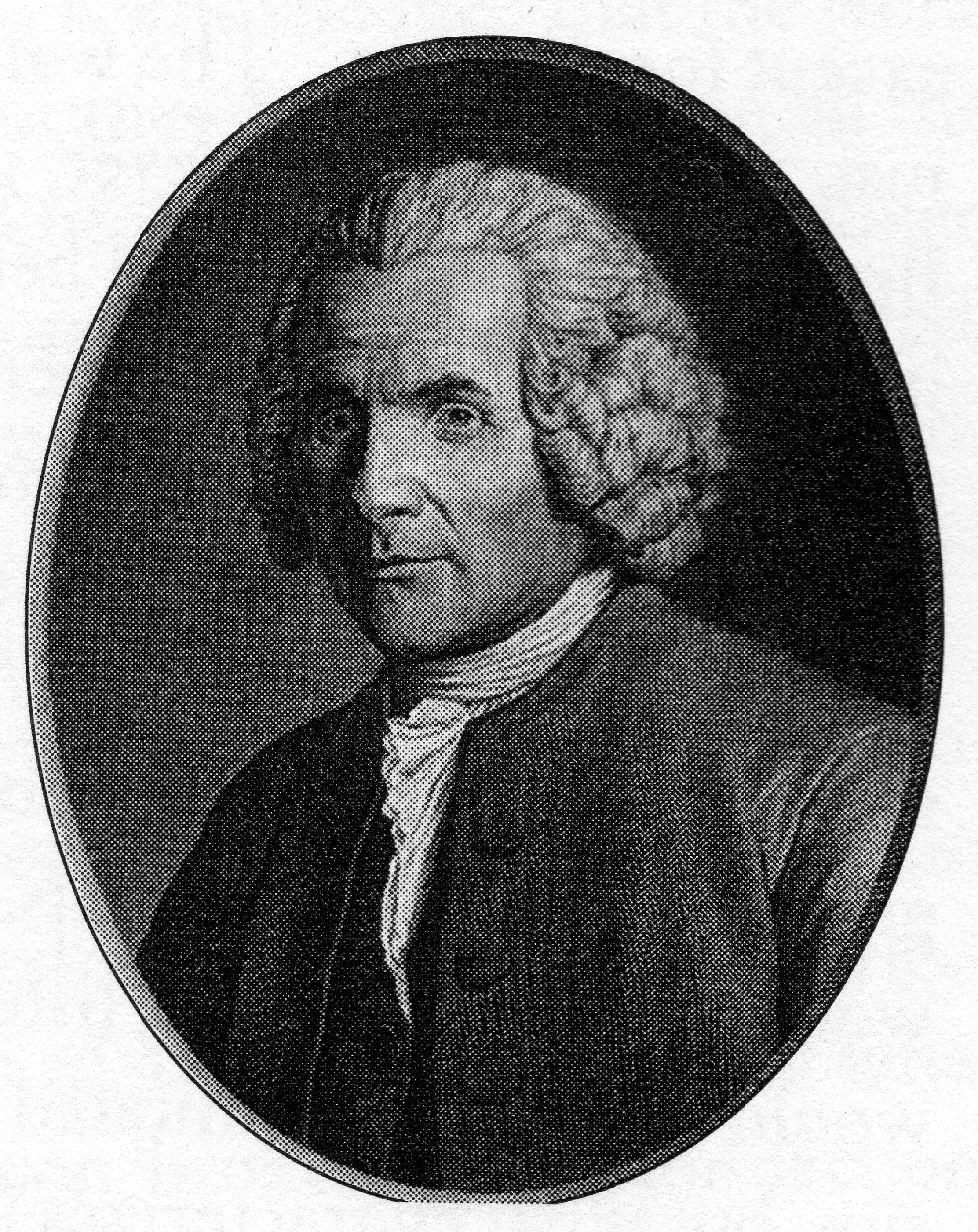
晩年のルソー

一方、マクシミリアンは非常に優秀な学生で、教師陣からの評判も良かった。こうした学業の日々で大任が下る。1775年、マクシミリアンの能力を高く評価していたエリヴォ先生からルイ16世の誕生日での賛辞を朗読する大役に指名されたのである。当時、学校で副校長を務めていたプロワイヤールは「私はその場におり、国王がもったいなくも、彼の事を優しげに見下ろしていた様子を覚えている」と語ったが、実際はこの日雨が降っていたため国王夫妻は馬車の中に留まり、ロベスピエールが賛辞を述べると彼を雨の中に残して立ち去った。
マクシミリアンは家業であった弁護士になるべく、法学部への進学を志した。妹シャルロットによれば、兄が法曹の道に進んだのは抑圧された人々を擁護するためであったという。大学進学を果たし、パリのソルボンヌ大学に入学。その後、自分には社会に出てから頼れる後ろ盾がないことを自覚していた少年は、早速、活躍している有力な法曹家への接近も試み、学業へのアドバイスを求めるなどして人脈形成に励んでいる。大学での勉強では民法・教会法を学び、法律事務所での研修生としては行政法・刑法の実習に励む一方で、裁判所にも足を運んで法廷での検察・弁護人・裁判官のやり取りを観察、判決や判例の勉強に努めた。
プロワイヤールはこの時期のロベスピエールが「悪書」を講読していたことを伝えている。ルソーの『新エロイーズ』、『社会契約論』、『エミール』や貴族のセックス・スキャンダルに関する報道を熱心に読んでいたという。学生時代は勉学のかたわらモンテスキューやルソーなどの啓蒙思想家の著作を愛読していたが、特にルソー（1778年没）については自ら訪問してその謦咳に接するほどの傾倒を示している。ロベスピエールは何よりもまず、健全なる政体を作り上げるには「徳」が必要であるとするルソーの関心を、完全に共有していた。「人民は生来善であるが、貧困と権力エリートの利己的な行動によって堕落している」というルソーの前提は、ロベスピエール自身がこの後見聞きした事によって幾度も軌道修正されるものの、彼の人民主権理解の中心軸であった。
法学課程の履修には通常二年が必要であったが、マクシミリアンは18ヶ月で課程を修了した。卒業時には学業優秀者に対する報奨金600リーヴルが授与されている。1781年にはパリ高等法院から弁護士資格を取得し、地方ブルジョワ階級出身者の典型的な青年として出発した。また、マクシミリアンの卒業後、弟オーギュスタンも兄の奨学金を引き継いでルイ＝ル＝グラン校への進学を果たしている。

#### 法曹界へ（1781年-1789年）

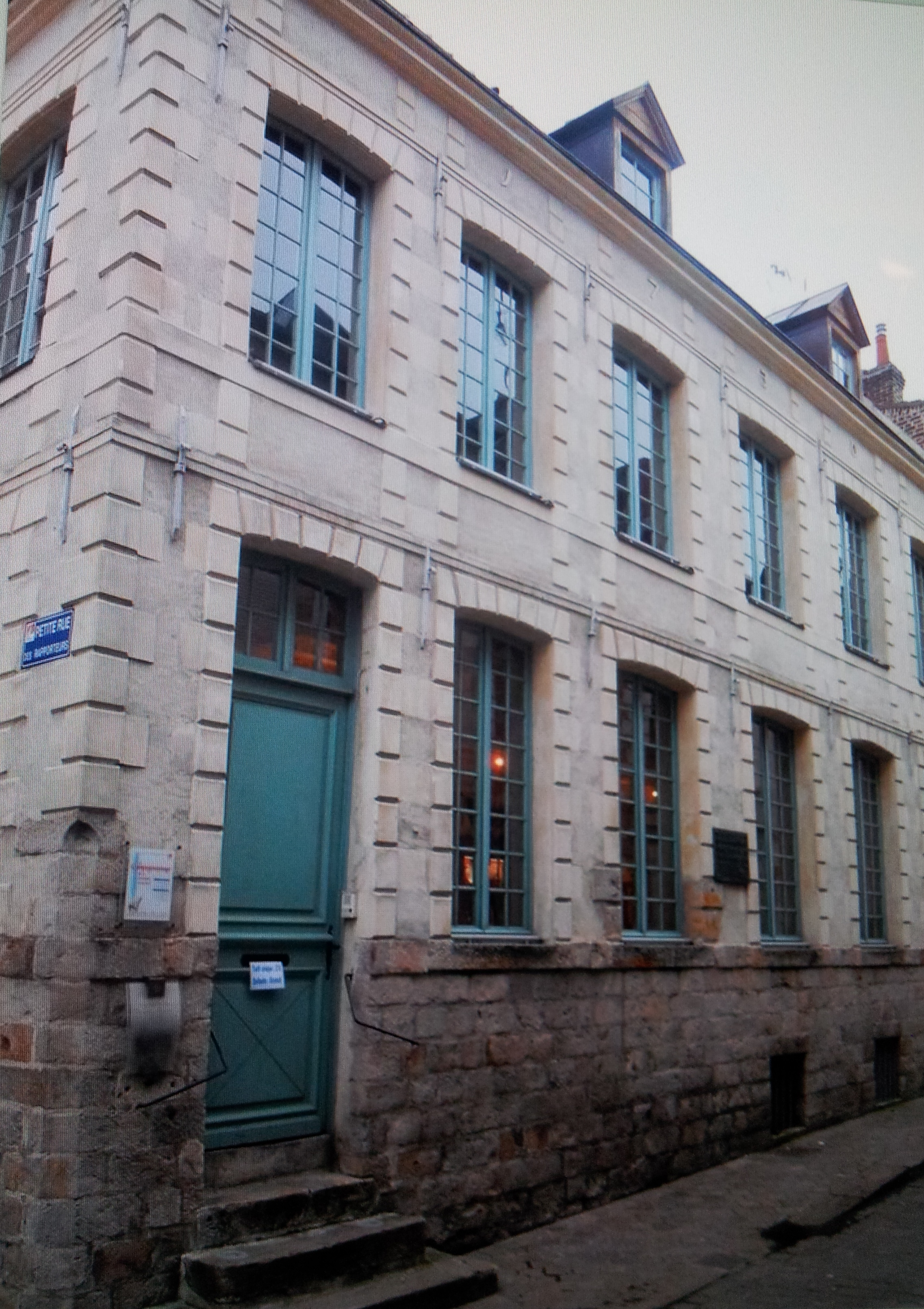
アラスでロベスピエールが下宿していたアパート。

1781年、ロベスピエールは卒業後、アラスに帰郷して弁護士として開業した。すぐに顧客獲得を模索して奔走し、アラスの宗教権力や法曹界における有力支援者の獲得に努めた。1782年1月、ベテラン法曹家のギヨーム・リボレルが簡単な訴訟案件をロベスピエールに回して最初の仕事を受け持つように便宜を図っている。
3月には、早くも殺人事件に関する裁判で司教区裁判所の判事に抜擢されるほど能力を発揮した。この裁判での判決からロベスピエールは死刑制度に対して疑問を感じている。死刑判決を下さざるを得なくなり動揺していた時の姿を後に妹シャルロットは回想する。何度も「彼が有罪ということはわかる」と繰り返していた。「卑劣漢だというのは分かってるんだ。けれど、1人の人間に死を宣告しなければならないとは」。
ロベスピエールは生真面目な仕事人間であり、日々の半分以上を仕事に捧げていた。6時から7時に起床し、8時まで仕事をすると鬘職人がやってきて髭を剃り、髪粉を振りかける。軽い朝食（ボウル一杯の牛乳）をすませると再び仕事に取りかかり、十時に裁判所に向かい、夕方になり散歩をしたり知人と会ったりした後は更に仕事をこなした。しばしば仕事で消耗しすぎ、スープボールがないことに気づかずテーブルクロスに直接スープを注いだこともあったという。飲食は節制されており、果物とコーヒーを好んだ。
担当裁判の多くで勝訴する優秀な弁護士であったが、生活はなお苦しく、マクシミリアンが若さを謳歌して恋愛に情熱を傾ける時間はなかなか手に入らなかった。ただし、女性との出会いがなかったわけではないようである。シャルロットの友人であるデュエという女性から贈り物としてカナリア数羽を譲られて可愛がっていたが、これを機に文通を開始している。「とてもかわいいです。あなたが育ててくださったカナリアです。どんなカナリアよりも優しく社交的になってほしいなとも思っていました」ペットへの愛情から感謝の手紙を送っているものの、恋愛関係の進展はなかったという。そんな中でもパリに出発する前の数年間は、叔母ウラリの養女アナイス・デゾルティと交際していた。
私生活面以上に仕事では貴重な出会いがあった。ロベスピエールが25歳の時、彼の親ぐらいの年齢で友であり師となったアントワーヌ・ビュイサールという法曹家と出会う。ビュイサールから斡旋された裁判を契機に、彼は次第に知名度を高めていった。このときの裁判はヴィスリ避雷針裁判として知られている。ベンジャミン・フランクリンが発明してヴィスリという住人が家に設置した巨大な避雷針があり、これが逆に雷をおびき寄せるのではないかと周辺住民を不安に陥れたため、彼らの訴えを受けた裁判所が取り壊しを命じたが、ヴィスリはこれを拒否し自身の弁護依頼を出した。この一件に関する裁判を回してもらい、紹介と情報提供を受けながら裁判に臨んだ。科学を擁護してリボレルなど撤去派に勝利したのである。こうしてロベスピエールは科学と進歩を掲げる啓蒙主義の擁護者として知られていくこととなった。
また、アンシャン修道院横領事件では経理役フランソワ・ドトフによる横領事件を弁護した。修道院の経理として働いていたある修道士が、巨額の金を盗んだとして彼を告発した事件である。ドトフは、この修道士が自分を告発したのは自身が働いた盗みを隠すためであり、またドトフの妹を口説いたもののそれを断られた腹いせであると主張した。ロベスピエールはドトフが低い賃金で労働していた点に注目させ裁判で勝利したものの、このやり方は物議を醸し、「法の権威を攻撃し法廷を侮辱した」として叱責された。しかし、この裁判はロベスピエールとリボレル等ベテラン法曹家との確執をもたらす一方で、彼の博愛精神を世に知らしめるものともなった。
1783年、アラスで着々と成功を収めたロベスピエールはアラス・アカデミーの会員となることが認められた。その一年後には書記のポストに立候補して落選しているが、1786年1月にはアカデミー院長に選出されている。アラス・アカデミーでは後にナポレオンの下で陸軍大臣となるラザール・カルノーと出会った。ロベスピエールは学術面でも活躍を見せ、メス技芸王立協会に発表した『刑事事件の加害者の一族もその罪を共有すべきか』という論文は高く評価され、特別賞と400リーヴルが授与された。また、この頃「非嫡出子の相続権問題」など個別事例を論文で取り上げている。出生時の瑕疵によって人生が規定されるという不合理性を指摘するとともに、血統に起因する特権に批判をおこない、旧体制における社会秩序の根幹を争点化しようとした。
同じ時期、アラス・アカデミーは「アルトワ州の耕作地は分割されるべきか否か」を問題とする論文を公募している。これにバブーフも論文を提出したが期限を過ぎていたため受理されなかった。この論文をロベスピエールが読んだかは不明だが、バブーフがロベスピエールを知る最初のコンタクトとなった。バブーフはロベスピエールを貧民のために働く法曹家として高く評価していた。
ロベスピエールは穏やかな性格の持ち主だったが、進歩的で開明的な考え方を持っており、男尊女卑の風潮に批判的な立場を表明することがしばしば見られた。1786年のアカデミー院長就任演説では理性や徳といった穏当な主題ではなく、より具体的で社会的なテーマに踏み込み、自分自身の出生に関する瑕疵に言及しながら非嫡出子の権利が侵害されている点を改めて指摘した。家族内における子の平等を説くロベスピエールの認識は嫡子相続を重視する当時の結婚観や家族観と相いれず、不本意にも婚姻制度の冒涜者として非難された。
また、1787年4月にはロベスピエールはアカデミーへの女性の加入を認める方針を明らかにし、さらにアカデミーの名誉会員として承認している。彼女達の加入を祝し、「次の事を認めなければなりません。文芸のアカデミーに女性を入れることは、これまである種の異常なこととみなされてきました。フランスやヨーロッパ全体でも、その例は本当にごくわずかです。慣習の支配とおそらくは偏見の力が、この障害によってあなた方のなかに地位を占めたいと望みうる人々の願いを妨げてきたように思います。（中略）しかし彼女達の性別は、彼女達の能力が与えた権利をなんら失わせることはなかったのです」と語った。これは社会での公的生活での活動とその業績は男性にのみ許されるという既存の社会通念を打ち破る女性解放、男女同権の立場を表明するものであった。

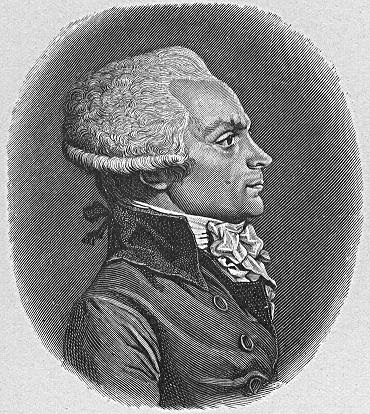
ロベスピエールの風貌。

仕事人間で生真面目なロベスピエールは死後盛んに冷血漢として非難されているが、実際には真面目ではあるが冗談も語り、恋愛や詩の美しさを理解できる情熱的な面を持ち、貴族的ないで立ちではあるものの気さくな人付き合いが苦手なわけではなかった。ビュイサールの娘シャルロットへの恋文では、北方のカルヴァンに旅行した時の出来事を報告している。これはロベスピエールには珍しい率直な愛情表現であった。身近な人達への親愛の情は深い人物だったと推測される。
地元で評価を高めたロベスピエールは社交クラブのロザティ協会にも入会が認められている。同協会は文学と酒を愛する紳士クラブであった。著名な法曹家となっていたが、物議を醸す見解を提示し争点を社会問題の批判へと展開させる裁判でのやり口が嫌われ、入会の勧誘が来たのはかなり遅くの事である。だが、ロベスピエールは協会への加入が承認されたことを大変喜び、文学への関心を高めて詩作にも興じている。この協会では後に政敵としてロベスピエールを追い落としたジョゼフ・フーシェと出会うこととなった。
一方、デュエ嬢との文通は続いていた。彼女とは共通の趣味であったペット愛を熱く語り合っている。
ロベスピエールは華々しい成果と共に経済的成功をおさめたものの、アラスでの多忙であるが平穏な生活は長くは続かなかった。歴史はロベスピエールをアラスの地で埋もれさせはしなかった。1789年の一大変化はロベスピエールをパリに連れ戻し、彼を歴史の表舞台に登壇させることとなる。

### フランス革命（1789年前半）

#### 三部会当選・政界進出
この頃ジュネーヴとオランダで起きた革命が失敗し、多くの亡命者がフランスに流れ込んだ。彼らは革命の思想と情熱をフランス人に伝え、その際、革命を起こせば外国軍が介入して革命を弾圧するであろうことも示していた。後に、外国軍の侵略に対する恐れはフランス革命期の政治家にとって、一種の強迫観念になってゆく。
当時のフランス王国は危機に直面していた。アメリカ独立戦争が始まると、フランスはアメリカの13植民地を支援するため戦争に介入し、10億リーヴルもの戦費によって財政が悪化していった。もともと大きかった財政赤字がさらに拡大し、財政問題は不可避の課題となってフランスに圧し掛かったのである。

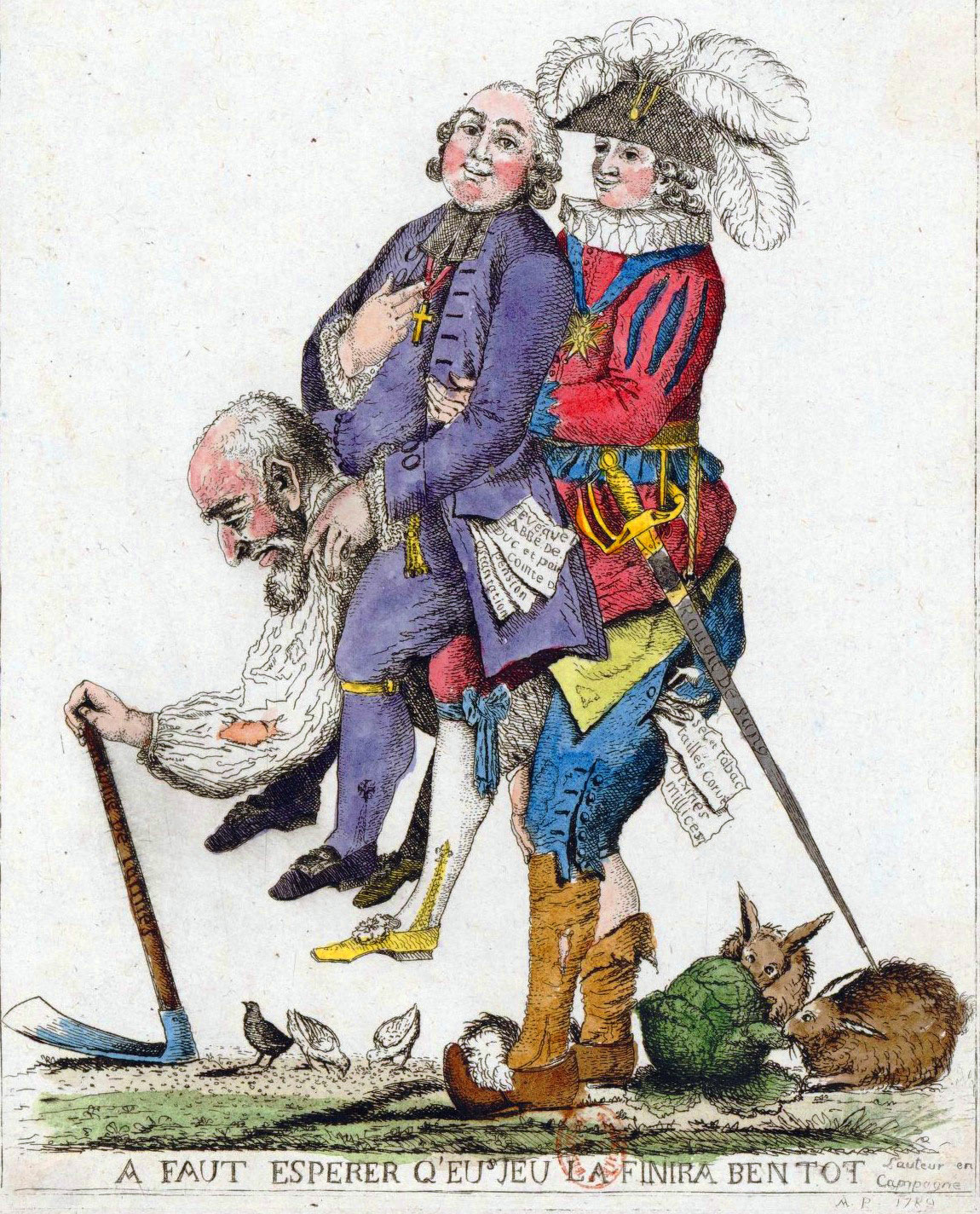
アンシャンレジームを風刺した画（第三身分者が第一身分の聖職者と第二身分の貴族を背負う）

国王政府は財政再建のために貴族への免税特権をはく奪して財政再建を図ることを決断したが、これを契機に王権・貴族間の対立が激化していく。国王ルイ16世は貴族の反発に対処するために三部会を招集することとなる。これを契機にレヴェイヨン事件などといった形で、長期にわたり蓄積されてきた第三身分に属する平民層（ブルジョワジーとプロレタリアートを含む一般市民層）の不満が全国で噴出していった。この時には既に、既存の伝統的権威による規範強制力は著しく損なわれていたのである。秩序維持にあたるべき存在への信頼が大きく揺らいでいたことが民衆反乱を拡大した面があり、また、しかるべき存在に変わって民衆自身が処罰に乗り出すという面が生まれていた。

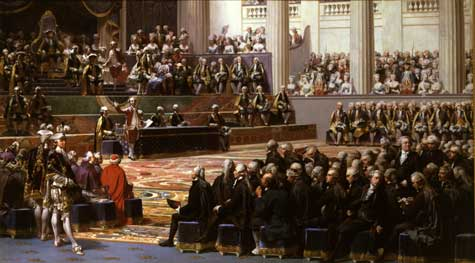
1789年三部会

国王による全国三部会の招集は1615年が最後のものだった。実に170年ぶりの出来事であり、議決方式すら定められていないまま開催したのである。三部会招集問題は選挙資格をめぐって争点となった。この時、アルトワ州選出議員となる資格者は以下の通りになる。
貴族資格は4代以上続く貴族で、聖職者資格は司教をはじめカトリック教会聖職者の長の者に与えられた。第三身分の資格は都市参事会員ということが規定され、各都市に2、3名の議席の割り当てがあったのだが、第三身分に30票の選挙人数に対して、少数派の貴族に100票、聖職者に40票という過大な代表数が配当されていた。ロベスピエールにとって身分別に区分された選挙資格の設定や選挙人の投票数は不公正なものに思われた。さらに、第三身分の代表者選出が富裕層（ブルジョワジー）に制限された制度を非難するなど、ロベスピエールは三部会議員の選挙資格をめぐって活発に批判を繰り広げていた。
同年、アラスで国王封印状により拘留されていた老人の財産権の回復をめぐる裁判（国王封印状裁判）をロベスピエールが担当した。そして国王は人類の幸福と正義の実現を図るべきだと主張してこの裁判でも勝訴、老人の権利回復を勝ち取っている。彼は不当に権利を侵害された人々を司法の力で救済し、法律によって彼らの権利を守ることに全力を注いだ。なお、この頃のロベスピエールは選挙資格に不満を感じながらも三部会招集を歓迎し、まだ国王と国王政府による改革に期待を抱いていた。
ロベスピエールは司法活動だけに留まらず、やがて政治活動にも取り組むようになった。盛んに政治パンフを出版するようになり政治のヴィジョンを積極的に宣伝し始めたのである。『アルトワ人に向けて』を刊行、有力者にのみ開かれた代表制度を再度批判したほか、『アラス市民集会で仮面を剥がされた祖国の敵』を著して旧体制のエリート層を激しく糾弾した。そこでは「外国の軍隊よりも恐るべき国内の敵がひそかに祖国の破滅をたくらんでいる」と指摘し、どのような苦難が生じようとも「抑圧的な体制を永続化する…陰謀の秘密を祖国のために明らかにする」と宣明している。ロベスピエールは社会を支える平民が虐げられている現状に義憤を抱きながらジャーナリズムや政治活動によって貴族や高位聖職者らの不正義を正そうと彼らに急進的な政治批判を加えた。

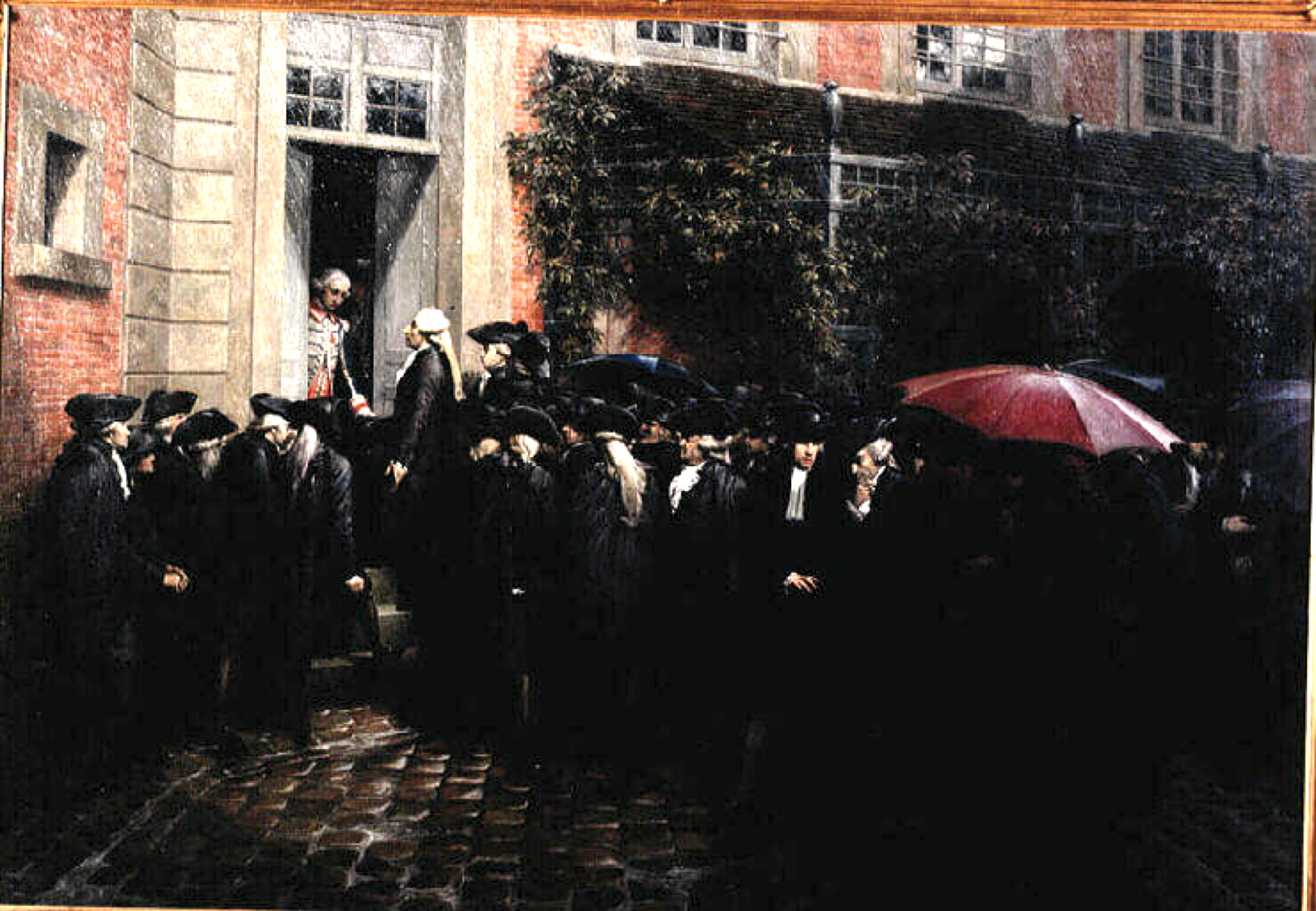
国王により議場を閉鎖された第三身分の議員

ダヴィッド『球戯場の誓い』。中央にバイイ、中央寄り右下で胸に手を当てているのがロベスピエール。ちなみに、後にダヴィッドによって色がついたバージョンではロベスピエールは茶髪である（カルナヴァレ博物館蔵）

一方、地元アルトワ州では全国三部会選挙を前に国王に向けての陳情書「不満の一覧」が作成されていた。
国王に期待している改革要望をまとめたものであるが、そこでは飢饉、政情不安、財政再建への対応が求められ、税制、行政、司法、教会を含む包括的な国家改革の必要性が主張された。だが、陳情書作成にあたって利害対立が深刻化していた。国内全域で貴族・農民の地代をめぐる対立、貴族・ブルジョワ間の階級対立が激化しており、職業選択の自由、税負担の公平化、封建制度の廃止が論じられた。
ロベスピエールも選挙と陳情書の作成を前に選挙区内での視察に励み、困窮に喘いでいた靴職人からなる製靴工組合の会合に出席している。英仏通商条約で皮革の値が高騰して生活を圧迫しているという陳情を聞き、条約改正を訴えた。
しかし国王も財務長官ネッケルも、全国三部会の議題は財政赤字の解消のみに限ると考えており、漠然となんらかの政治改革を期待していた議員たちとはこの時点で既に溝があった。
アラスでの全国三部会選挙は1789年4月24日から28日にかけて実施された。複雑な選挙システムによって当選結果が出るまでに時間がかかったと言われている。ある貴族の書簡によると4月20日、アルトワの三身分代表による選挙集会で、聖職者と貴族の代表が免税特権の放棄を宣言した。それに対し、議長は第三身分の代表に感謝するよう促したが、その時「ひとりの弁護士が立ち上がって、悪習を放棄したにすぎない人々に感謝などすべきではないといった」。この弁護士こそロベスピエールであり、彼の最初の公的介入であった。
ロベスピエールは第三身分の候補者8名の中から、4回目の投票で当選ラインに僅差で到達。なんとか当選を果たし、30歳にして三部会のアルトワ州第三身分代表として政治の世界に身を投じる。地元紙『アフィッシュ・ダルトワ』からはロベスピエールは狂人でミラボーとも遣り合える人物などと痛烈な人物評を書かれていた。
そして招集されて間もない三部会は深刻な問題に直面した。1789年5月5日から6月20日にかけて、議決方法をめぐって対立が激化した。部会で別個に議論と評決を下すか、合同会議を開いて多数決で評決するかが論点となったが、個別部会制を主張する第一・第二身分に対して合同部会による多数決を求める第三身分が個別部会に激しく反発したのである。シェイエスは実力行使を訴え、第三身分だけで国民議会を招集すると主張した。
1789年6月20日、両者はやがて決裂するに至る。特権身分は国王に談判し、議場ムニュ公会堂を閉鎖させた。こうしてジャン＝ジョゼフ・ムーニエが議場をテニスコートに移すことを提案し、第三身分だけの憲法制定国民議会(以下「国民議会」と略記。)が発足する。議員は「王国の憲法が制定され、強固な基盤の上に確立されるまでは、決して解散せず、四方の状況に応じていかなる場所でも会議を開く」ことを誓い合った。球戯場の誓いである。ロベスピエールも国民議会を熱烈に支持し、急進派のオノーレ・ミラボーらと共に誓約書に署名した。この行動は突発的なものであり、議会の解散や議員に対する弾圧と逮捕などに対する不安や恐怖の中で集まり、一種の防衛本能からとられた行動であった。この時、国王は第三身分の議員を実力で排除するため近衛兵を派遣したが、ムニュ＝プレジールの間（フランス語wiki）の入り口にいた自由主義貴族が彼らを説得し、引き揚げさせている。
6月23日、国王が国民議会の解散を命じるが、変わらず不安を抱いていた議会は拒否し、事態打開のために27日、国王は今度は三部会に留まった貴族や聖職者に国民議会への合流を勧告する。第三身分が勝利を果たし、これにより政局の安定が図られることが期待された。しかし、事態は急変していく。

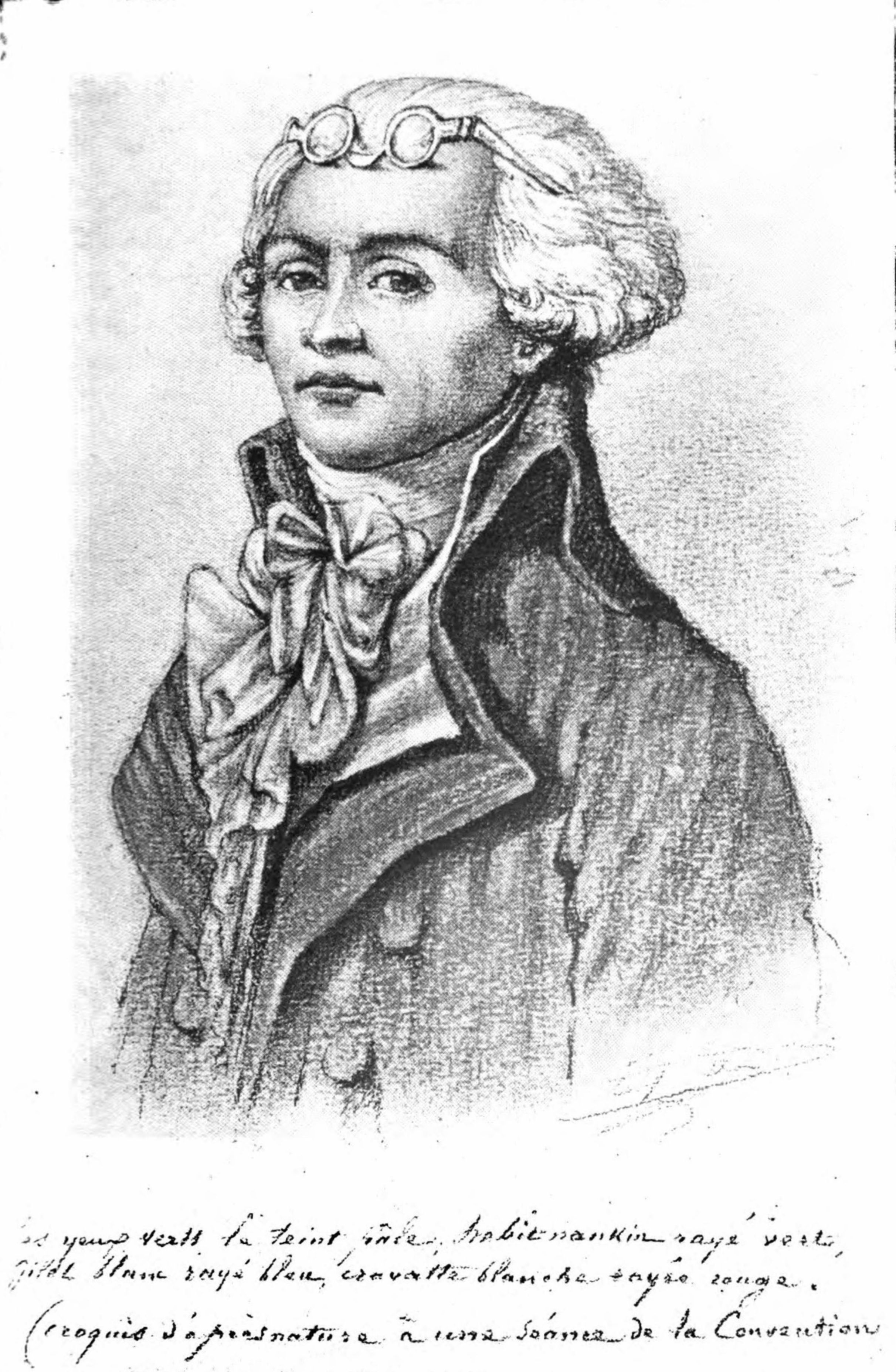
この絵のロベスピエールは眼鏡をかけている。

当時のロベスピエールは1789年段階のパリでは無名の人であり、名前をロベール・ピエールなどといった不正確な綴りで報道されている。彼は演説家として身体的・技術的に恵まれておらず、背が低く瘦せており、視力が弱かったため眼鏡を必要とした。演壇での身振りもわずかで声量も乏しく、アルトワ訛りも酷かった。また、ヴェルサイユでは演壇に近づくと震え出すと周囲に語っており、最初の演説後は冗漫にならぬよう事前にメモを取るように心がけるなど、全国三部会はフランス革命の指導者としての自己鍛錬の場になった。議場にいるジャーナリストが書きとめることができるリズムで演説する、後に自分の演説を印刷して刊行し、議会外の人々にも演説内容が伝わすようにするといった、足りない部分を補う手だてをいくつか考え実行している。

議員たちは、少なくともヴェルサイユに集まってきた時には、自分たちの使命は国王の諮問に答えることのみであり、せいぜい数ヶ月あればその使命を果たし、その後は故郷に帰って元通りの生活を再開できると思っていた。ロベスピエールも例外ではない。この頃、パリからビュイザールへ送った手紙には「まだ数ヶ月、こちらにいることになると思います」と書かれている。実際にロベスピエールが故郷アラスの地を再び踏むのは2年後であり、またこの時が最後になった。

#### バスティーユ襲撃

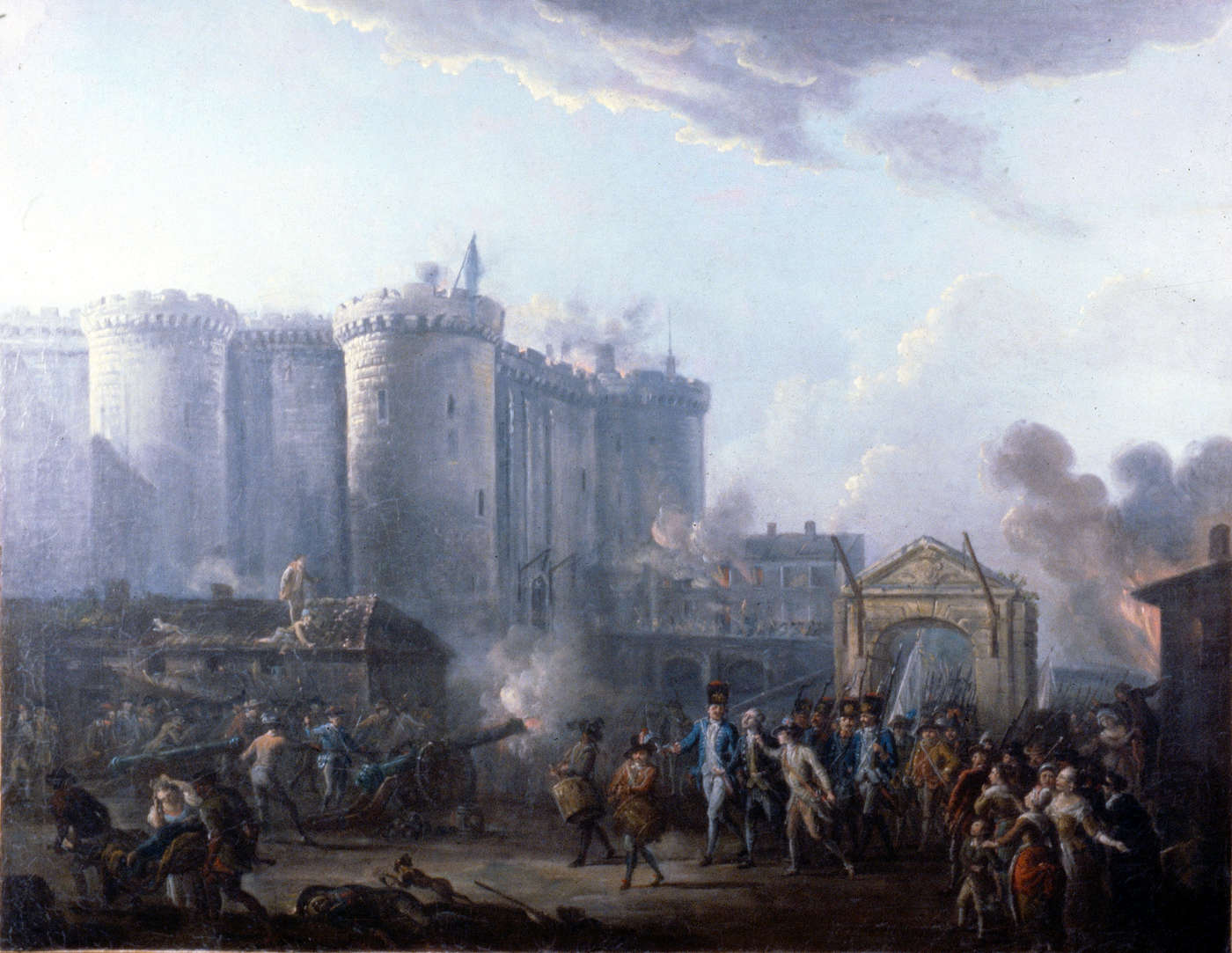
1789年7月14日のバスティーユ襲撃。バスティーユ襲撃で連れ出されるド・ローネーを描いた（ジャン＝バティスト・ラルマン画の油絵。
(フランス革命美術館蔵)

食糧が不足したパリは飢餓の恐怖に包まれており、一方でジャック・ネッケルの財務長官職解任に民衆とブルジョワジーが激怒した。また、国王が陳情書を通して一般庶民の不安や要望に対処してくれると考えられたため、それが明るい希望をもたらした一方、貴族たちがこのまま黙って引き下がるわけがないという不安も産みだしていた。それが浮浪者や野盗に対する不安や恐怖と結びつき、これらは民衆とブルジョワジーの双方に共有されていく。当時、新聞を読む事にも不慣れだった民衆は噂を通じて情報を伝達しており、食糧価格の高騰は商人や領主が買い占めを行っているために起きていると考えられていた（アリストクラートの陰謀観念）。
1789年7月12日には国王の軍隊がパリ市民に攻撃を加えるという噂も流れ始め、数千とも数万ともいわれる人々が廃兵院に押しかけ、自衛と秩序保持を名目に武器と弾薬を引き渡すように要求した。群衆は廃兵院で3万丁の小銃を奪い、7月14日、弾薬の調達のためにバスティーユへと向かう。バスティーユ襲撃はサン・キュロットたちの絶対主義体制に対する不満の表れであり、その不満が絶対主義の象徴であったバスティーユに向けられた。
その頃、市民代表がバスティーユの司令官ベルナール＝ルネ・ド・ローネーに武器の引き渡しを求めていた。襲撃が始まると守備兵が発砲し、民衆と守備兵が衝突。混乱のさなか激しい銃撃戦により100人ほどの死傷者が出た。群衆側が大砲を奪取して激しい銃撃戦が展開され、バスティーユは陥落した。
ド・ローネーは捕らえられ、パリ市庁舎に連行された。群衆はド・ローネーの首を刎ねて殺害、さらに市長のジャック・ド・フレッセルも、この日の出来事への対応を「裏切り行為」として咎められ、市庁舎から出て来たところを射殺され、首を刎ねられた。彼らの首を槍の先に刺して高く掲げた群衆は、市庁舎前の広場を練り歩いた。
ロベスピエールは早速この日の状況を郷里の友人アントワーヌ・ビュイサールに報告している。
「親愛なる友よ。今起きている革命は、人類史の中でも最も偉大な出来事を、この数日の間にわれわれに見せてくれたのです」と述べてバスティーユ襲撃が歴史的に重要な事件であったと強調し、事件に対する興奮を伝えている。「あらゆる階層の市民からなる30万人の愛国者たちの軍勢によって、蜂起は全体的なものになったのです」加えて、ロネとフレッセルの殺害についても衝撃的な出来事であったとしながらも、「前者は、住民の代表者たちに発砲するよう、バスティーユの砲兵たちに命じたとして有罪宣告されていましたし、後者は、宮廷の最上層の人々と共に人民を攻撃する陰謀に加担したと有罪宣告されたのです」と語り、民衆による武装蜂起の正統性を擁護している。
その後、国王ルイ16世はパリを表敬訪問して市民と和解を図ろうとし、議会側もこれに応じ国王を歓待するため代表団を指名した。ロベスピエールは国王と和解して彼を歓迎するという議会側の対応を民衆感情の発露として高く評価しており、この時国王を迎える一団にも参加している。一方、国民議会や革命に抵抗する貴族、スイス衛兵らを「裏切者」と見なし、妹への手紙でも「パリの騒擾で一体何が起きたというのか。全体的な自由が実現し、血はほとんど流れなかった。いくらか首が落とされたのは確かだが、それらは罪ある者の首だった。……この暴動のおかげで、今や国民は自身の自由を手にしている」と語って、革命と民衆を擁護する立場を鮮明に語った。また、ミラボーが国民衛兵の創設を提案し、ロベスピエールもこれを支持している。ロベスピエールは民衆が自衛のために武器を取り、自由のために戦うのは当然の権利として見ていたのである。
しかし、あくまでブルジョワジーと民衆は微妙な関係にあった。バスティーユ襲撃の混乱の中で常設委員会の議長フレッセルが殺されている。民衆の武器の調達を結果的に遅らせたことが原因であった。ブルジョワジーは自分たちは防衛のために武器を求めたものの、民衆が武装することは警戒していた。しかし国王から譲歩を引き出すために民衆の介入が大きく貢献したのは確かであるため、むげに暴力を否定するわけにもいかなかったという事情がある。歴史学者の山﨑耕一は、革命という非常事態においては基本的人権の制限も含めて、あらゆる手段が政治的に許容されるという意見がこの時点ですでに現れていたことを、後の恐怖政治との関連で注意しておくべきとしている。

### 議会と国王の対立（1789年夏―1791年10月）

#### アンシャン・レジームの崩壊

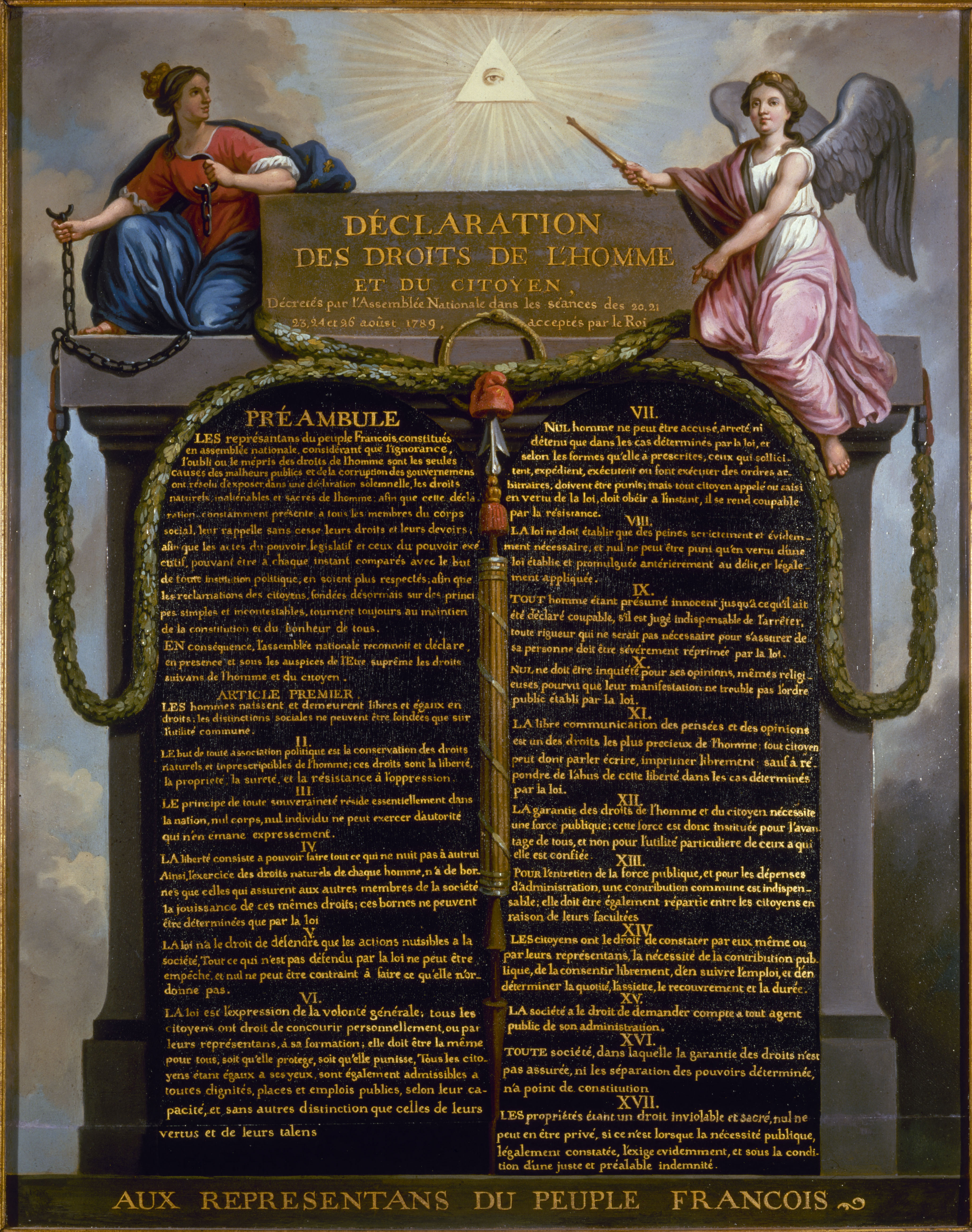
1789年の人間と市民の権利の宣言。

全国三部会の召集による希望やアリストクラートの陰謀に対する不安と恐怖が地方に波及していくと、貴族たちがならず者を雇って穀物に火を放つといった噂が広まり、農村各地でパニックが発生した。こうした各地のパニックは人から人へと伝染して拡大し、大恐怖と呼ばれる大規模な地方騒乱に発展していく。1790年に入っても沈静化せず、農民は貴族の特権や領主権に反抗して共有地や森林の分割を要求した。要求は部分的に通るが、貢租の徴収など領主権は完全に廃止されなかったため、不満を抱く農民たちは領主の館を襲撃していくようになる。農村各地は無政府状態に陥った。大恐怖は新たな農民騒乱の原因というよりは、これまで積み重なってきたものの結果であったと言える。
農民たちは、国王が全国三部会を開いて人々の不安や要求に耳を傾けようとしてくれるのだから、自分たちの負担も当然廃止されるはずであり、従って自分たちが実力で負担を拒むのは国王の意志を先取りするだけのことと考えたのである。また農民層は、全国三部会によって自分たちの負担は大幅に軽減もしくは廃止されると信じていたのに秋になってもこれまで通りに地代を払わなければいけない現実に失望し、議会に幻滅を抱くようになった。
拡大していく地方騒乱に対応するため、1789年8月4日、国民議会で農民の経済的重圧となっていた封建制度の廃止が決定される。封建制度の廃止はフランス革命において画期的な成果となる決断であった。これにより、ロベスピエールの出身地アルトワ州ではピレネー条約で認められた塩税の免税特権を放棄するに至る。各々の地方や都市がそれぞれ認められていた諸特権を次々と放棄して、フランスは社団国家から統一的な法制度をもった近代国家に変貌を遂げようとしていた。ロベスピエールも革命の進行と封建主義の終焉を歓迎し、アルトワ州の特権放棄を擁護した。しだいに、彼の立場もアルトワ代表からフランスの国民代表を標榜するものに変化していく。
こうした情勢下で、国民議会はさらに踏み込んだ決断を下した。人権宣言の採択である。人権宣言は憲法草案ができるまで待つべきだという意見もあったが、いつ議会が国王によって解散させられるかわからない以上、とりあえず急いで自分たちが目指す目標を明文化し、万一のことがあっても志していた理念が後世に伝わるようにしようと考えたのだった。
8月26日、人間と市民の権利の宣言が発布された。国民議会は、法律の制限内ではあるが国民の自由を承認し、国民相互における権利の平等を宣言した。普遍的な人権原則が示されたことで身分と特権のアンシャン・レジームは完全に崩壊したのである。
ここで問題となったのは、封建制廃止令と人権宣言を国王に承認させる事だった。議会は自らを国民の代表であると考え疑っていなかったが、自分たちだけの決定で正式な決議ができるとは思っていなかったのである。しかし国王の同意が得られなかったため、議会は彼に対する駆け引きとして、新しい憲法は一院制とするか二院制とするか、国王に拒否権を与えるか否か、またその拒否権はどういった拒否権とするかを議論した。結果として、国王への譲歩としては有効だが革命の成果が脅かされる危険が大きいという理由で二院制が否決。また、国王の力が強くなりすぎない一方で彼に対する取引・妥協をするために、国王は議会が可決した法案を一時的に停止し議会の再審議を求めるという停止的拒否権が採用された。

#### ヴェルサイユ行進

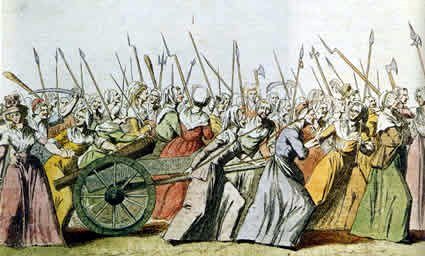
ヴェルサイユ行進。

拒否権を有する国王は、国民議会の諸政令と人権宣言の承認を拒否した。次第に議会と国王との対立から議会の地位をめぐる議論が紛糾していったが、国王が革命の諸法令を渋々承認すると、ようやく再び情勢が動き出す。しかし、議会と国王の対立が激化する中で食糧不足への恐怖心がパリで蔓延、再び騒乱が発生する危険が高まっていた。
10月1日、国王が呼んだ軍隊が騒動を引き起こした。ヴェルサイユに到着したフランドル連隊を歓迎する宴会が宮殿で開かれ、その席で会食者たちは三色記章を踏みにじり、ブルボン家を表す白や王妃の祖国オーストリアを表す黒のリボンを身につけたというニュースがパリに伝わったのである。
10月15日、パリの女性たち数千人がヴェルサイユに行進すると、国民衛兵が女性たちの後を追って王宮へと進軍した（ヴェルサイユ行進）。女性たちはパンの供給とフランドル連隊の退去を要求した。この時、集まった民衆は国王がパリに移ることを要求し、このため国王一家はテュイルリー宮殿に入ることになる。議会も同月19日にパリに移り、最初は大司教館の広間を議場にしたが、11月9日には、大急ぎで議場向けに改造されたテュイルリー宮殿の調馬場に移った。
この頃、オーギュスタンは自分の不安を兄に伝えている。「あなたは人民の幸福のために、自分の血を流すことになるかもしれない」。

#### 国民議会による改革
1790年、アラスの憲法友の会に宛てた手紙に『ド・ロベスピエール』と書いたのを最後に、彼はこの接続詞を使うことをやめた。この時期、仕事の重圧と心労から、デムーランが編集していた新聞『フランスとブラバンの革命』の些細な誤報でデムーランを責め彼を困惑させたこともあるが、その数ヶ月後の同年12月29日にデムーランはリュシルと結婚しており、ロベスピエールはペティヨンやジャック＝ピエール・ブリソと共に結婚式の立会人を務めた。後に、デムーランに自身が国民衛兵について行った演説を新聞で取り上げてほしいと手紙を送り、そこで「あの魅力的なリュシルの美しい瞳や美徳であっても、僕の言葉を新聞に載せない理由にはならないよ」とデムーランをからかっている。

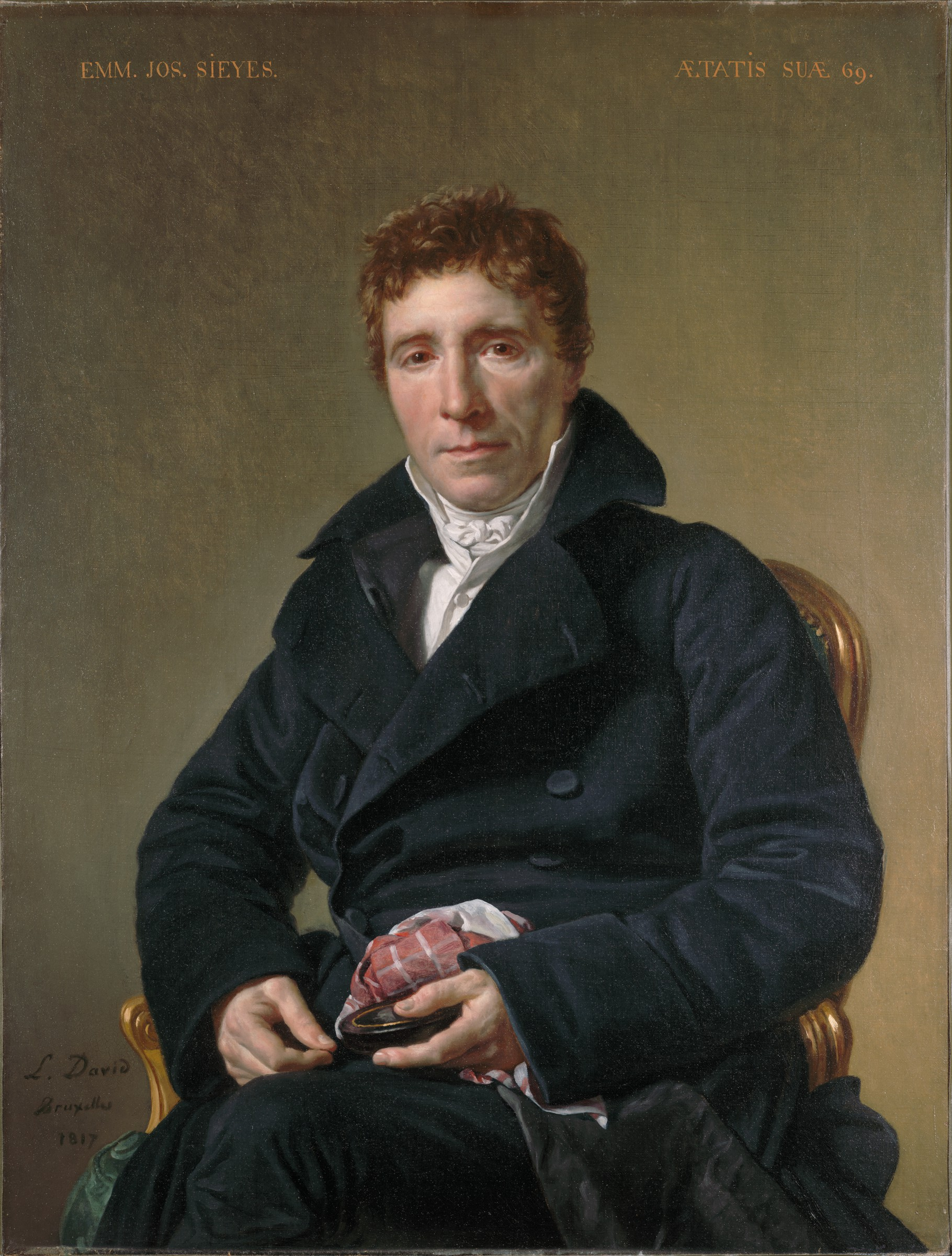
革命の立役者でありながら沈黙に回り、後に革命を終わらせた「革命のモグラ」シェイエス。

その頃、国民議会は行財政改革に着手した。これまで国王が任命していた官職を国民主権に基づいて民選することが決定され、官職任用制度に公職選挙が導入されるなどあらゆる社会制度が刷新されることになった。この時の行政改革の結果、フランスでは領主や司教領から行政権が取り上げられ、市町村制度が導入されて全国一律のピラミッド型統治構造を構築していく。1790年1月15日にはフランスは83県の地方自治体に再編された。
1789年12月の地方選挙の実施を前に、選挙法制定が議論されていた。憲法や法律に明るいシェイエスが審議を主導している。彼は国民を「能動的市民」と「受動的市民」に区分し、財産を所有する「能動的市民」に選挙権を限定するように提案。後に招集された立法議会でもこの制限選挙制が採用された。しかし、ロベスピエールはルソーの『社会契約論』に基づく人民主権論を擁護していたため、人民の直接的な代表を実現させる議会政治を理想と考えており、制限選挙制に強く反対していた。
ロベスピエールは婦人参政権の導入を積極的に支持しなかったものの、アンリ・グレゴワールとともに人権宣言の精神を擁護し、差別を受けていた役者やユグノー、ユダヤ人を含む全市民の平等を前提として成人男子選挙権の導入を支持した。ロベスピエールは、制限選挙制を政治体制の安定のために普遍的人権を制約する半端な政治路線と見なすなど否定的であった。彼は権利の平等を擁護して制限選挙制を厳しく批判。原理主義的に民主主義の制度を追求し、成人男子選挙権の導入を求めた。
この時期のロベスピエールは、ジェローム・ペティヨン、フランソワ・ビュゾー、ピエール・ルイ・プリウールらと共に少数の急進派グループに属していたが、国民議会の実務委員会に属されない無任所議員であった。封建制廃止の急先鋒となったことで地元アラスとの関係は冷え込んでおり、アラス代表の立場を捨てる代わりに、1790年8月までにはパリの政治グループの拠点ジャコバン・クラブに所属してパリ市民を代表して活動するようになる。パリではコルドリエ・クラブなど政治クラブが続々と設立され、市民や議員が集まって連日連夜活発に議論が展開され、議員たちは精力的に演説した。
1790年5月、国民議会は内政面での革命遂行だけでなく、国家にとって重要な軍事外交政策について議論していた。フランスは七年戦争の敗北以来、北米植民地（ケベック州をはじめカナダ）を喪失するなど北大西洋の覇権を失っており、フランスの国家再興を目指す革命にとって対外政策で成果を出すことが喫緊の課題だった。この時争点となったのは、交戦権を議会に属させるか国王に属させるかであり、最終的に立憲派のミラボーの調停により交戦権は国王に属すことが定められた。国王の決断と議会への提案がなければフランスは周辺国と開戦できないのである。この妥協策は国王拒否権を批判していたロベスピエールの考え方に近い解決策でもあった。
ロベスピエールは領土拡張のための侵略行為や他国民の主権と自由を侵害するような行動はすべきではないと考えていた。この方針は1791年憲法に取り入れられていく。ちなみにこれは、アヴィニョン（教皇領）といった飛び地を併合する可能性は排除していない。というのも、そこに住む人々にどうするかを決める権利があるからである。ロベスピエールは次のように主張する、「国民とは単に、共通の利益を通じて、共通の政府と一連の法の下に集結した人々が作る社会である」。

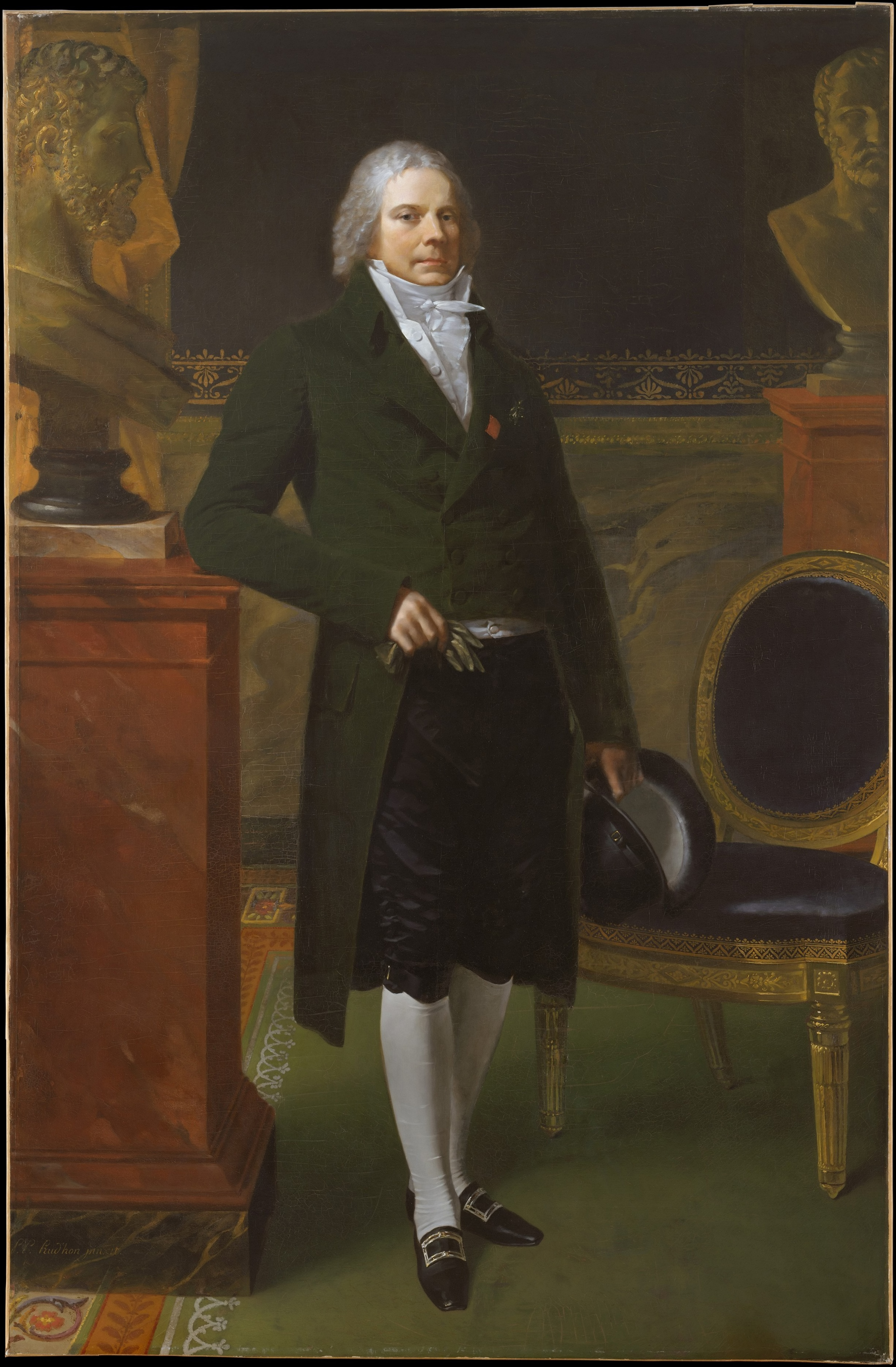
タレーランはフランス革命から七月王政まで活躍した老獪な政治家であり、特に外交官としての評価が高い

ただし、ロベスピエールは自衛権に基づく強力な軍事力の必要性を認めていた。フランス革命で柱となっていた制度、士官を選挙で選出するという組織編制を否定し、軍の組織機構の民主化には反対の立場を取っていた。軍隊内部に選挙制を持ち込むのは作戦指揮能力と責任の重大性から本末転倒であり得ないというのが彼の考え方であったが、ロベスピエールは武器自弁の原則から貧しい市民が国民衛兵の兵士に応募することが認められなかったことに不服を申し立て「神聖な社会契約が棄損されている」と非難するなど、それぞれの軍人の権利と義務については民主的な考え方を持っていた。また、国民議会は、メッスや8月24～31日にナンシーで発生した兵士の反乱に身体破壊を伴う車輪刑や斬首刑、ガレー船送りなどの過酷な厳罰を加えたが、ロベスピエールは非人間的で残酷な刑罰に強く反対した。軍法における刑罰が将校と一般兵士との間に軽重が異なっていることに関して、ロベスピエールは平等に反するとして厳しく糾弾していた。軍隊は階級社会であるべきだが、一人一人の将兵の権利義務は平等であるべきという考え方を持っていたのである。
軍事・外交だけでなく、経済の再生はフランスにとって急務であった。

11月2日、聖職者議員タレーランの提案に基づき、議会は教会財産を国有化し、国家の必要、礼拝の費用と聖職者の生活、貧民の救済に充てるものとした。こうした土地の売却は債権として発行されたアッシニアの発行を支えるためにも利用されている。しかし、しだいに乱発され、発行過剰により通貨の信用性が低下して下落を始めていく。物不足と通貨下落によるインフレは深刻で、ロベスピエールは儲ける商人と生活難に喘ぐ民衆を目にして、アシニア下落による経済危機を原因を発行過剰というよりも買占め人や投機家による陰謀に求めていた。

#### 政教対立の形成

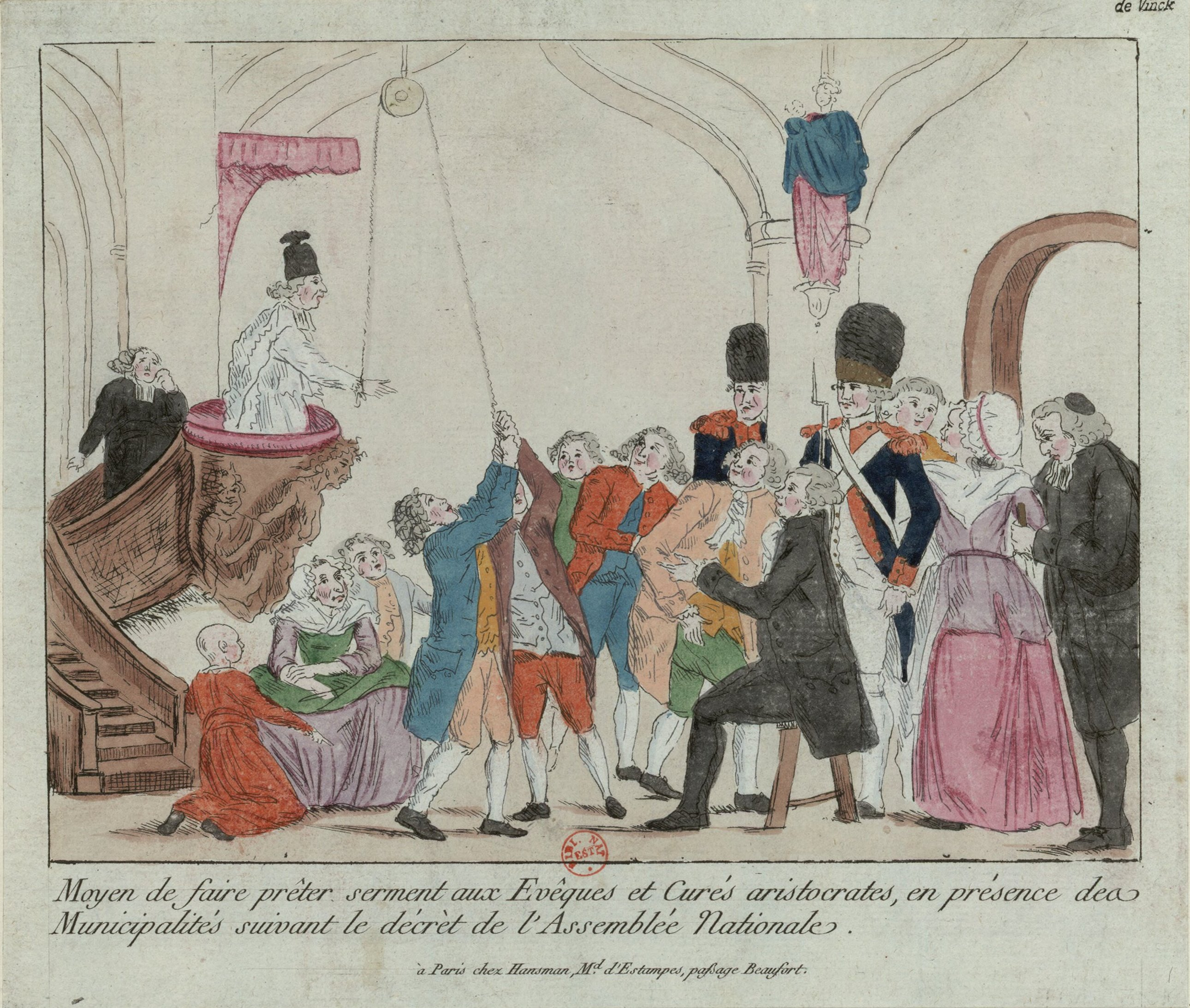
国民議会の命令で聖職者に宣誓を強制しようとする様子を描いた風刺画（1791年）

1790年7月14日、安定に向かい始める期待感の中で教会、王室、革命の協調と融和を祝福するため市民が参集し、シャン・ド・マルスで革命一周年式典として第一回全国連盟祭が挙行された。また、プロテスタントであるユグノーやユダヤ人を解放して信仰の自由を採択した。
連盟祭の盛り上がりの一方で7月12日、国民議会は聖職者民事基本法を採択してカトリック教会の世俗化に着手した。最も議論を巻き起こしたのは、聖職者がこの先どのようにしてその職に任用されるのかという問題だった。議会は、司祭と司教の選挙を要求したことで、権威は高位聖職者を通じて神より賜るという、教会にとっての大前提を攻撃したことになる。
ロベスピエールは宗教や道徳、信仰といった精神的な拠り所を重視しながらも、司祭を単に選挙で選ばれた公務員とみなしていた。一方で司祭の公的な役割に理解を示しており、これらを総括し、彼らを「公的な礼拝を維持し、継続していく義務を負う行政官」と考えた。議会で、司祭は県ごとの宗教会議によって選ぶ案を主張した議員に、ロベスピエールはこう発言している。

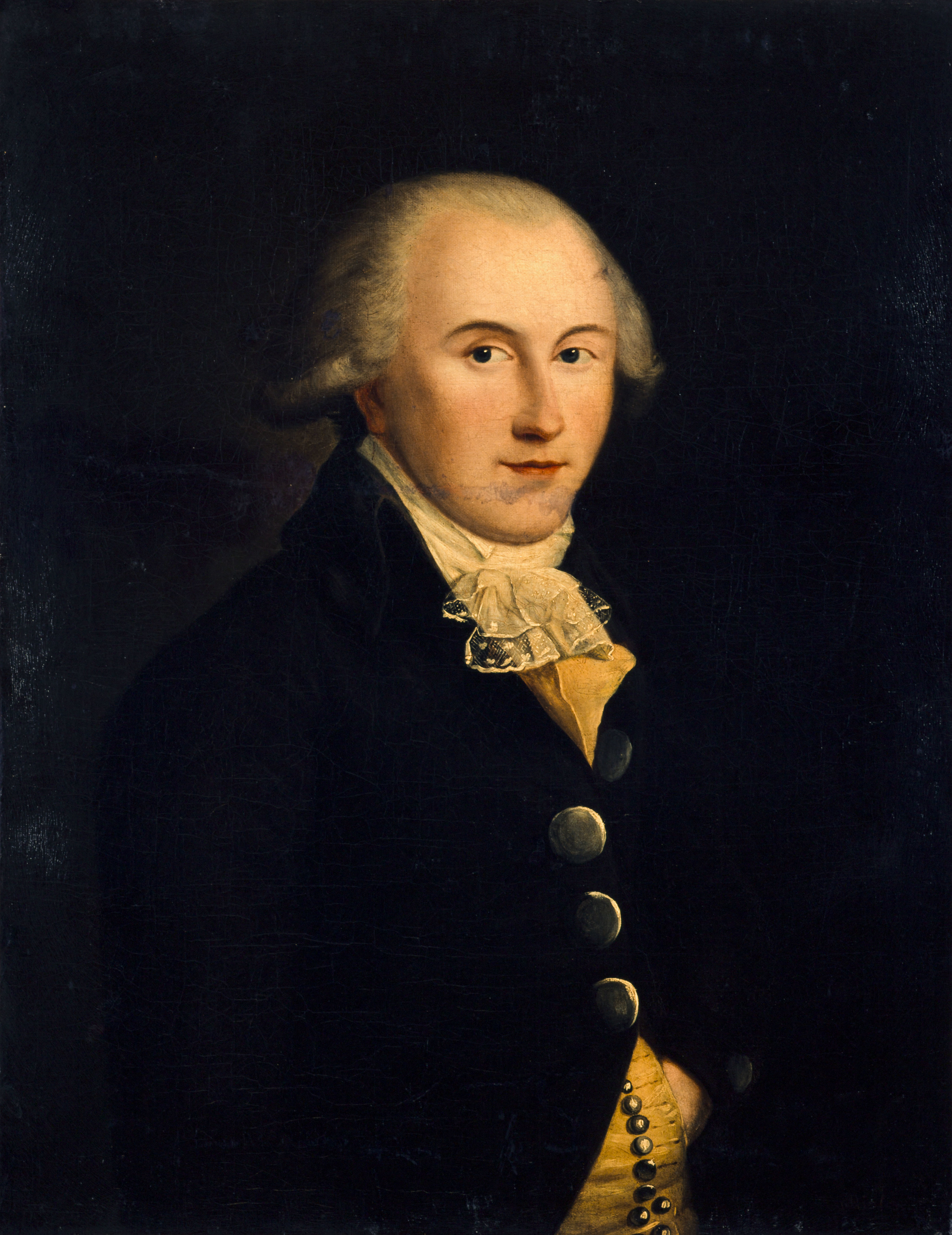
オーギュスタンの肖像画。兄と運命を共にした他、トゥーロン攻囲戦においてナポレオン・ボナパルトを見出したことでも知られる。

これ以外にも司祭が結婚する権利を擁護していた。この考えは修道士を含む人々から支持を得たが、兄が信仰深いアラス市民たちから更に反感を買うのではないかと心配したオーギュスタンは、アラスからわざわざ手紙を送っている。

1791年3月10日、教皇ピウス6世は聖職者民事基本法を批判して改めて人権宣言を攻撃した。革命によって特権を失った上位聖職者は改革に激怒しており、また躊躇していた者、日和見を決めていた司祭たちは教皇の命に従って宣誓を拒否しはじめていた。こうした動きはフランスの北東部と南部に広く分布し、宣誓拒否僧は聖職者身分のおよそ半数近くに及んでいたというが、政治と宗教の対立は市民生活を分断して国内の緊張と対立は一層厳しいものになる。こうした情勢下で、反革命勢力は巻き返しを図ろうとした。。王の弟アルトワ伯（後のシャルル10世）は国外に逃亡して神聖ローマ帝国領のコブレンツで宮廷と軍隊を設置していた。アルトワ伯の周囲には亡命した貴族が参集しており、革命を武力で討伐しようとする勢力が集結していた。

#### ロベスピエールと新国家

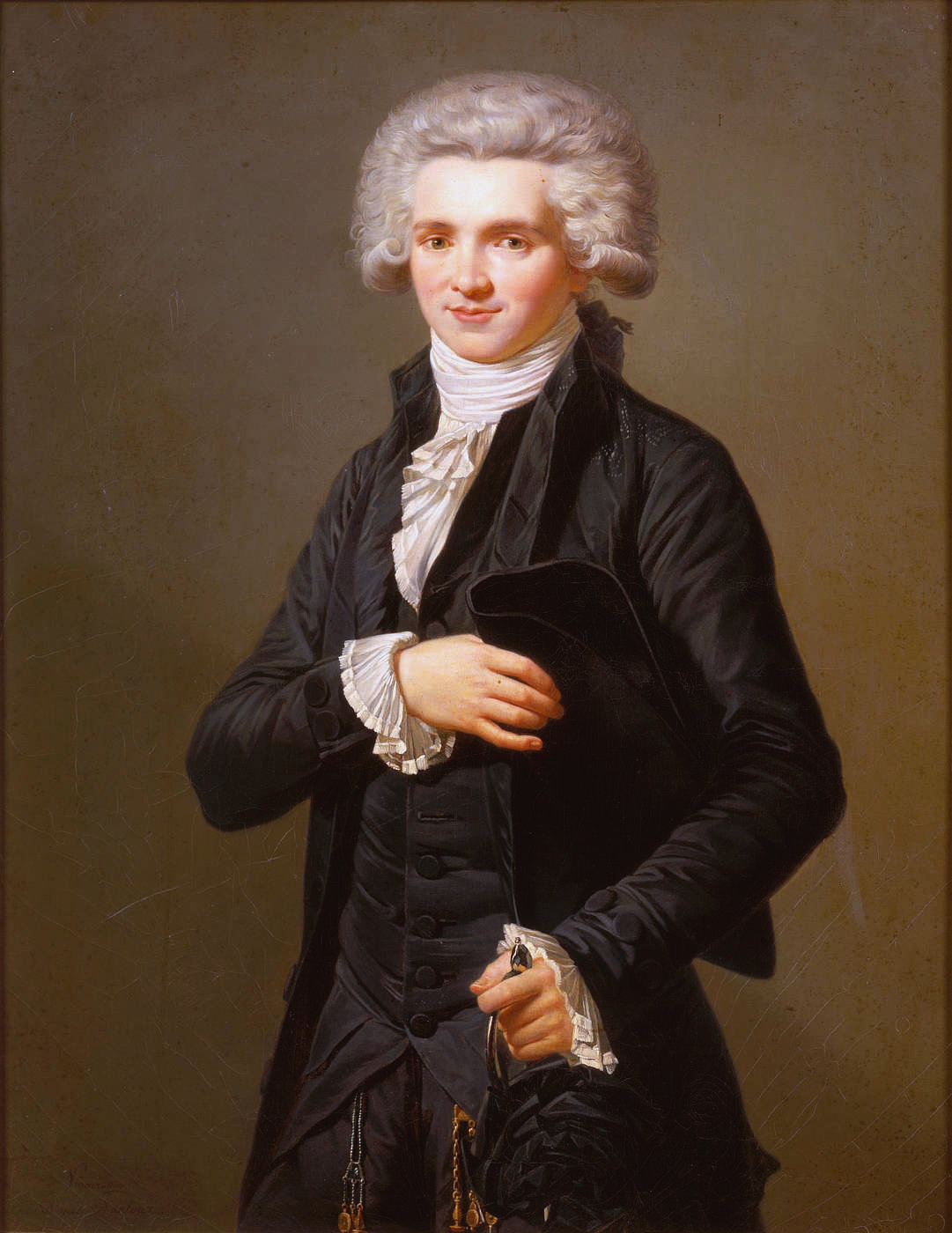
アデライド・ラビーユ＝ギアールによる1791年の肖像

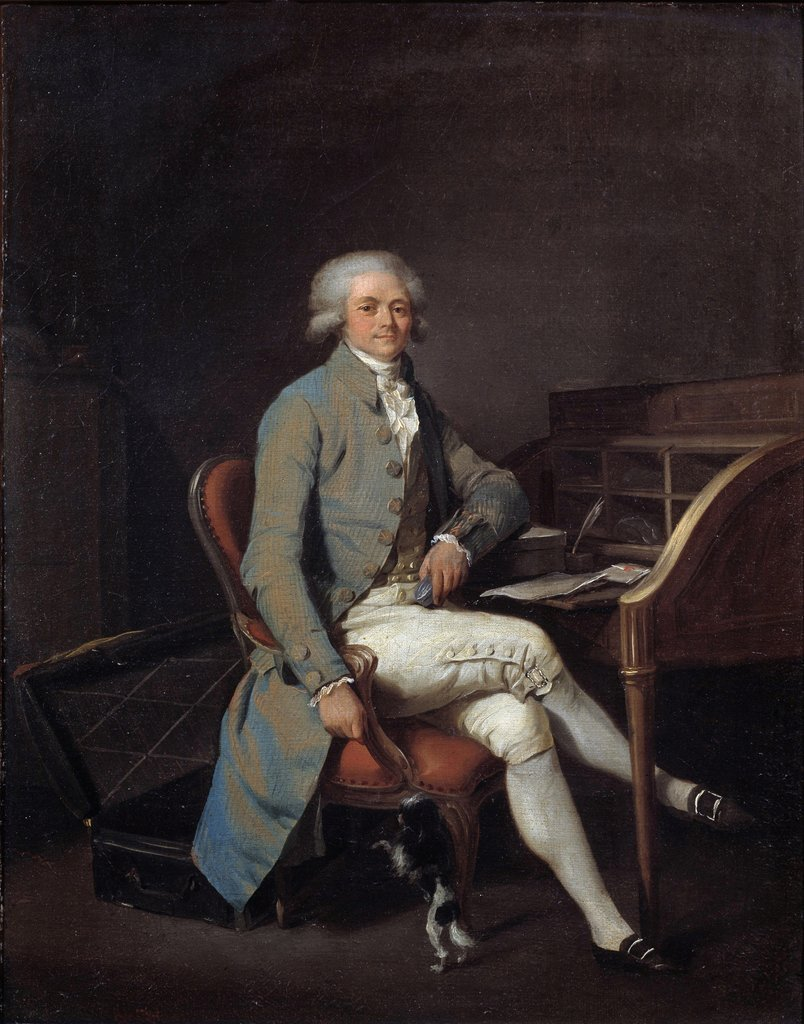
ルイ＝レオポルド・ボワイーによる1791年の肖像画

聖職者民事基本法を支持し、教会の独立性を批判したことでロベスピエールの立場は悪化する。彼は活躍して名が広まれば広まるほど、かつての知人や縁者から非難され、同僚議員たちからも嫉まれた。地位を悪用して女性を囲っている、人付き合いが悪い、陰険な性格であるなど人格否定を伴う誹謗中傷の格好の対象となって貶められるようになっていた。ジャコバン派の支持者デュボワ・クランセはロベスピエールをこう評している。
批判に対しロベスピエールは大いに傷ついた。彼は神経質になって苛立ちを感じると同時に、政務の重圧から次第に体調を悪化させ、鬱状態に陥った。国民議会は新体制を樹立するためにこれまでにない範囲を対象に改革を急ピッチで進めており、各々の議員たちは持てる知識とエネルギーの全てを法律制定に注ぎ込んでいた。当然ながら、ロベスピエールも他の議員と同様、心身の疲労に負けず激務を続けて精力的に活動していた。
1791年5月、新憲法で擁護される市民権について議論が展開される。革命後、言論が活発化する一方で誹謗中傷やデマが飛び交ったため、これに対処するため報道の自由は制限されていた。ロベスピエールは自分自身がジャーナリズムの被害者であったが、言論の副産物である風評被害と名誉棄損は訴訟で解決されるべきであって、悪影響を理由に報道の自由を制限してはならないと主張して政府による言論統制を解除するように訴えた。「報道の自由を演説の自由と切り離すことはできない。この二つの自由は両方とも自然と同じくらい侵すことのできないものだ」「演劇の自由も決して制約を受けてはならない。世論は公益のための唯一の裁定者なのだ」というのがロベスピエール主張であった。
また、民法では子供の遺産相続の平等を訴えて、家父長制とこれを支える長子限嗣相続を批判、均分相続制度を導入するように活動した。刑法改正に関しては陪審員制度の導入を支持しながらも、選出に資格条件を設定しようとする制限策を不平等であるとして非難した。
さらに重要な議論を呼んだ死刑制度存廃問題で、ロベスピエールはリベラルで寛容な主張を展開する。国民議会で審議を開始した際に死刑制度を専制政治を維持するためのシステムとして非難して、熱心に死刑廃止論を説いた。後のイメージからは想像しにくいが、このときの審議でロベスピエールは死刑廃止法案を提出している。この法案が通過していれば後の恐怖政治はなかったと言われているが、皮肉にも同法案は否決された。ただし、ロベスピエールの見解は議会で尊重され、死刑適用対象となる犯罪行為は削減されて改革前より刑罰が緩和されることとなった。こうしてジョゼフ・ギヨタンの提案により処刑方法も人道性を重視したものとなり、ギロチンによる処刑法が採用されることになる。また、犯罪者親族への刑罰を禁止する法案に関わるなど当時としては先進的な法案に関わっていた。
国王は拒否権を使って革命への非協力を示しながら、バルナーヴ、アドリアン・デュポール、ラメットら穏健な立憲主義を標榜する三頭派と依然として国王に忠実だった自由主義貴族ラファイエットの不毛な権力闘争に忙殺される政治を繰り広げており、これに多くの議員と国民は失望していた。1791年5月16日、ロベスピエールは三頭派と立憲主義者を次期議会から一掃するため国民議員の立法議会での再選禁止を提案し、圧倒的支持を受けてこの提案を通過させている。しかし、体力消耗が激しくなっていたにも関わらず休養することができない重圧にロベスピエールも到頭音を上げていた。一月後の6月12日にアントワーヌ・ビュイサールに宛てた手紙で心情を吐露している。
手紙で弱音をこぼしている通り、この二日後の6月14日に成立した労働者団結禁止法ル・シャプリエ法の審議の際には民衆の権利を擁護するために論戦を挑むべきところ、全く発言できずに終わっている。
体力的に精神的に擦り切れそうな状態とはいえ、信念を全うしようとする姿勢に賛同するものもいた。国民衛兵の中佐だった若き将校サン＝ジュストから「専制と陰謀の激発に、よろめきながら立ち向かっているこの国を支えるあなた、ちょうど数々の奇跡を通して神を知るように、私はあなたのことを知っています」から始まる手紙を受け取ったのはこの頃になる。手紙のやりとりを通じて彼ら友情を深め革命の同志となっていく。

#### 転換点（1791年）

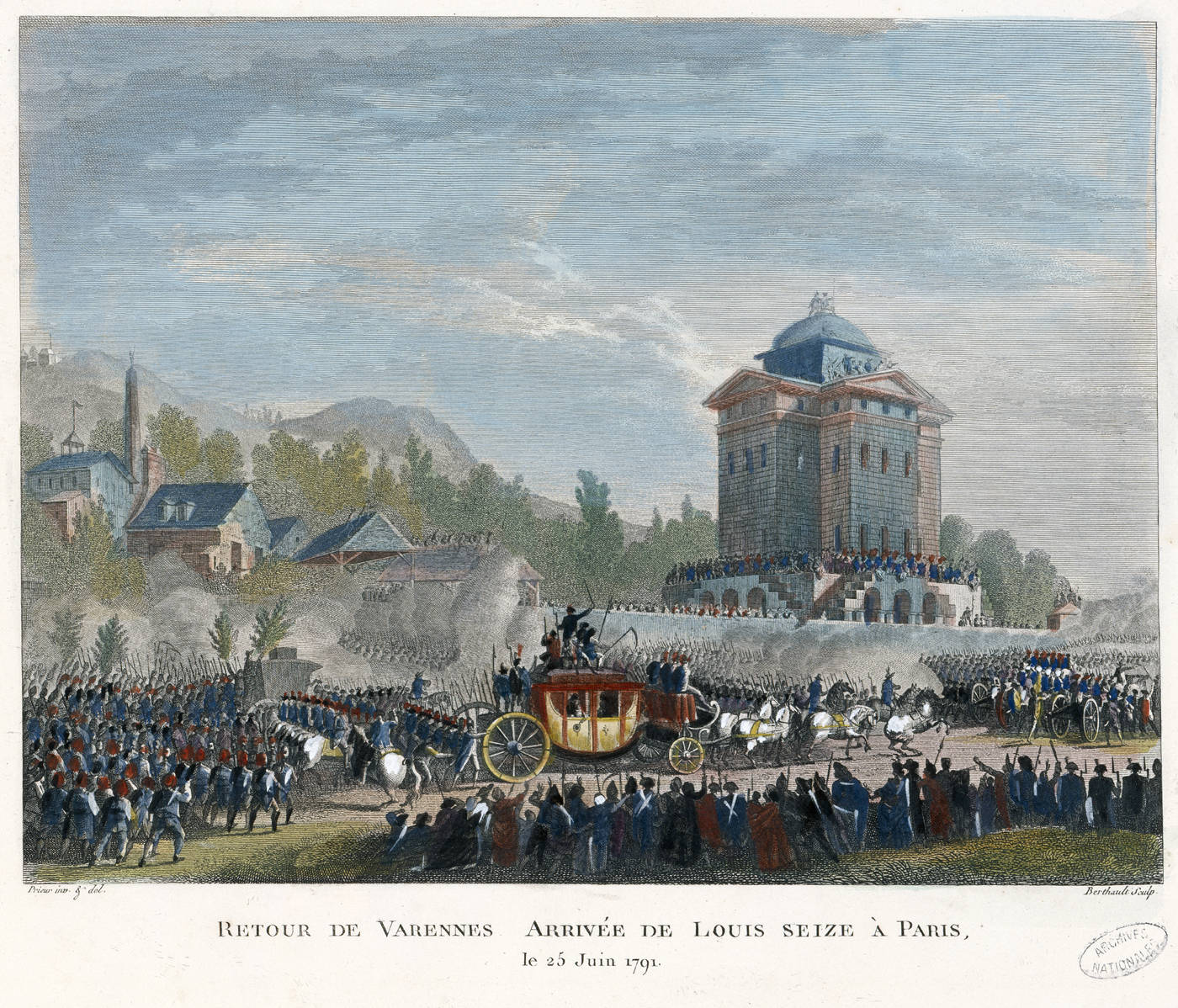
パリへ連れ戻される国王一家

6月20日、国王一家はパリから逃亡し、現在のルクセンブルクとの国境に近いモンメディの要塞を目指した。しかし翌21日にヴァレンヌで遮られ、25日パリへと送られた。ヴァレンヌ事件である。この件にはオーストリア宮廷といった外からの手引きがあり、これは宮廷や貴族が内外の反革命を支援しているという陰謀に正当性を持たせてしまった。以降、穏健な立憲君主制を志向していた革命の流れは急進化していく。
国民議会が国王逃亡を知ったのは21日の朝9時頃、議長が伝えるニュースによってだった。すぐに議会は1日24時間、いつでも必要に応じて審議できる常時開催状態になる。そして物事が入り乱れる中、自分たちの役目が滞るのを防ぐため、法令の決定に国王の裁可は不要とする決定を全員一致で行い、外国の大使に外務大臣を介して議会と直接交渉することを求めるなど、一時的な措置だったとはいえ、国王の存在しない政体＝共和国を出現させたのである。
そして王がパリに戻ると常時開催状態を解除し、保守的な議員は国王を即座に無条件で復位させるべきと主張し、革命派の議員は国王の裁判を要求した。ロベスピエールも共和国建設の要求はしなかったものの、「国王の不可侵など作り話である」として国王の退位を主張している。13日、国王は脅迫と圧力によって決定の自由を奪われており、精神的な意味で誘拐された。したがって、その軽率で無責任な行動は道徳的には非難されなければならないが、法的な責任を問うことはできないとの結論を出した。国王の行為は容認できないものの、民衆が政治に介入してくるのを恐れたため、できるだけ穏便に処理したいと考えたのだった。。
議会と市当局は連絡を取り合い混乱に対応したため、パリは比較的穏やかであったものの、民衆の国王に対する意識は逃亡のニュースが伝わった21日のうちに変化していく。国王に対する失望とイメージの悪化だけではない。ヴァレンヌ事件によって、フランス国内の外敵の侵入に対する恐怖はいっそう強まり、国内の反革命陰謀に対する恐怖ももたらした。
逃亡事件に関して国王の責任を問わないという決定に対し、コルドリエ・クラブなどいくつかの民衆協会では抗議の声が上がった。メンバーは決定の再考を求めるため議会に赴こうとしたものの、ロベスピエールやペティヨンに阻止されている。そこで連帯を求めてジャコバン・クラブに出頭したところ、ここでも議会の決定について討論されており、出席した議員の多くは民衆からの圧力と議員への敵対に怒って退出した。翌日、脱退した議員はより穏和なフイヤン・クラブを設立する。ジャコバン・クラブに所属し革命派とみなされていた議員のほとんどがフイヤン・クラブに移り、ジャコバン・クラブに残ったのはロベスピエールとペティヨンくらいのものだったが、夏の間には60名ほどが戻ってきている。
「自由に生きるか、さもなくば死」という標語が出現したのはこの頃になる。元は古代ギリシャで生まれたと言われるこの言葉は、18世紀にローマの著述家たちの作品を通して知られるようになり、アメリカ独立戦争などさまざまな場所で使われてきた。これによってフランス革命においても、自由のために政治参加し、必要とあれば死も厭わないという考え方が共和主義的な死の美学として共有されていった。ロベスピエールはその生涯行った多くの演説において、「死（Mort）」という単語を747回、「死ぬ（mourir）」という動詞を119回使っている。

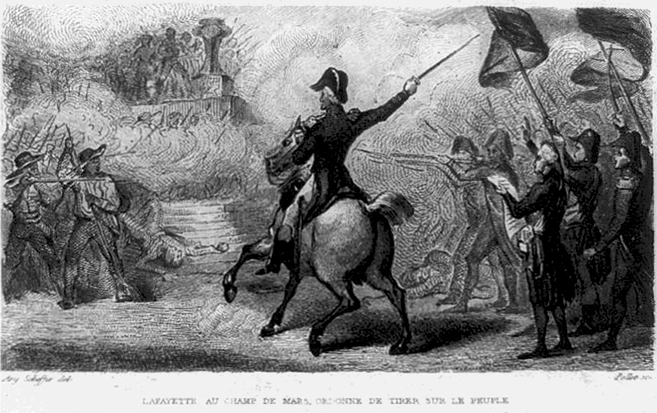
抗議する民衆を前に国民衛兵に発砲を命じるラファイエット

7月17日、民衆派のコルドリエ・クラブが主導してシャン・ド・マルスで国王廃位請願デモが行われたが、デモを散会させるように命令を受けていたラファイエット率いる国民衛兵隊が民衆に発砲し、50人ほどのデモ参加者が銃撃を受けて死亡した。このシャン・ド・マルスの虐殺を機に革命は思わぬ方向へと進んでいく。
ロベスピエールは民衆の抗議行動を擁護する。事件に激怒しながら「これらの人民は、自分たちの代表者たちに請願を提出する権利があると信じていたのです。それに、彼らの血は祖国の祭壇で流されたのですぞ」と語った。彼は民衆を支持する民主主義の擁護者として行動し、世論から熱烈に支持されるようになっていた。

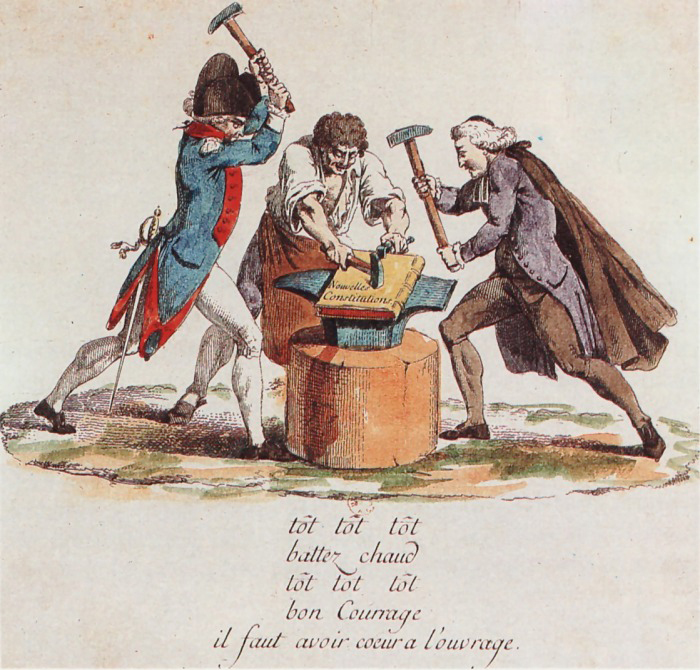
三身分が創った「新しい憲法」の寓意

危機的状況にあった9月3日、1791年憲法が制定された。この憲法は立憲制のもとで、平民であっても一定以上の税金を納めたものには選挙権を認めた。一方、革命のために命を懸けて闘いながらも財産を持たず税額基準に到達していないという理由で「受動的市民」とされ、有権者資格から排除された民衆（サン・キュロット）は新憲法に幻滅する。封建的特権の有償廃止に妥協した「能動的市民」を形成したブルジョワジーにも不信感を抱えていた。
ともあれ1791年体制はようやく発足に漕ぎ着ける。10月になると最初の選挙が行われて、一院制の新しい議会「立法議会」が成立した。立法議会では、立憲君主制を守ろうとするフイヤン派と、共和制を主張するジャコバン・クラブの一員で南西部出身の議員グループジロンド派の二派が力を持った。9月14日には国王が新憲法に宣誓、立憲君主制への移行が始まった。9月25日に刑法が制定され、27日にユダヤ人同権化法令が成立、翌28日には農事基本法が可決され、囲い込みの自由が承認された。
役割を終えた憲法制定国民議会は解散することとなり、ついに来た9月30日の議会解散の日。議会を離れる際にロベスピエール、ペティヨン、アンリ・グレゴワールは民衆からリースを贈呈される。そしてロベスピエールは「汚れなき議員たちに万歳！清廉な人万歳！」との喝采を受けた。これに対して彼は馬車を飛び降りると、「市民諸君、あなた方は何をしているのですか。なんという屈辱的な振る舞いをしているのですか。2年間、私があなた方のために働いたその報いがこれですか。あなた方は自由な人民であるということをもう忘れてしまったのですか」と叫んだ。一方で、歓迎団の女性は演説でロベスピエールを讃えている。

このときの「清廉の人」という賛辞が以降、ロベスピエールの渾名となっていく。国民議会の議員になった時、無名の人だった地方出身の一青年は今や時の人となっていた。

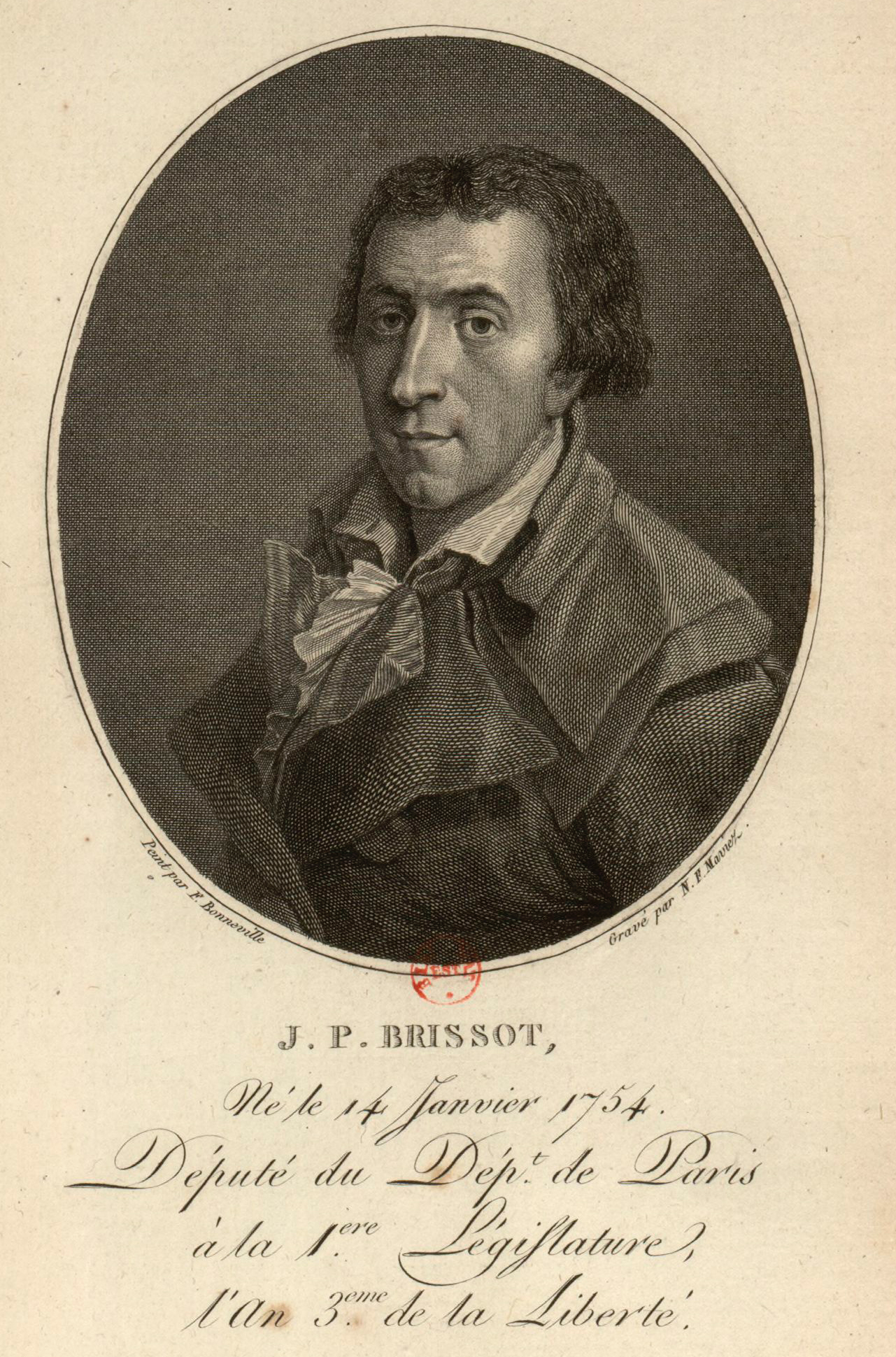
ジャック・ピエール・ブリッソー

8月27日、オーストリアのレオポルト2世とプロイセンのフリードリヒ・ヴィルヘルム2世が共同声明、ピルニッツ宣言を発表する。亡命貴族の圧力やヴァレンヌ逃亡事件をうけて、なんらかの対応を取らざるを得なくなったため取った行動であり、2人とも本気でフランスに介入する意思はなかった。それよりもポーランド民主化運動の問題が重要だったためである。しかし、ジュネーヴ、オランダ、ベルギーの革命運動が外国軍によって壊滅させられるのを見てきたフランス人にとっては、自分たちが抱えてきた不安が現実になったとしか思えなかった。

### 祖国は危機に瀕せり(1792-1793)

#### フランス革命戦争(1792年―)

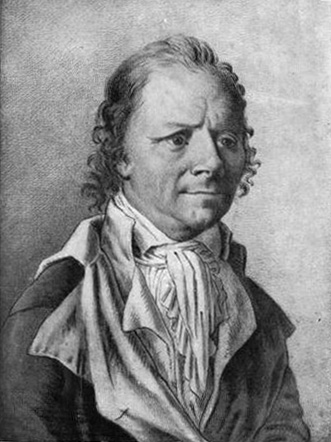
ロベスピエールの下宿先の大家モーリス・デュプレ。

ロベスピエールの提案により、古典古代の政治理念に倣って「国制を定めた者は実際の政治には関与すべきではない」とされた。こうして国民議会での再選禁止規定のために自身も議員資格を喪失したロベスピエールは、10月から11月にかけてピカデリー州、アルトワ州を周遊し、アラスへと帰郷することとなった。彼はこの時、どうしても馬車を降りて道を歩きたいと言いはっている。
アラスでの歓待は大変なものであったが、一方で古いエリート層からは恨みや敵意を向けられた。たくさんの市民がロベスピエールに会いに来ていたものの、区の役人からは無視され、フイヤン派として排除されていたアリストクラートたちの姿はそこにはなかった。
民衆の熱気はアラスよりもベテュヌのほうが上回っていた。市民リースを贈られた彼は困惑し、それを頭にかぶることは拒否したものの、胸に抱え持っている。後にロベスピエールは友人に向けての手紙で、「アルトワに戻るなら、ベテュヌに住めたら最高だろうと思うのです。数多くの執念深い敵の存在には、ほとほと嫌気がさしていますから」と綴った。
この帰郷でロベスピエールは、アラスでミサの最中に宣誓拒否僧が「奇跡」をおこすのを目撃する。その宣誓拒否僧は聖遺物が収められた礼拝堂でミサを行っていたが、1人の男が自身が持っていた二つの松葉杖を放り投げると両手を広げ、歩いた。そして彼は自分の足にできた傷跡と、自身が重傷を負ったことを証明する書類を示したのである。男を探していた彼の妻は夫が杖なしで歩いていることを知ると気を失い、目を覚ますと神に感謝し奇跡を賛美した。それまで「信仰の自由」を擁護していたロベスピエールは、この一件から容易に扇動される民衆と聖職者の社会的影響力を危険視するようになった。
そしてアラス帰郷以降、司祭の影響力を政治から排除して政治の独立性を保つため、扇動的な聖職者を処罰しなければならないと考えるようになっていく。教会が反革命派に巻き返しのチャンスを与えるようになってはならないのである。立法議会では宣誓拒否僧の職務停止や国外追放令が決定するなど、事態は緊迫の度を強めていた。後に明確になっていくが、このときの出来事がきっかけとなって彼の心中に、国家がカトリック教会に替わる祭典や儀礼形式を創始した非キリスト教化政策、民衆に対する市民的徳性の教化が次第に浮上していくこととなる。
ロベスピエールがアラスからパリに戻った後、何人かの国民衛兵がシャン・ド・マルスの虐殺に対し、フランス国内の分裂を招いた責任があるとして脅し文句を叫びながらジャコバン・クラブに乱入してくるという事件が起きたが、ロベスピエールもその場にいた。逮捕の危機に晒された結果、指物工でサン・トレノ街のアパートの大家だったモーリス・デュプレは彼の警護を申し出て、こうしてデュプレ家のもとに下宿することとなる。この時期のロベスピエールのプライベートは「私生活」の節で詳述する。
立法議会は国王拒否権で妨害され機能不全に陥っていた。苛立った民衆の間では、次第に王政を倒して共和政を打ち立てようという共和主義が台頭する。しかし、ロベスピエールは国王を1791年憲法を棄損する政治的過失を犯した犯罪者と見なしながらも、共和国について理論的な不安があった。市民が直接やりとりし、全員が集合することが難しい大きな国家において、共和政を存続させることはほとんどありえず、継続可能な共和国は有徳の市民によって支えられるという知識を、彼は古典や著述家によって吸収していた。アメリカ合衆国が採用した共和制だが、建国から日が浅く国土も小さく人口も少ない農業国の東部13州時代のアメリカと、農業国ではあるが人口も多くヨーロッパ大陸で大国として覇を唱えた歴史を誇るフランスとでは国情が大きく異なるため、この制度がフランスで機能するかは未知数だったのである。フランスで採用可能な政治制度は共和政ではなくグレート・ブリテン王国と同様に立憲君主制であり、君主のもとで時間をかけて市民的徳性を涵養し、議会制民主主義を育成するほうが現実的というのがロベスピエールの意見だった。

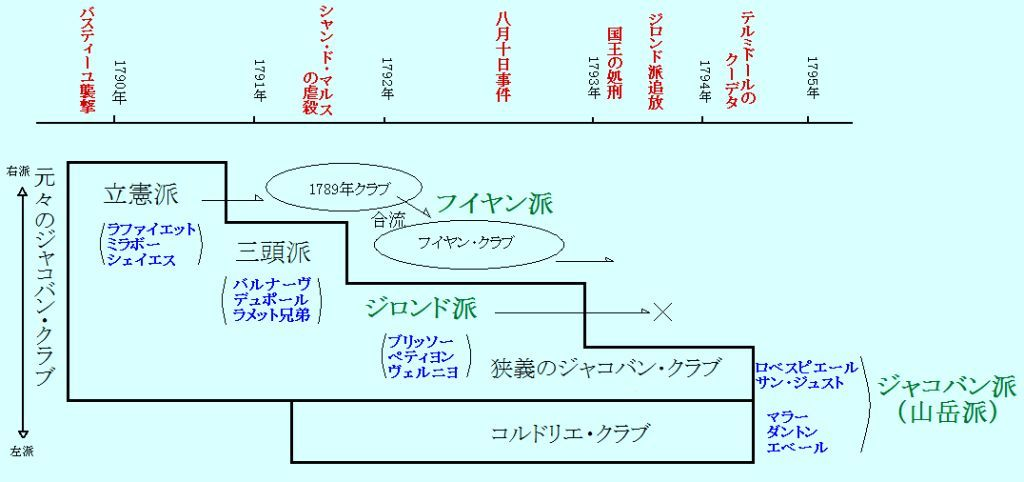
ジャコバン・クラブの変遷

一方、共和派の内部でも、対外戦争によって国王の不実を暴こうというジロンド派と、戦争に反対するジャコバン派（山岳派）との路線対立が先鋭化した。ロベスピエールは議席を持たないが故に議会で発言はできなかったが、クラブでの演説、新聞の発行といった言論活動によって開戦派のジロンド派と対峙した。反戦を主張し、「国内の敵どもを征服しよう、そしてその後に、まだ残っているのなら、外国の敵に立ち向かおう」というのが、ロベスピエールの立場であった。
12月に入る頃には、フランスは臨戦態勢に入っていく。しかし、国境地域のアルトワ州アラスの実情に通じたロベスピエールは現地に駐屯する軍隊の状況を把握しており、臨戦態勢が十分に整っていないことを理由に反戦演説を行った。彼にとって「国内と国外の戦争を抑え込み」勝利するため必要なことは、国民衛兵を強化し、公教育、公的な祭典、公的な演劇を導入して民衆を啓蒙することであった。
ただし、ロベスピエールは戦争そのものに反対だったわけではない。「私も確かに、ブリソ氏と同じくらいに、自由の支配を拡張するために企てられる戦争を好むものである」と言っており、もし望む通りになるものならば、ベルギーやドイツに援軍を送りたかったとも述べた。彼は目下、最大の敵は国内の反革命勢力であり、国王も革命に反対している以上、そのすぐ下にある政府に戦争を任せるわけにはいかないこと。戦争を行えば兵を率いる将軍の人気が高まり、その人物による軍事独裁の危険が高まることを懸念していたのである。そして「軍の指揮にあたるものが国家の運命を決める力を持ち、自身が支持する党派のために局面を一変させてしまう。カエサルやクロムウェルのような者であれば、彼らは独裁的な権力を握る」と警鐘を鳴らした。これらは国内外における争いの激化、ナポレオンの独裁といったかたちで現実のものとなる。
一方、ジロンド派議員ジャック・ピエール・ブリッソーは「新しい自由の十字軍」を主張して革命を輸出しようと訴えて戦争熱を煽った。ロベスピエールは「武装した宣教団など、誰からも好まれないものだ」と批判し、まずフランスの自由を確保しなければ全てが共倒れになると指摘したが、聞き入れられなかった。こうしてジロンド派内閣は革命維持のため対外戦争に踏み切る。1792年4月、革命政府はオーストリアに対して宣戦布告し、フランス革命戦争が勃発した。
しかし1791年段階で、これまで戦争を指揮してきた6千人の貴族将校が亡命していた。作戦指導をできる優秀な将官はいない状態となっていたため、戦線は大混乱を来す。戦地ではよく訓練された職業軍人で構成されるオーストリア＝プロイセン同盟軍が進撃を始めると、未訓練の義勇兵を中心として貴族士官と平民との軋轢をかかえたフランス軍は統制を欠いて戦える状態ではなかった。各地で敗北、敗走を重ねていく一方で、貴族や宮廷が敵国と通謀しているとの噂が流れ、ルイ16世の議会に協力的でない態度もあり民衆はますます陰謀が実在すると考えるようになった。

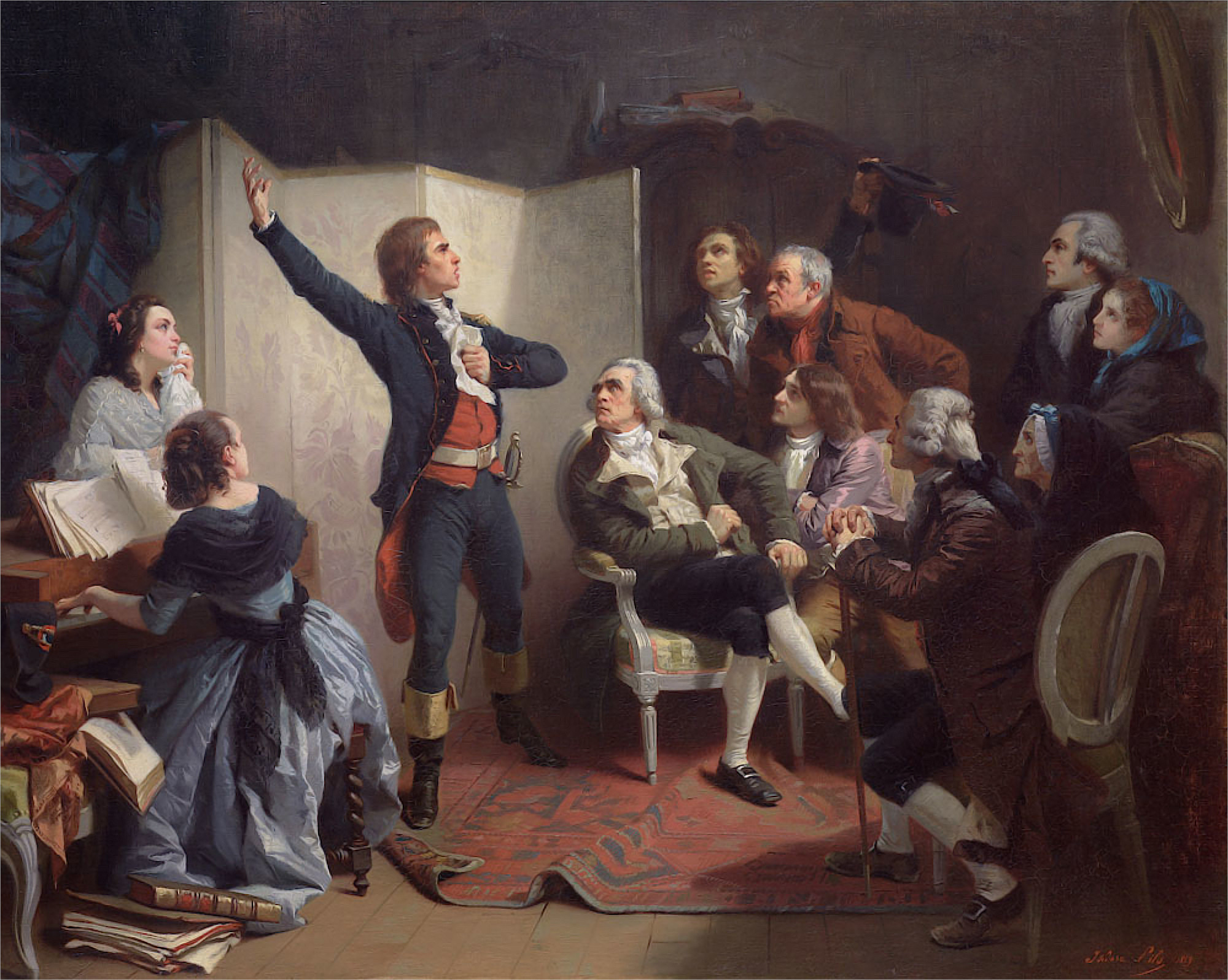
『ライン軍団の歌』を謳うルジェ・ド・リール大尉

#### ジャーナリストとして

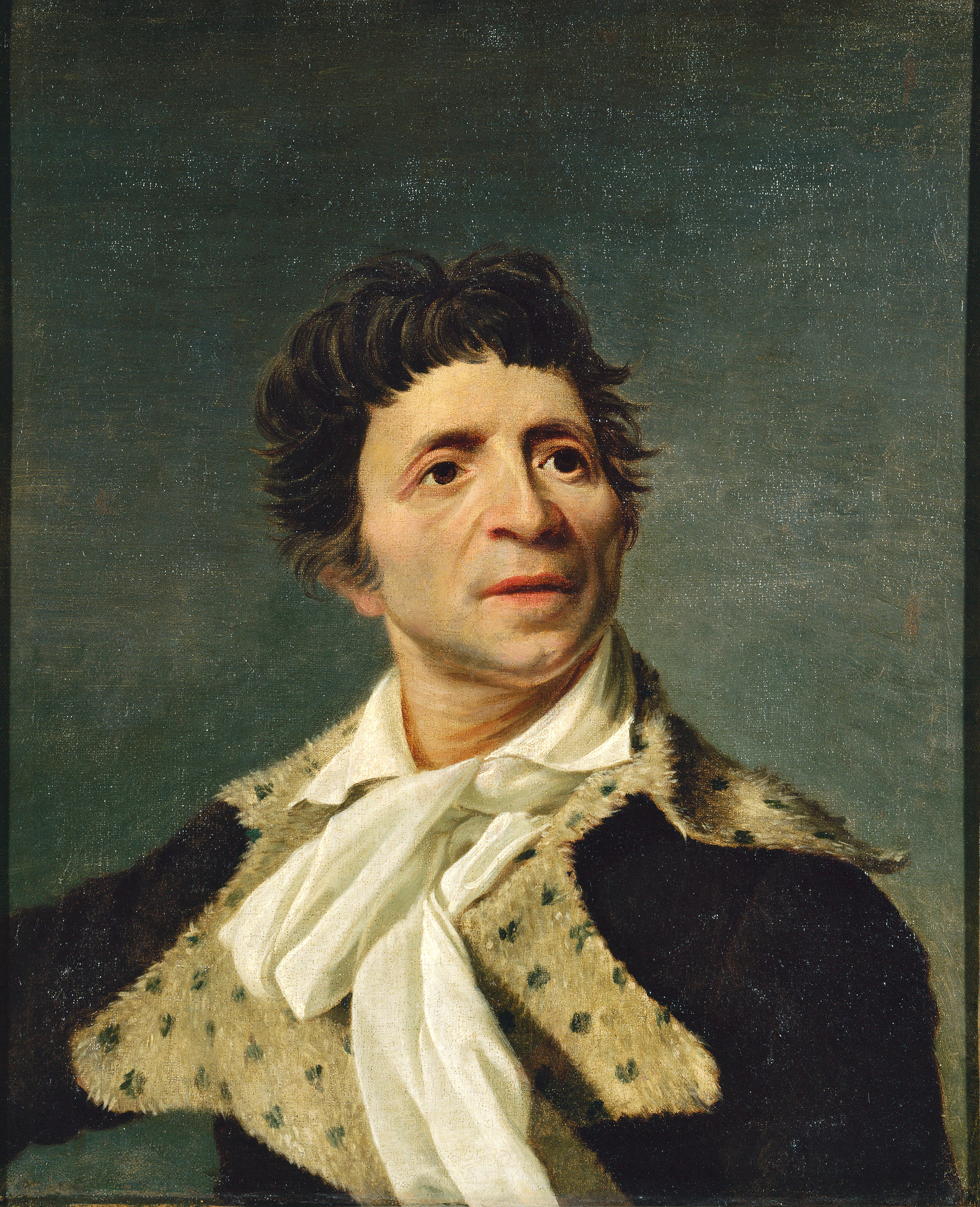
民衆を革命へと鼓舞した「人民の友」マラー。元はアルトワ伯の元で医者として働いていたが、その前から専制政治に対し批判的だった。

1792年2月、ロベスピエールはパリ刑事裁判所代訴人に就任していたが、戦況の悪化に苦悩して間もなく職を辞任し、革命家としての活動に専念する。5月、ロベスピエールは言論活動によって政治に影響力を及ぼそうと試みて新聞『憲法の擁護者（フランス語:  Le Défenseur de la Constitution）』を発行。ここでは大部分をロベスピエール自身が執筆しており、内容の大半が戦争報道で、軍内部に所属する各地の通信員からの情報や報告を掲載した。後の同志デムーラン、マラーもジャーナリストとして活動し、ロベスピエール擁護の支援報道をおこなっていた。
11月26日、ロベスピエールは「これは本当に、人民と暴君たちとの間の戦いなのだろうか」とジロンド派のロジックを攻撃している。「兵士の大部分は愛国者であると私も知っている。しかし将校の大部分はどうだろう」。3月後半、新しく組織された内閣に国王がジャン＝マリ・ロランを含むジロンド派を入れたことで、宮廷の意図に対する疑いは増大していった。「戦争そのものについてばかりが話題にのぼり、いかにして戦争を成功裏に遂行できるかについてはなおざりにされている」。この時、戦争に敗れることでフランス革命を潰そうとするルイ16世と、戦争を通して革命の理念を諸外国に広めようとするジロンド派の考えが、開戦という点で一致したのだった。
ロベスピエールにとって、君主制を採用する列強諸国との敗北を許されない戦争である以上、勝利の確たる公算が必要とされた。したがって、戦争が短期決戦で終結するという甘い見通しをするのではなく、強力な軍隊を編成し迅速に物資と火力を集中して機動的に展開させ、長期にわたる戦争を戦い抜かねばならなかった。また、より慎重に勝利を得るための準備や占領地の施政に関する方法を検討し、諸民族解放のために政府が明確な戦争遂行のヴィジョンを示さねべならないと考えていた。
しかし、世論は戦争熱が過熱していく。慎重論を説くロベスピエールに賛同する者はわずかであり、彼は嘲笑の対象になってしまった。ブリッソー、コンドルセなどジロンド派議員、内閣を構成する内務大臣ロラン、外務大臣を務めたデュムリエ将軍といった軍の有力者を非難し続け、彼とブリッソーの対立は日に日に激化した。新聞報道を介して人格否定を伴う不毛な中傷が飛び交い、ジャコバン・クラブでの演説でも両陣営は相互に非難しあっていた。
一方、孤立するロベスピエールを支援する人もいた。民衆演劇の役者だったコロー・デルボワや有力な法曹家で立法議会の議員だったジョルジュ・クートンが協力者となり、モーリス・デュプレのアパートの一室で共に仕事をするようになっていた。

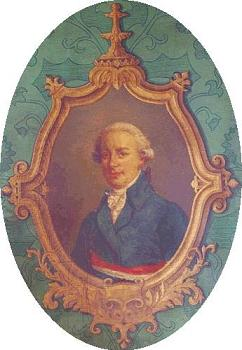
民衆に殺害されたエタンプ市長ジャック・ギヨーム・シモノー

1792年3月3日、パリ南西部の町エタンプで市長ジャック・ギヨーム・シモノーが殺害される事件が発生した。アシニア下落と賃金労働者の食糧難が深刻化するなかで、武装した近隣住民たちが村長を先頭に立ててエタンプ市長局と穀物の価格統制を要求していたところ、負傷した男性が現れ自分はこの集団から暴行を受けたと市当局に訴えたため冷静さを欠いたシモノーは騎兵隊に発砲を命じる事態に発展する。隊長が冷静な判断を下し命令を無視したため被害は抑えられたが、シモノーは発砲命令を聞き暴徒化した集団に殺された（エタンプ一揆）。立法議会はエタンプ市の職員にも異常と思えるほどのかたくなさで「いささかでも法律が侵害されるのを見るくらいなら、死んだほうがましだ」と断言し亡くなったシモノーを、法を守って職に殉じた英雄として讃えようと考えた。
一方、町の近郊に住む司祭ピエール・ドリヴィエは、9人の村人とともに、この一揆に関する請願書を執筆し、立法議会に提出した。「富裕な者とその周囲のいる人、あるいは犬や馬までもが遊んでいるのに満たされている。その傍らで、労働によって生活している人間や動物が、労働と飢餓という二重の重荷に押しつぶされるのは、不快極まりない」「取引の自由が、生活するのに不可欠な食糧の価格を無限に吊り上げるためにのみ援用される時、その自由はまさに殺人的である。……我々は、穀物がその価値以下で販売されるのを求めているのではなく、我々が穀物を食する権利が満たされている価格を超えないことのみを求めているのである」飢えない権利を主張したドリヴィエの言葉に、自由を信じていたロベスピエールは考えを改める。以後、生存権が自由権より優先されるべきことを主張していくようになった。
この事件はモラル・エコノミーに基づく食糧暴動の一つとして重要なのだが、立法議会では大した反響は得られなかった。しかし議会の無関心の一方で、ロベスピエールは記事を執筆する。いかなる理由でも殺人行為を正当化することはできないとしながらも、「労働を通して社会がその成員のための生活必需品と食糧を保証する義務という意味での生存権」が政府によって保障されなければならず、必要であれば立法や議会の諸委員会の政令によって経済活動に介入し、民生の安定化を図っていくべきだと論じた。ロベスピエールは、シモノーは民衆の生活に注意を向けず、騒擾に参加した群衆に発砲を命じた弾圧者であって英雄ではないと非難した。彼はこうした事件に関する報道や論評を通じ、ジャーナリストとして民主派の急先鋒としての名声と支持を確立していく。

#### 王政崩壊と共和国樹立

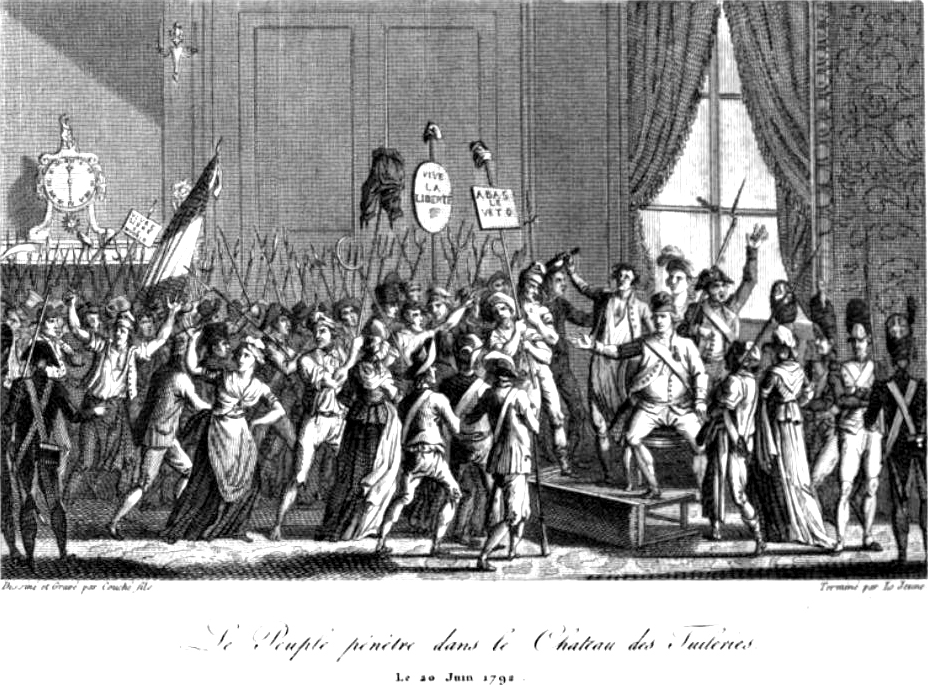
6月20日のデモ。民衆は直接国王の拒否権に圧力をかけようとする。

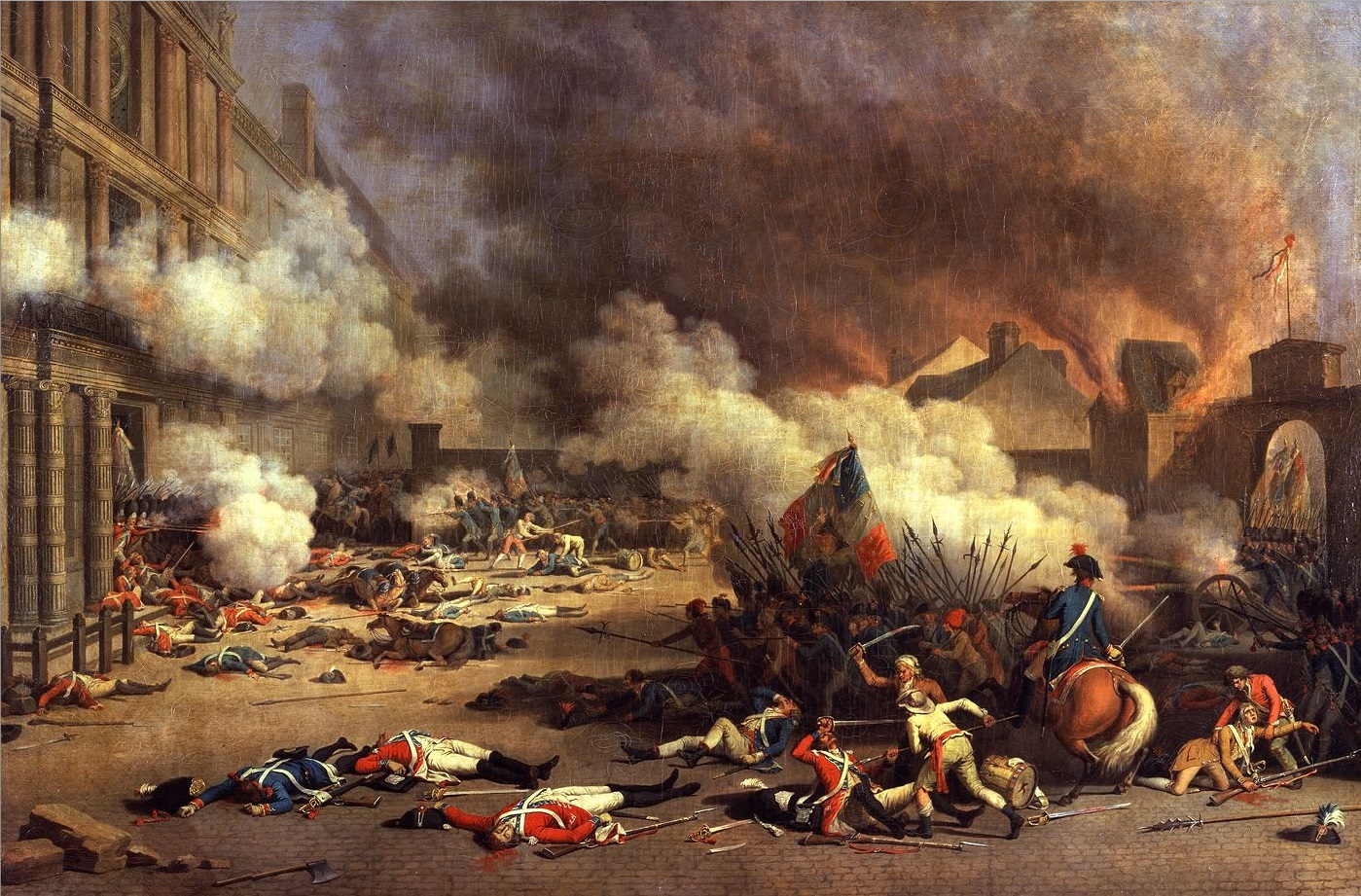
8月10日事件。

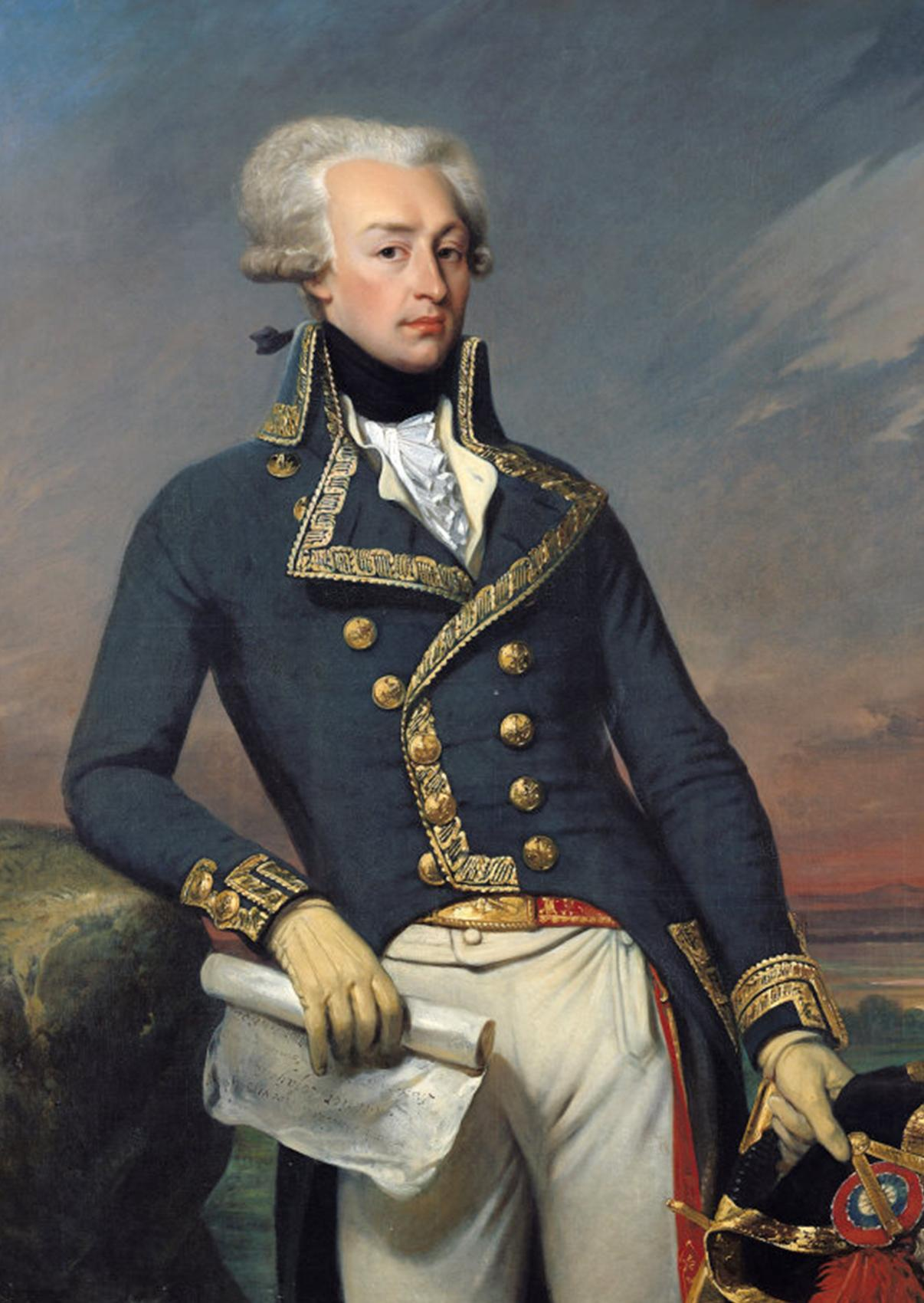
中将の制服を着たラファイエット侯爵の肖像。立憲派貴族で当初は革命支持だった。

この頃、国王と王妃マリー・アントワネットが敵国オーストリアと内通していたこともあり、前線では敗戦が続いていた。6月20日、民衆がテュイルリー宮殿の王の寝室にまで押し寄せて、国王に拒否権行使の撤回と、その月に王に罷免されたジロンド派大臣の呼び戻しを要求している。国王の裏切りは民衆の目にも明白なものとなっていたのだった。革命は戦争の経過とともに次第に急進化を遂げていき、フイヤン派も勢力を失い、苦戦の中でジロンド派もジャコバン派やコルドリエ派に切り崩されていった。そして、国内の「裏切り者」を束ねる国王と王党派を一掃していくことが事態打開の唯一の方策であった。
5月18日、北方軍司令官であったラファイエットは攻撃不能を宣言して国王に和平交渉を勧告した。27日にはパリに帰還し、自分に忠実な国民衛兵を用いて国王一家救出のクーデターを行う予定だったが、彼を嫌った王妃がその計画をパリ市長ペティヨンに通報、結局ラファイエットは何もできず、その後間もなく彼は敵国オーストリアに亡命した。
7月11日、立法議会は義勇兵への参加を呼びかけるべく「祖国は危機にあり」との宣言を採択、戦線の立て直しを図ろうとした。
同月25日には、プロイセン軍司令官ブラウンシュヴァイク公が、パリ住民が即座に、かつ無条件で国王に服従しない場合にはパリを徹底的に弾圧するという声明（ブラウンシュヴァイクの宣言）を発している。これは民衆を委縮させるよりも、むしろ怒りに火を注いだ。それは反革命を企てる「オーストリア委員会」の実在を確信させると共に、人々は祖国の危機を痛感して義勇兵への志願に応じ、外敵を打倒するために国内の姦賊を滅ぼそうとした。
そして怒りの矛先は「外国人に保護された王」であるルイ16世に向かう。8月3日、パリ市長ペティヨンは、パリの48あるセクションのうち47の名において国王の廃止を要求した。議会はこの請願を取り上げることなく散会したが、8月10日、民衆と連盟兵が合流してテュイルリー宮殿を襲撃する。8月10日事件である。この日に組織されたコミューンはジャコバン派が中心になっており、その後、影響力の大きな政治組織として、パリ市のみならずフランスの政治を左右していく。
ロベスピエールにとって、この事件は特別な意義を持っていた。「こうして、ユマニテ（人間性）の栄光を讃えるべく、かつてない最も美しい革命が始まった。さらに言おう。人類にふさわしい目的をもった唯一の革命とは、平等、正義、そして理性という不滅の原理を基準とした政治を、最終的に打ち立てる革命である」と語っている。蜂起が民衆の意思表明の結果と解釈した彼は、これを支援したのである。ただし、この「最も美しい革命」では民衆の襲撃により戦闘中、戦闘後で計600人のスイス衛兵が虐殺された。当初、ロベスピエールはこうした民衆暴力を、これまでの政治的抑圧からの解放を考えれば正当な行為であると受け止めていた。
まもなく立法議会では王権停止の諸法令が通過、君主権が停止され、フランスは共和制へと移行していく。政局は新たな展開を見せ始め、普通選挙によって議員を選出し、新たな議会「国民公会」を招集するように求めた。その後、立法議会の解散が決まり、普通選挙の実施が約束された。国王一家は8月13日、タンプル塔に幽閉されこととなり、ジロンド派内閣が復活してコルドリエ・クラブで名声を博したダントンが司法大臣に就任した。
15日、ロベスピエールは王党派と全ての反革命分子を裁く特別重罪裁判所（後に革命裁判所に改組）を設置するように提案し、パリ・コミューンの承認を取り付けた。特別裁判所が設置されれば反革命派は法に基づいて処罰でき、無規律な民衆暴力は回避できると考えたのもあるが、民衆による超法規的なリンチに賛同できなかったのである。しかし、この提案はパリの急進派の影響力を強めていくことにつながるため、穏健共和派のジロンド主義者とロベスピエールの関係を決定的に悪化させていく。ロラン夫人は「私たちは、ロベスピエールやマラーのナイフに身をさらしているのです」と支持者への手紙で語った。8月23日からギロチンの使用が始まり、穏健派はパリの人民に影響力を持つマラーやロベスピエールによって訴えられ粛清されることを恐れ始めていた。

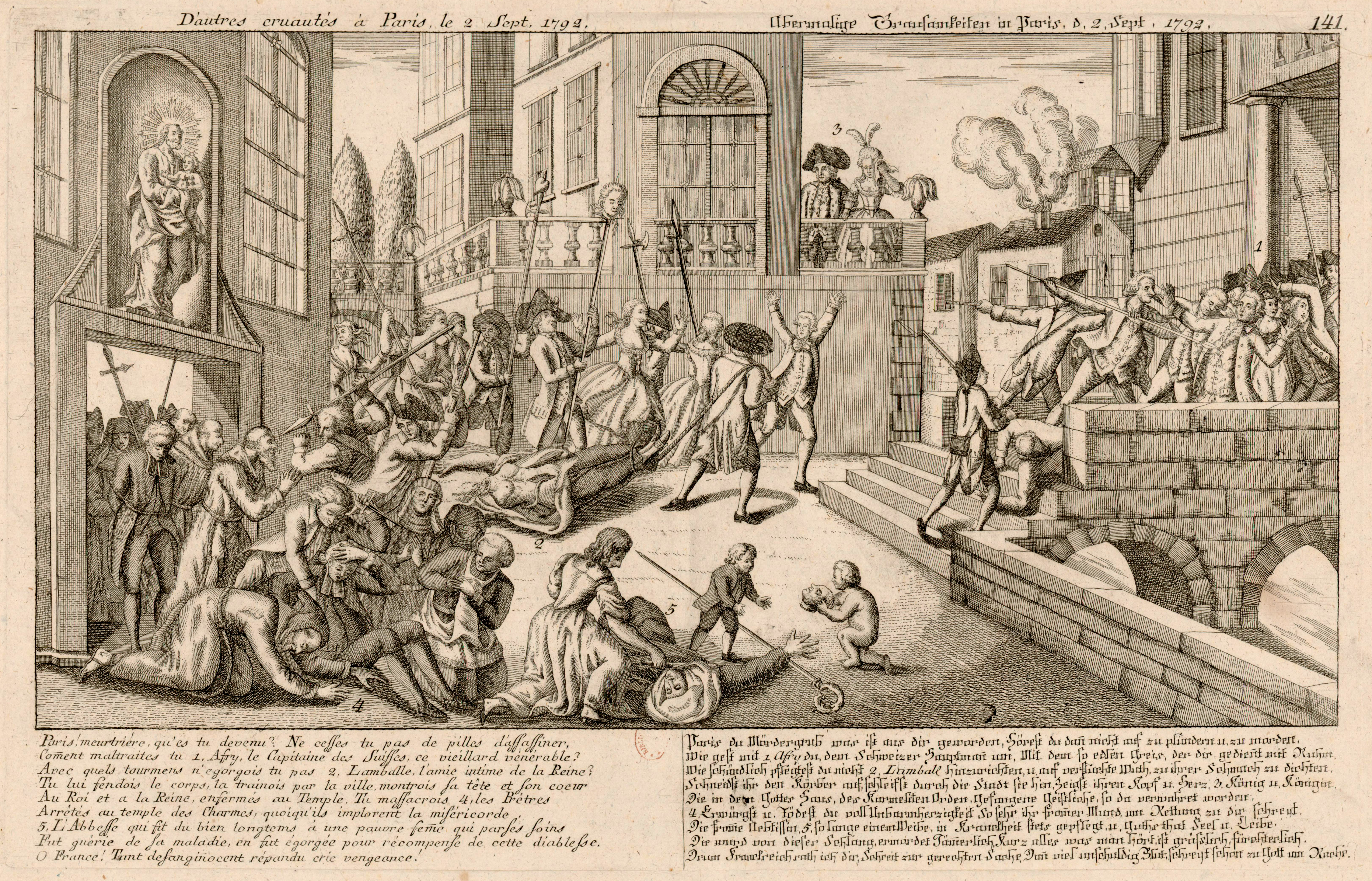
九月虐殺（ランバル公妃の殺害）

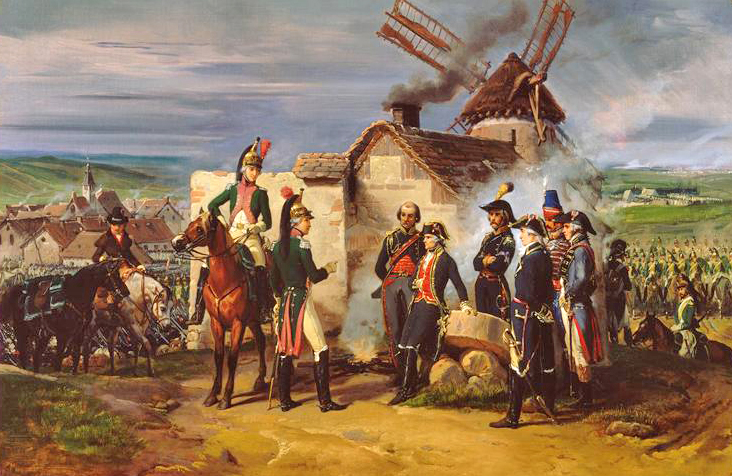
ヴァルミーの戦い

8月27日、次の議会のための予選会（第一次選挙）が始まるも、選挙中の情勢下で対外危機が生じる。9月1日、プロイセン軍がヴェルダン要塞を攻略した。1792年9月2日から6日、凶報がパリに届くと、プロイセン軍がパリに入れば逮捕されている反革命容疑者が革命派を殺害するという噂が広まった。そして武装した住民は監獄に押し寄せ、形だけの裁判をして死刑判決をくだした者をその場で殺害した（九月虐殺）。なお、虐殺と呼ばれているが、形式上は裁判と処刑という体制をとっている。直接民主制のもとで主権者たる人民が自らの手で主権を行使するという、革命が始まる前から見られていたかたちであった。
必然、事件後に政治対立は激しくなった。ジロンド派内閣は責任回避のために事件への言及を避ける一方、事件発生の責任をロベスピエール、マラー、ダントンに転嫁しようとした。政府からの非難に対し、ロベスピエールは事件への関与を否定して治安責任者であるパリ市長ペティヨンと内務大臣ロランを非難して、事件発生に遺憾の意を表明した。理想に燃え革命を支持してきたロベスピエールだが、法治主義の信奉者でもあった彼は不快感と苦痛を隠し切れなかった。この事件について「血！さらに血だ！ああ！やつらはついに、革命を血で溺れさせてしまったのだ！」と語っている。

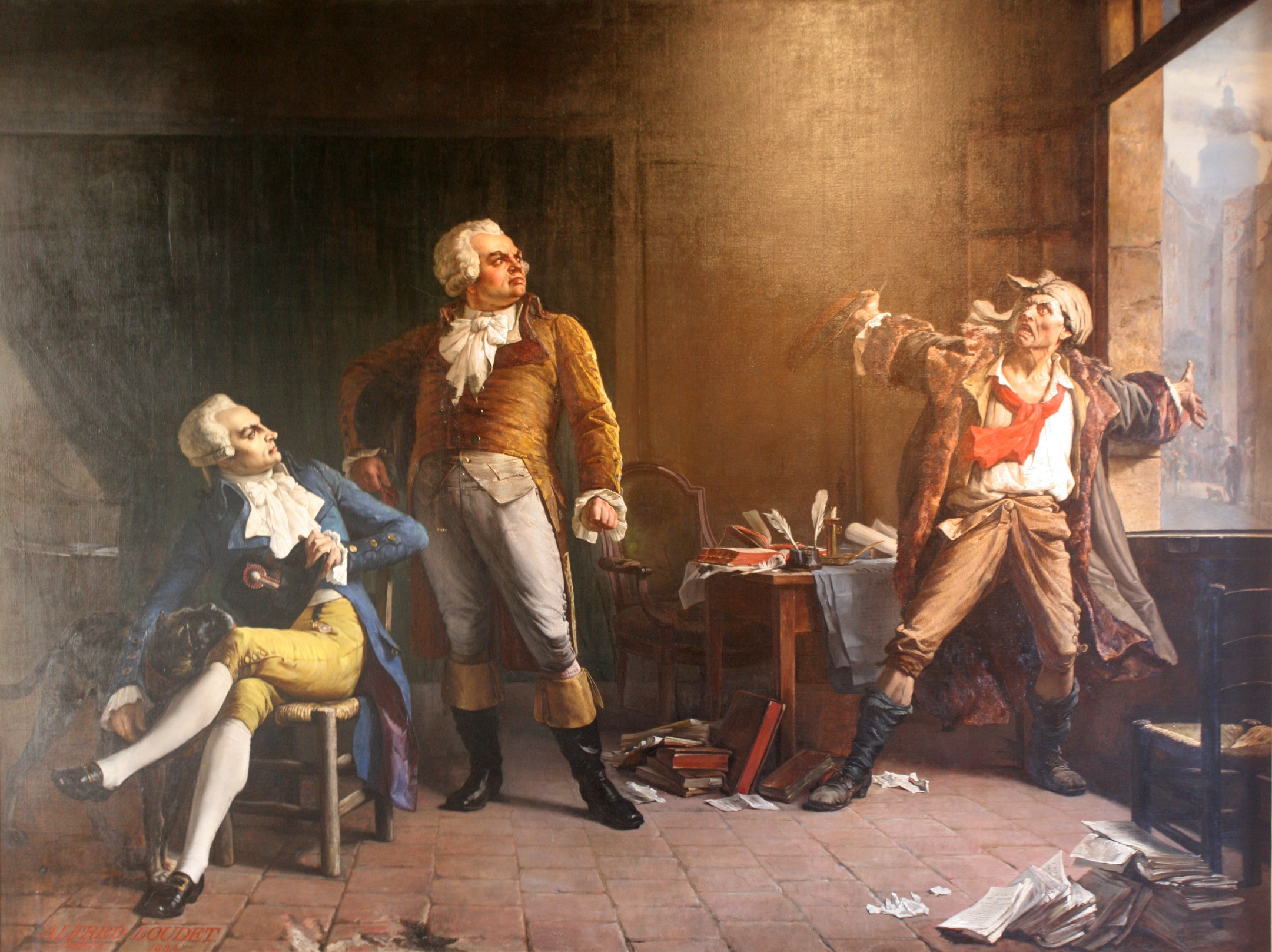
ロベスピエール、マラー、ダントンの3人はフランス革命の三大指導者と言われている。ロベスピエールの傍らに描かれているのは彼の愛犬ブランか。

一方では、国民公会の総選挙に向けて1年以上の居住条件を満たした21歳以上の成人男性を有権者と定めた普通選挙法を発効し、9月3日には選挙集会（第二次選挙）が始まった。ロベスピエールはアラスでも候補者名簿に加えられていたが、アラス選出議員であることをこの選挙でも選ばなかった。パリで反戦を訴えたことの正しさが証明され、ロベスピエールは得票数525票中338票を集めた結果、パリ市長ペティヨンを破り彼を2位当選者に押し退けトップ当選を果たす。こうしてロベスピエールは圧倒的人気を背景に、以後もパリの代表者として活動していく。
そのような中で弟オーギュスタンはアラス代表の議員に選出され、兄弟はパリで再会を果たしている。ロベスピエールの熱狂的な支持者であり友人のサン=ジュストが選出されたのもこの選挙であり、以後行動を共にした。
9月20日、ヴァルミーの戦いで革命フランス軍が初勝利を挙げた。また、離婚法が成立、戸籍の世俗化が進められている。この日、立法議会は最終議事を終了して解散した。

#### 国民公会発足

1792年9月選挙時点の国民公会議員構成。

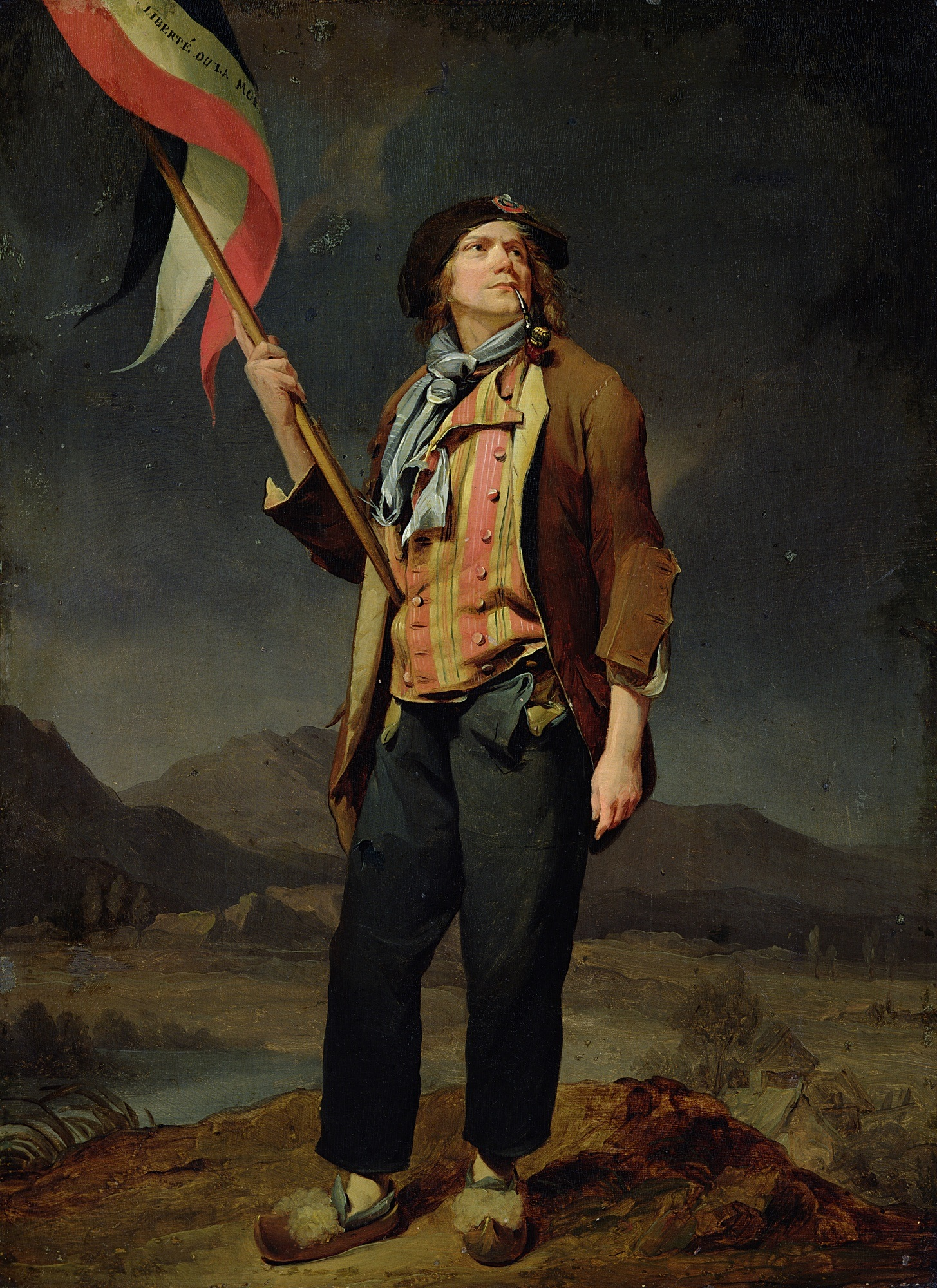
『サン・キュロットの扮装をした歌手シュナール』。ルイ=レオポール・ボワイユ作（1792年）

共和主義者としての自覚を持つに至った民衆サン・キュロットの蜂起によって王政は打倒され、革命は第二段階に入っていく。
ヴァルミーの勝利に沸く喧騒のなか、実施された総選挙によって9月21日、国民公会が発足した。翌9月22日にはフランス第一共和政が成立。最初の会合で「王政はフランスにおいて廃止される」と宣言され、後にこの日は革命暦の元年元旦と定められた。フランスのような大国が共和制の施行に向いていないのはモンテスキューやルソーも述べており、それはロベスピエールたち議員も承知していたのだが、当時の常識から外れた政体を急ぎ足で決めたために今後彼らはフランス独自の共和制を試行錯誤しながら模索していくこととなる。
また、これまで国王と議会が牽制しあうことで一方の独裁を防げていたところ、国王が地位を失ったため以後、議会を牽制する役を国民が担った。憲法の制定などの重要な決定は、議会で通過した案が国民投票で承認されることで正式に決定するというシステムだが、これは後にナポレオンが国民投票を行い国民の圧倒的支持を大義名分として独裁権力を正当化した際にも用いられた（プレビシット）。
|                    | 左側（左翼）                      | 中央                              | 右側（右翼）                      | 備考                                                                       |
| ------------------ | --------------------------------- | --------------------------------- | --------------------------------- | -------------------------------------------------------------------------- |
| 1789-1790 制憲議会 | ジャコバン派（民主派）            | ジャコバン派（立憲派）            | 王党派                            | 急進派が左、保守派が右に座った                                             |
| 1790-1792 立法議会 | （ジャコバン派）民主派            | （ジャコバン派）民主派            | フイヤン派（旧立憲派）            | 王党派が消滅し、立憲派が右に移動した                                       |
| 1792-1793 国民公会 | 山岳派（経済的平等主義）          | 平原派                            | ジロンド派（経済的自由主義）      | フイヤン派が消滅、民主派が三派に分裂、経済的自由主義が右に移動した         |
| 1793-1794 国民公会 | 山岳派（実権掌握）                | 平原派                            | 平原派                            | ジロンド派が追放、議会外に過激な民衆運動「アンラジェ」やバブーブ派（極左） |
| 1794-1799 国民公会 | 平原派（山岳派残党 - 王党派残党） | 平原派（山岳派残党 - 王党派残党） | 平原派（山岳派残党 - 王党派残党） | テルミドールの反動で山岳派指導者が消失                                     |
ロベスピエールも国民公会の議員に選出されて、再び中央政界の表舞台へと帰ってきた。ロベスピエールたちは国民公会の左上部の議席を陣取っていたため山岳派と呼ばれるようになる。議席の下方部の議員は平原派と呼ばれる中間派が占め、議場右側にはジロンド派が陣取っていた。
山岳派にしろジロンド派にしろ元は同じジャコバン派なのであって、出身や職業などで見ても大差はない。当時も含め、両派はあくまで便宜的にそう呼ばれているのである。ただ前者が自由主義的な政策を推進し、政治をあくまで議会主導で近代的に行おうとするのに対し、後者は革命推進・防衛のために臨機応変の政策を取り、時には議会外の民衆運動の介入も利用する現実的戦略もありえるとする政治路線の違いはある。そしてどちらにとっても重要なのは、議会の多数を占める中道派の取り組みであった。
アンシャン・レジーム末期から、世論こそが権力の正統性を保証するものであり、それは議論を通じて生まれてくるひとつの結論であるとされていた。権力の源泉は国民がつむぎだす、単一の世論ということになる。通常、政治の場では個々の意見が飛び出し、議論は停滞してひとつの世論としてまとまらないものだが、非常事態において議会の停滞は命取りになりかねないため、世論の名を借りて反対勢力を駆逐して純化し、単一の意見を実現するメカニズムが発生した。これは世論に市場の権威を認めるがゆえに、そのシステムに異論を唱える分子を次々と反革命の側に追いやり排除する革命独裁になっていく。

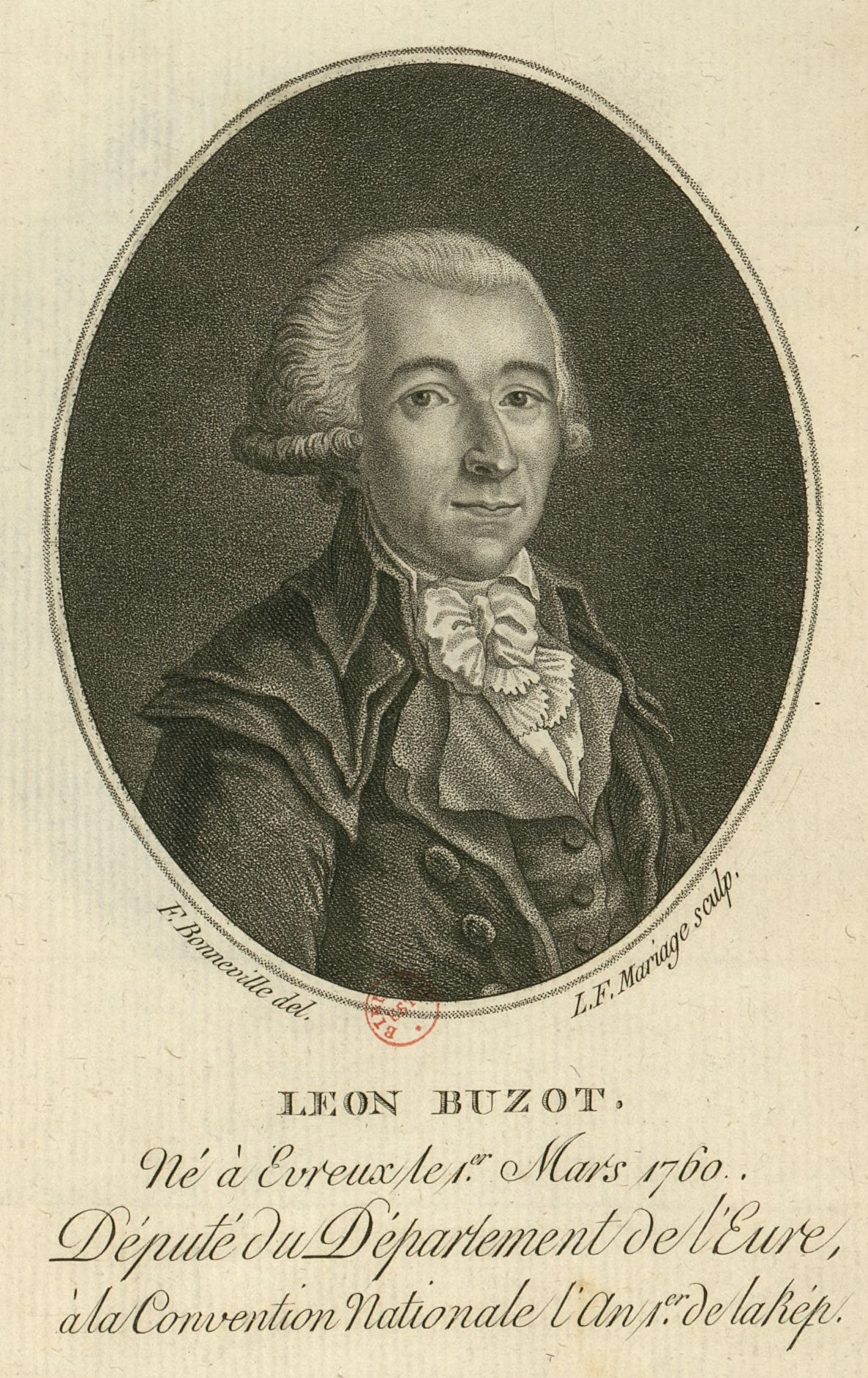
フランソワ・ビュゾー

9月後半、ロベスピエールは自身の新聞『憲法の擁護者』の誌名を『フランスの国民公会議員マクシミリアン・ロベスピエールから有権者への手紙』に変更した。「有権者」という言い方でフランス人すべてを指し、全議員は全人民を代表していることを明確にしたタイトルになる。反ジロンド派の通信員からの書簡も掲載され、こうすることでジロンド派に国民の代表というよりは反パリの徒党という印象も与えた。
一方、フランス南西部の選挙区から選出されたジロンド派議員たちは、パリの革命的情勢と共に躍進したロベスピエールをこぞって「独裁を目指す者」として告発していく。ルヴェによる告発に対して、ロベスピエールは「自分が独裁者を目指すのならば、三頭政治を開始して立法府を破壊するであろう」と言及、実際に独裁を目指すような権謀術数は弄していないと反論した。
ロベスピエール批判により、ジャコバン派とジロンド派の対立が決定的になっていった。10月8日にフランソワ・ビュゾーの提案により創設され集結していた県連盟兵が、翌11月にはパリに到着していた。南部の都市マルセイユから来た連盟兵たちは、街頭で「マラー、ロベスピエール、ダントン、そして彼らを支持するものすべての首をよこせ！ロランはその地位に留まれ！国王裁判はいらない！」と叫んでいた。南西部の地方では穏健派が支配的な影響力をもっていたのである。数週間のうちに1万6千もの人間がパリ市中を練り歩き、国民公会は彼らにガードされた。
11月5日、多くの人々が国民公会の開場を徹夜で待ち、傍聴席は満員となる中でロベスピエールは反撃に出た。
人民の正義に基づく蜂起を非とすれば、フランス革命は根本から否定されてしまうとの懸念がロベスピエールの脳裏にあった。

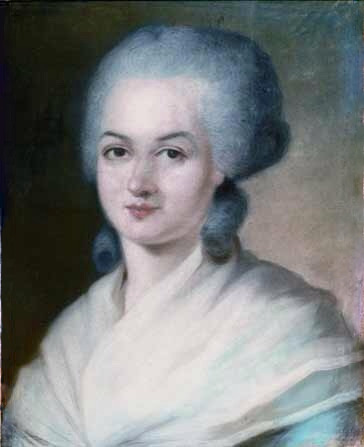
オランプ・ド・グージュ。元は劇作家であり女優。フェミズム運動の世界的な先駆者となった。

このときのロベスピエールの演説は印刷され、市中で民衆から歓迎された。しかし、それゆえに彼は更なる罵倒を浴びることになる。ジロンド派は彼をひどく嫌い、彼らの代弁機関「パトリオット・フランセ」はオランプ・ド・グージュの書いた文章を掲載している。「私はあなたに対して腹を立てているし、あなたを嫌悪しています」。そして彼女は、ロベスピエールがジロンド派の支持者たちの遺骸を踏みつけて権力の座に座ろうとしたことを非難し、彼の玉座は絞首台に変わるだろうと警告した。「あなたの呼気は、私たちが今吸っているこの澄んだ空気を穢しています。あなたの瞼のけいれんは、あなたの魂の邪悪を表しています。頭に生えるあなたの髪の毛一本一本が、罪を負っています」。ロベスピエールはパリの多くの女性達から支持されていたが、それによる誹謗中傷も絶えなかった。政界復帰間もなくのタイミングで、自身への糾弾の機運が高まったことに深く落胆したロベスピエールは告発を反駁したものの、11月に再び体調を崩して一か月にわたる病気療養に入った。

#### 国王処刑

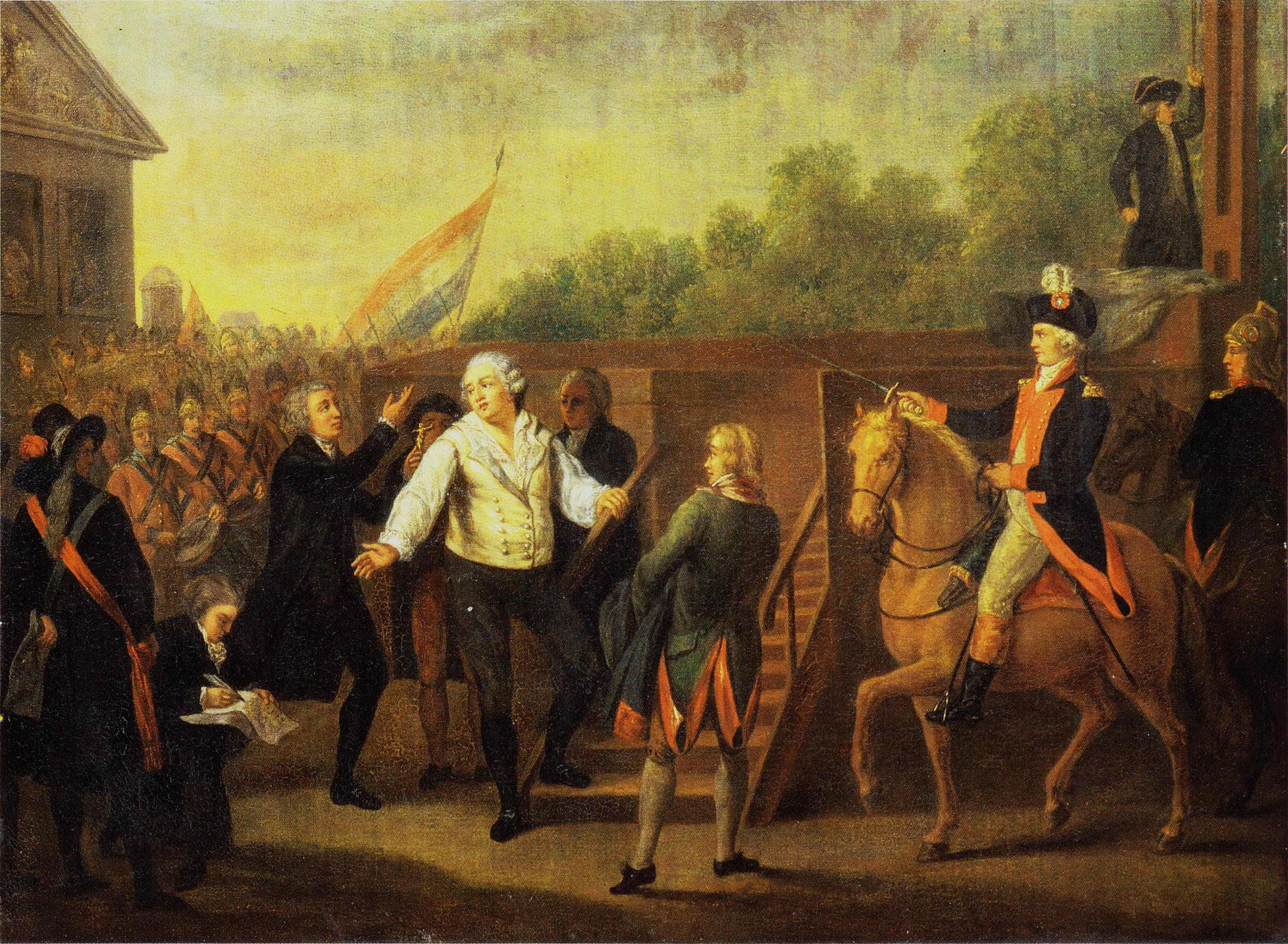
国王ルイ16世の処刑

国民が国王の権限を停止せざるを得ない必然性があったとすれば、こうした事態を招いた国王の責任を問う必要があった。また、サン＝ジュストが「人は罪なくして王たりえない」、王の存在はそれ自体が悪であり、人民主権と相容れないと主張したように、共和国の原理からすれば、前国王は潜在的な敵対者になる。現実的な問題としても、国王の地位と権威の回復という主張が、反革命勢力の大義名分になる危険性があった。その上、ヴァレンヌ逃亡事件以来、国王への人気と信頼は地に墜ちたままであり、地方のジャコバン・クラブからも国王批判が寄せられ、政治的には国王の裁判はほぼ不可避だった。
ロベスピエールは、かつて死刑廃止論を唱えたことを意識しながら、国王の犯罪という特異な性格を強調する。「私は、諸君がいまなお憲法制定議会と呼ぶ議会で死刑の廃止を要求した。…そう、死刑一般は犯罪なのである。…けれども国王の存在は、投獄によっても追放によっても、公共の幸福に取って無関係なものとはならない。そして司法によって承認されている通常の法律へのこの残酷な例外は、ひとえに国王の犯罪の性格によるのである」その上で「祖国は生き延びねばならないがゆえに、ルイは死ななければならないのだ」と述べ、死刑を求刑した。歴史学者の山﨑耕一は、ここまではっきり言い切れるか否かは別として、これは多くの議員が当初から漠然と感じ取っていたことであろうと考察する。

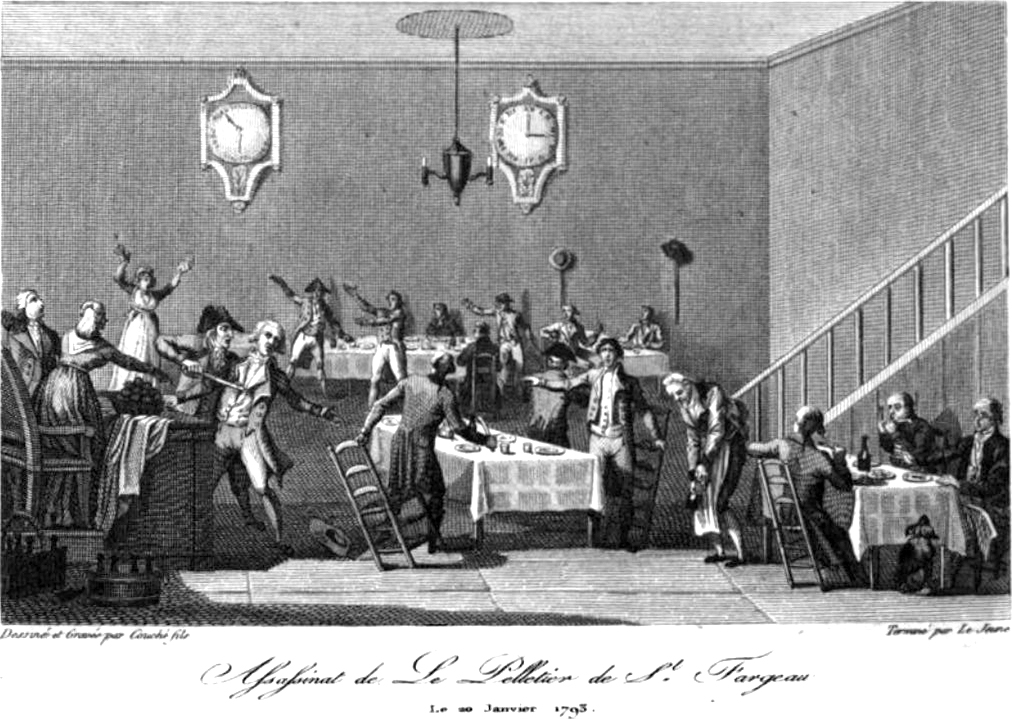
ルペルティエは元近衛兵によって、パレ・ロワイヤルにあるレストランでの食事中に刺殺された

投票の結果、387対334（欠席23・棄権5）で即時死刑と決まった。第四回投票では死刑延期の賛否が投票されたが、賛成310対反対380（欠席46・殺害1・棄権12）で、これも70票差で否決され、即時の死刑執行が確定した。なお、死刑に賛成した387人の内26人はマイユ条項という付帯条件付きである。これは死刑票がその他の票を上回った際、刑の執行延期についてあらためて議論するという条項だが、しばしば執行猶予を求めているものと誤解されている。一方で死刑に賛成した議員ルペルティエ（フランス語wiki）が殺害されるという事件も起き、後の波乱を予測した。

その死によってルイ16世が犯した失態や悪化したイメージは忘れられ、美化された。結果、様々な立場から革命に反対する人々をまとめあげるための核として作用することになる。

#### ジロンド派逮捕
2月1日、国民公会はイギリスとオランダに宣戦布告する。2月13日にはオーストリア・プロイセン・イギリス・スペイン・オランダによって第一次対仏大同盟結成された。この時期のフランスが崩壊しなかったのは諸外国が互いに張り合い、牽制し合ったおかげである。イギリスは清教徒革命でのチャールズ一世処刑といった事件を経て立憲君主制を手にした国であるため、自国で絶対王政が復活することを恐れた結果、援助を控えた。ロシアとプロイセンはポーランド分割を行いオーストリアはそこから締め出されたので代償を求めていた。いずれもフランスに強い関心はなかったのだった。

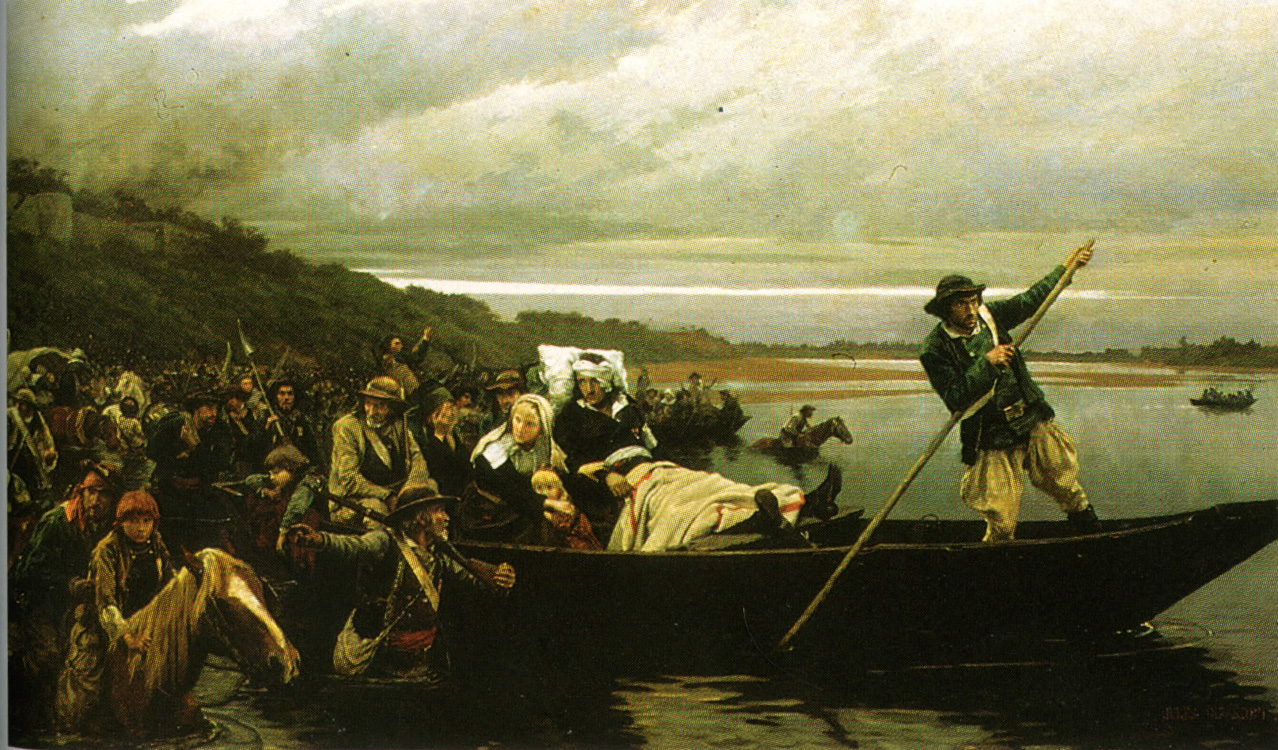
ヴァンデの反乱（ロワール渡河）

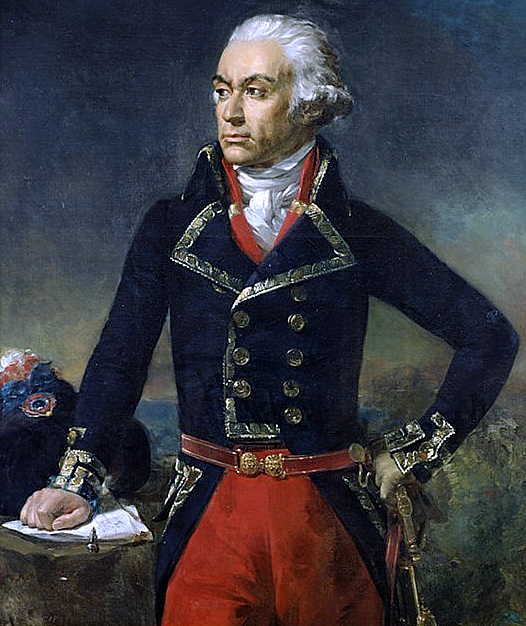
デュムリエ将軍の肖像画、1834年作。

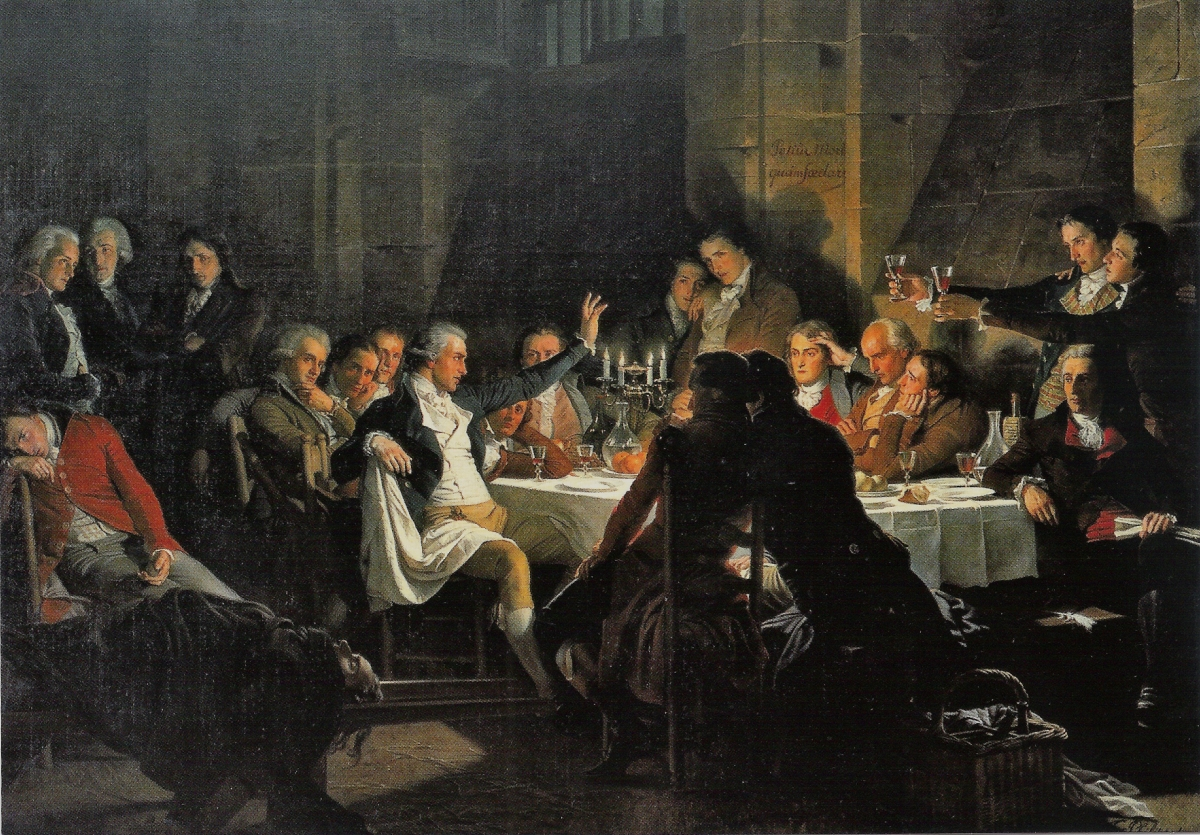
『ジロンド派の最後の晩餐』

しかしほぼすべての西欧諸国を敵に回すことになり、戦線の拡大は人員、食糧、兵站、軍備などあらゆる点で困難を予想させた。そこで国民公会は2月24日、近代史上初とも言える全国的徴兵30万人募兵令を発する。当初のイメージとはかけ離れていく革命の現実に加え、革命に好意的な人々は国民衛兵といった存在になっていたため徴兵の対象から外れたり、既に志願兵になっていたりした。今回対象となった人々が不満を持った結果、地方が反抗を開始しリヨンの反乱、ヴァンデの反乱といった内乱が相次いだのも道理であった。
3月18日、ベルギーのネールウィンデンの戦いでフランスのデュムリエ将軍が大敗を喫し、ルイ・フィリップとともにオーストリアに投降、亡命してしまう。前線のフランス軍は最高指揮官を失って大混乱に陥った。ロベスピエールは公に、ルイ16世の処刑が革命によってもたらされる最後の処刑であってほしいとの希望を表明していたが、この一件で後には引けなくなってしまう。
ロベスピエールはデュムリエが裏切ったことにより死刑制度擁護派へと転向していく。彼は死刑制度を活用して裏切りを抑制し、国家存亡の危機を切り抜けるよう国民に訴えた。一方で、1792年から1793年にデュムリエとやりとりがあったことで告発された避難民の擁護に着手し解放を実現している。
デュムリエはジロンド派に近い存在とみられていたため、この一件は彼らにとって不利に働いた。パリのジャコバン・クラブはジロンド派を裏切り者と考え、デュムリエの裏切りとヴァンデの反乱の拡大を踏まえて公安委員会を組織した。この会の前身は、同年1月にジロンド派が中心になって作った総防衛委員会だったのだが、十分に機能していなかったので改組したのである。また、3月10日、特別重罪裁判所を強化して革命裁判所が設置。4月9日には軍隊への派遣議員制度が導入され、地方や前線の軍事活動を議員たちが直接指導することとなった。
軍事的な危機に直面した国民公会と公安委員会はこれに対処すべく動く。急激に大規模化する軍隊に供給しつつ都市への食糧事情を満たさなくてはならなかった。また、パリ民衆は生活必需品、とりわけパンの不足に悩まされており、彼らの要求に答える必要もあった。4月11日、アシニア紙幣の強制流通が決められ、5月4日には穀物の最高価格令が制定される。また、同月20日は裕福な市民に対して総額10億リーヴルの公債の強制割り当ても決定された。穀物最高価格法は各県に対し、穀物のような生活必需品の取り引きが自由に行なわれ、各都市の食糧供給が確実になされるよう求めたが、小麦生産地域から届く穀物はわずかな量に留まった。

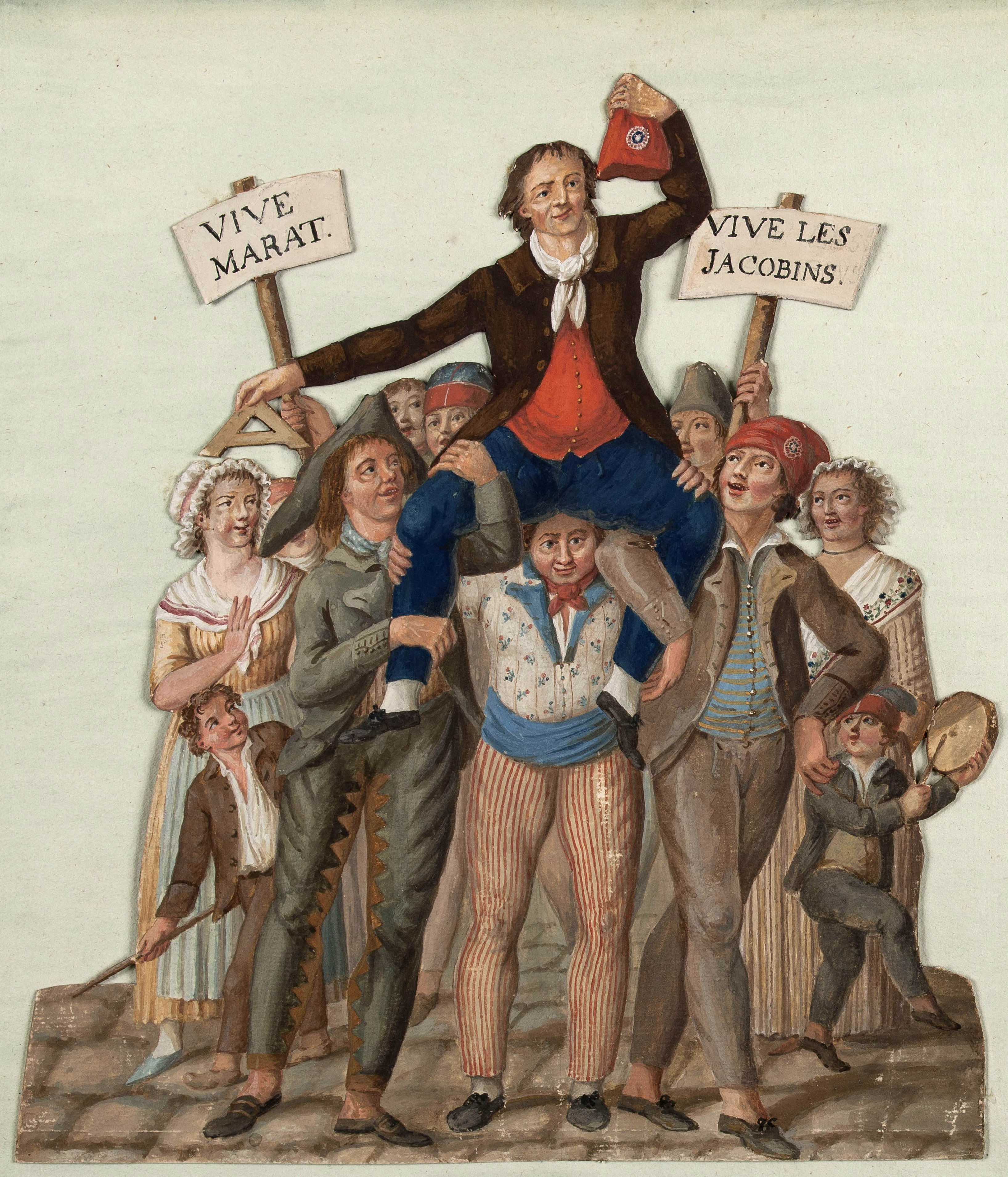
釈放されたマラーは民衆の歓喜で迎えられた

この頃、山岳派は自派の者が多く地方に派遣されていたため、議会での勢いを削がれていた。不利な事件が続いたジロンド派は反撃の機会を伺っていたが、ここで行動に出る。マラーがジロンド派議員の罷免を要求したのを見て、逆にマラーの逮捕を要求した。しかし革命裁判所はマラーを無罪放免にしたため、彼は大勢のサン＝キュロットにともなわれて国民公会への復帰を果たしている。その後、パリのコミューンはジロンド派への蜂起を計画したが、山岳派はジロンド派を犠牲にすることには反対だった。ジロンド派逮捕において彼らと対決したのは、山岳派というよりパリになる。

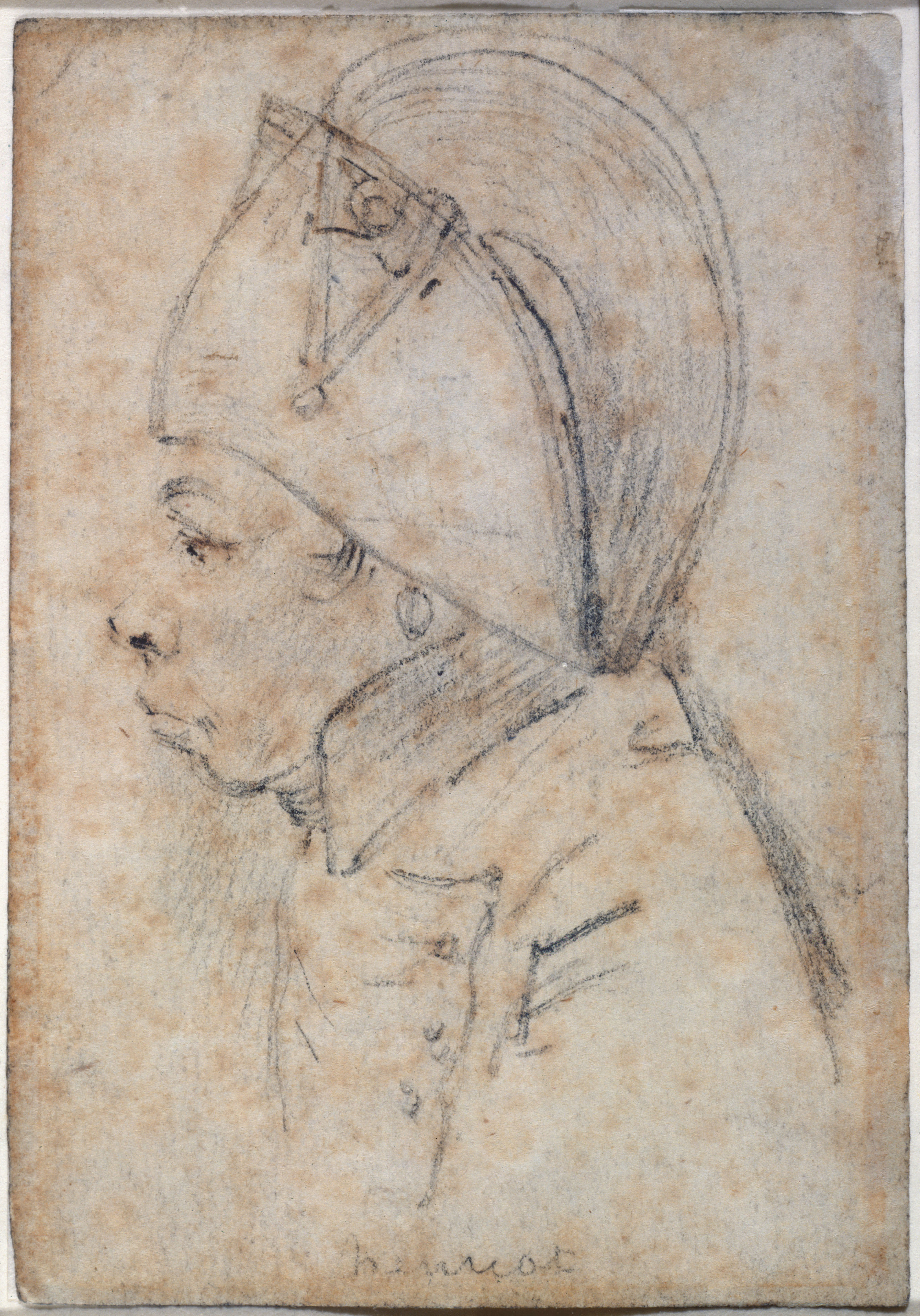
フランソワ・アンリオ（フランス語wiki）。素行の悪い人物ではあったが、貧しい環境から身を起こし国民衛兵として最前線で動いた。

20日の選挙で委員全員にジロンド派が選ばれ、24日に彼らはサン＝キュロットのリーダーであるエベールとヴァルレを逮捕させた。26日、マラーはジャコバン・クラブでジロンド派に対する蜂起を訴え、ロベスピエールもそれに同調する。翌日の国民公会の議場にサン＝キュロットが押しかけ、混乱の中で山岳派はエベールたちの釈放を決定している。31日に蜂起が始まり、国民衛兵司令官に任命されたアンリオが指揮を取り、セクション住民が国民公会を包囲した。彼らは老人と身体障害者への公共援助や富者への課税を資金としてパン価格を抑えることなどを要求したが、議場の山岳派はそれほど熱心に蜂起を支援しなかった。翌月2日、アンリオ率いるサン＝キュロットと国民衛兵は再び国民公会に侵入。蜂起民の威圧のもとジロンド派追放が決議され、議員29名が逮捕となった（6月2日の革命）。
この時、シエイエスはジロンド派議員が追放され逮捕令が出るのを黙ったまま見過ごし、その直後に妥協的な公教育案を作っても、その発表は別の議員に委ねた。ロベスピエールは彼を「革命のモグラ」と呼び、自らは身を隠し影で策謀をめぐらせては人に実行させていると見て軽蔑した。
逮捕されたジロンド派議員たちだが、彼らに対する監視はゆるく、何人もが逃亡に成功している。彼らはリヨン、アヴィニョン、ニーム、マルセイユをはじめフランスの各市にて、パリを批判する所謂「連邦主義の反乱（フランス語wiki）」を煽動した。じきに反乱は王党派の影響下に入っていき、8月27日、28日には港がイギリスとスペインの艦隊に引き渡されている。これらは必然、反革命とみなされていき、ナポレオンが初めて名を挙げたことでも有名なトゥーロン攻囲戦へと発展していく。

一連の流れが片付いた6月12日、ロベスピエールは疲れ切っていた。この日、ジャコバン・クラブで「私はもうアリストクラートの陰謀と戦う力がない。4年にわたる困難で不毛な仕事で消耗し、私の肉体と精神の力は、もう偉大なる革命が必要とする水準にないと感じる。私は職を辞するつもりであると表明する」。しかし、何が起きたのか彼は力を取り戻している。そしてこの時期、自分のために「教理問答」と呼ばれることとなるロベスピエール自身が重視する一般的な諸原理の概要を書き留めている。それによれば、連邦主義者の反乱への地方ブルジョワの責任を追及し、彼らを打ち破るためには「人民が国民公会と一体となり、国民公会は人民を使うことが重要である」。革命の目的、すなわち「人民のために憲法を使うこと」、この目的を果たすには、人民の無知、人民の貧困、国内外の戦争を乗り越えなくてはならない。「富裕な人、堕落した人」、「不誠実なペンと舌を持つ人」、「裏切るものと陰謀家」は、「自由を侵害したり愛国者の血を流したりしたすべての犯罪者をおそるべきみせしめとすることで」処罰されるべきとした。

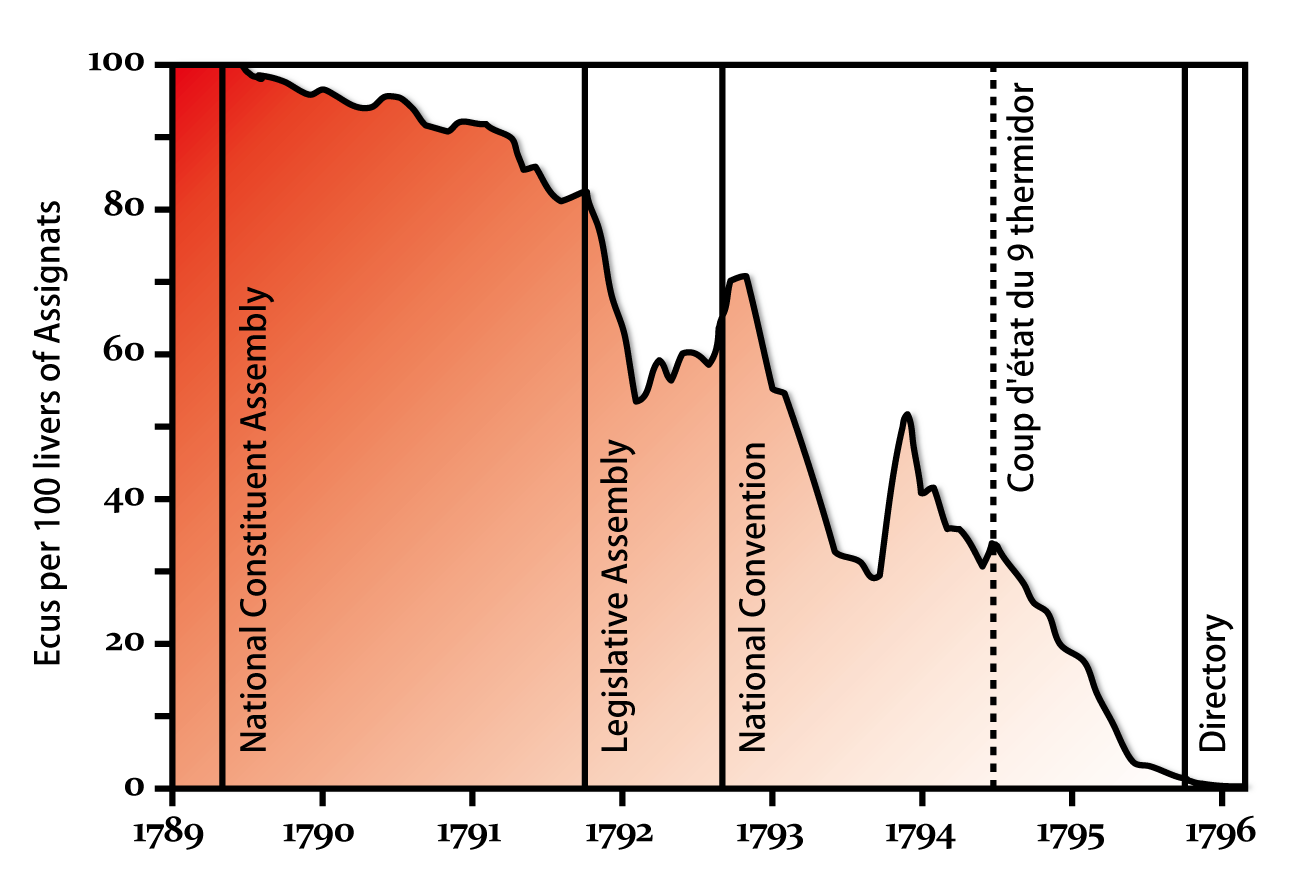
バーゼルでのアッシニアの正貨（エキュ）との交換レート（1789年 - 1796年）

### 恐怖政治(1793年9月-1794年7月)

#### 1793年憲法の採択

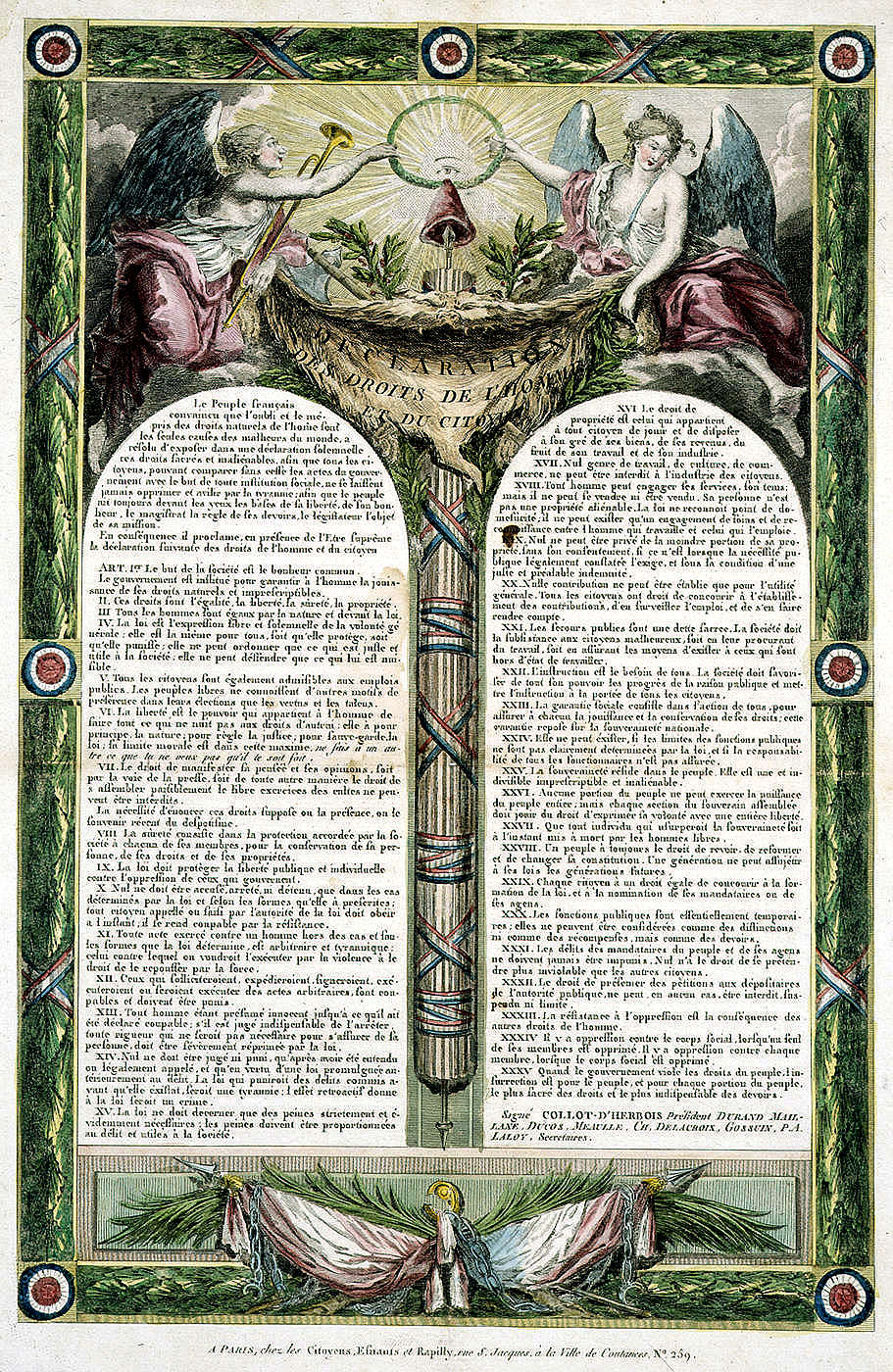
1793年の人間と市民の権利の宣言

1791年憲法は共和国樹立とともにすでに失効していたため、立憲君主制によらない共和国憲法の制定が急務となっていた。
ロベスピエールは元来、政治的平等をはじめとして権利の平等に価値を置いており、農地均等法を「ペテン師の亡霊」と呼ぶなど長年にわたって経済的平等に関心を割かなかった。しかし革命戦争の勃発と内乱の激化、食糧騒擾や経済混乱による飢餓の蔓延を前にして、1793年以降ロベスピエールは自由主義的な従来の立場を見直していき、所有権の制限や富の再分配に法的根拠を与えようとした。人権宣言の起草委員会での議論に度々介入して、「自由が他人の権利を守るために制限されうるならば、なぜ所有権に適用しないのか」と発言。「財産の極端な不均衡が多くの災禍と多くの犯罪の源」であるとして貧困による社会悪の是正を図るように訴えた。人権宣言内には「所有権は、他のあらゆる権利と同じように他人を尊重する義務によって制限される」とする第七条が盛り込まれ、経済的平等をはじめ社会的な権利が規定された。「極端な財産の不均衡はあらゆる悪の源泉である」として所有権の制限が提唱されことにより、累進課税制度の導入や貧困者に対する課税免除、均分相続制が導入された。
6月24日、1793年の人権宣言の発布へとこぎ着ける。この宣言はフランス革命中にサン＝ジュストやエロー・ド・セシェルらが参加した委員会によって作成された。1789年の人間と市民の権利の宣言との主な違いとして、法の下の平等（機会の平等）から一歩進んで平等主義的傾向が明確となり結果の平等へと踏み込んでいった。
人権宣言の発布と同時に、セシェルの主導のもと人民主権、男子普通選挙制度、国民投票の実施、人民の労働または生活を扶助する社会の義務、抵抗権、奴隷制廃止 が規定された1793年憲法（ジャコバン憲法）が制定された。この憲法の民主主義的・急進的な性格はジロンド派のコンドルセ案によって作られたものであり、23日にエロー・ド・セシェルが表現上の不備を改めるため新たな案を提出したものになる。憲法はフランス初の人民投票にかけられ、圧倒的な賛成多数を得た。
1793年憲法とその人権宣言は、大方のフランス人が当時切望していた事柄を最も明確に表明したものとなった。しかし8月28日、公安委員会のジャコバン主義者ベルトラン・バレール（フランス語wiki）は、軍事情勢のため県ごとの有権者ではなく新たな小選挙区制を求める憲法の要求が直ちに実施されることは許されないと主張した。フランス国内は依然として混乱状態であり、この新しい憲法を施行できる状態になかったのだった。

#### マラー暗殺と恐怖政治導入

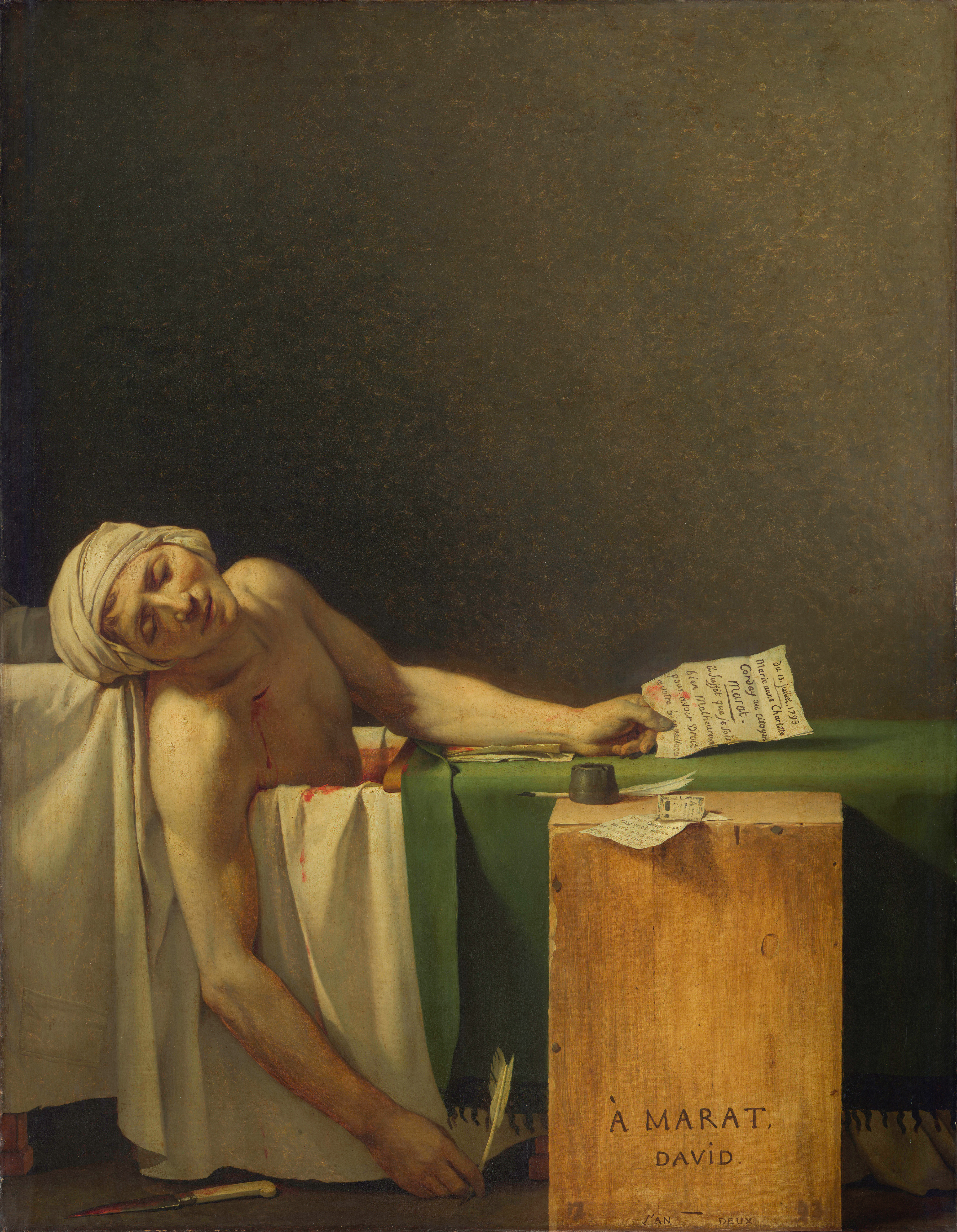
ジャック＝ルイ・ダヴィッド作『マラーの死』(1793年)は、彼が同僚議員マラーに捧げた新古典主義の傑作として名高い

政情不安は続き、7月13日、マラーがジロンド派の刺客となったシャルロット・コルデーに暗殺されるという事件が発生する。議員ではあるがパリのサン＝キュロットから支持と共感を得ていたマラーは、議会と民衆運動の間を取り持つ存在だった。彼が暗殺されたことは、人々に祖国の敵は身近に潜んでいると感じさせ、反革命容疑者逮捕と処刑、反革命運動弾圧にさらなる推進力を与えることになる。また、ジロンド派と対峙していたマラーの暗殺はジロンド派議員の追放を正当化し、国民公会とサン＝キュロットを団結させ、さらには貴族・ジロンド派・女性への抑圧全般をも正当とみなす雰囲気を作り上げた。
一方で対外戦争の開始以来、海外からの食糧輸入は途絶えていた。連邦主義の反乱やヴァンデの混乱のため、西部の穀倉地帯からはパンが十分に運ばれてこない。情勢が見極められるまでは、地方の農民も穀物を市場に出すことをためらう。しかし、軍には優先的に食糧を回さなくてはならない。そんな中、アシニアはついに額面の二割にまで下がってしまう。9月4日、5日の2日間に渡り、国民衛兵と民衆は国民公会を包囲し、いっそうの統制経済と食糧確保を迫った。彼らの圧力を利用した際、その凄まじさを肌身で感じていた山岳派は譲歩せざるをえなかった。
5日、エベール派のロンサン（フランス語wiki）を指揮官として革命軍が設立される。通常の軍隊ではなく、食糧の徴発を中心に国内の治安維持にあたるのが目的となる。食糧問題ないし経済に関わる問題に対しては、7日に外国人銀行家の資産が没収され、11日には穀物の最高価格法による価格設定を全国一律に改定し、29日には生活必需品の最高価格を設けた一般最高価格法（フランス語wiki）が制定。そして治安維持もしくは反革命への対策として、17日に反革命容疑者法が作られた。ただし、議員たちは民衆の要求に対し一方的に屈したわけではない。軍への食糧が公共穀庫では足りずに悩んでいたのは事実であり、穀物価格に一定の限度を設けるのは財政面で役に立った。また、反革命容疑者法そのものは民衆層が独断で抑圧を行うのを防ぐため、8月半ばから準備されていたものだった。
そして10月10日の国民公会にて、サン＝ジュストが「フランス臨時政府は平和が到来するまで革命的である」と宣言（革命政府の宣言 ）。これは各地方・各レベルで様々な人間が強圧的な手段を取っている事態を改め、公安委員会及び保安委員会が一元的に政策を把握し遂行する制度を宣言したものになる。
この頃から1794年7月末のテルミドールのクーデターまでが革命政府ないし恐怖政治の時代となった。以降、ジャコバン派政権のもとで各地に散開した派遣議員の活動や保安委員会、革命裁判所などの機関を通して恐怖政治（Terreur：テルール、テロの語源）が断行される。国内外の危機に対応していくため、ロベスピエールもこれを必要なものだと信じた。

#### 公安委員会への参加

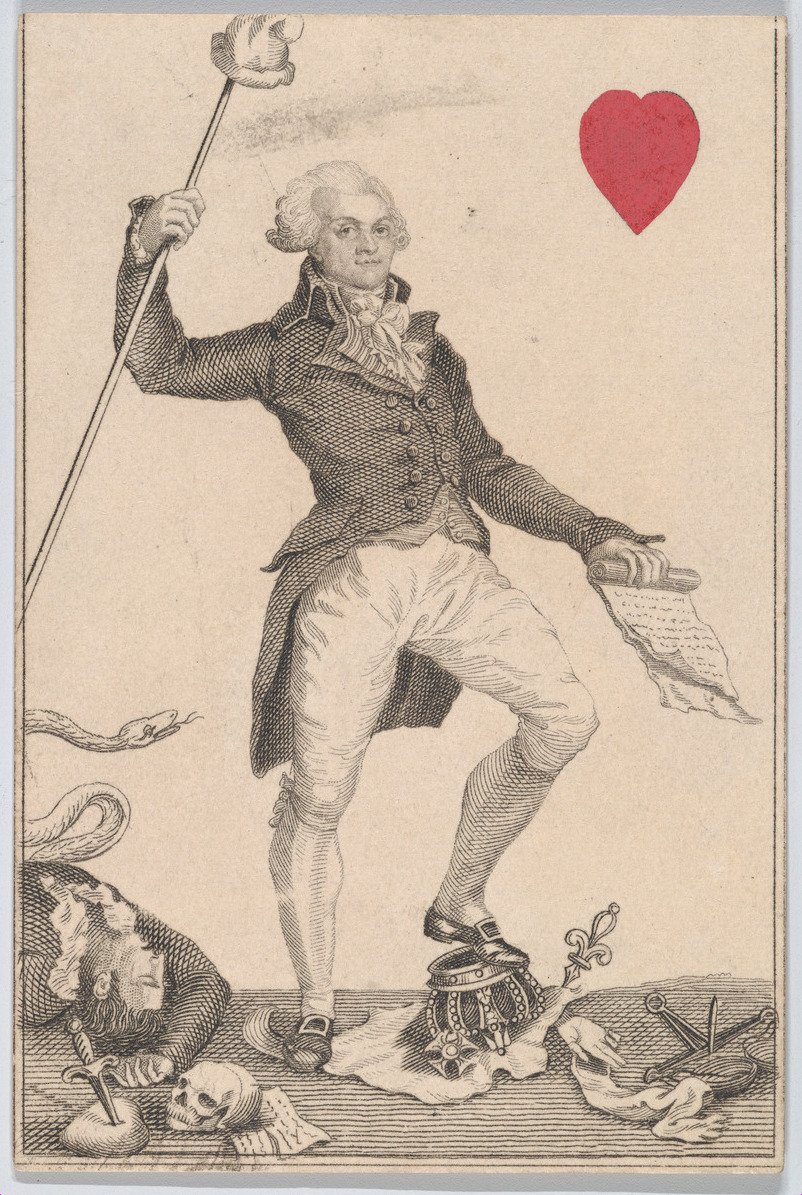
ロベスピエールの風刺画。王冠を踏みつけている。

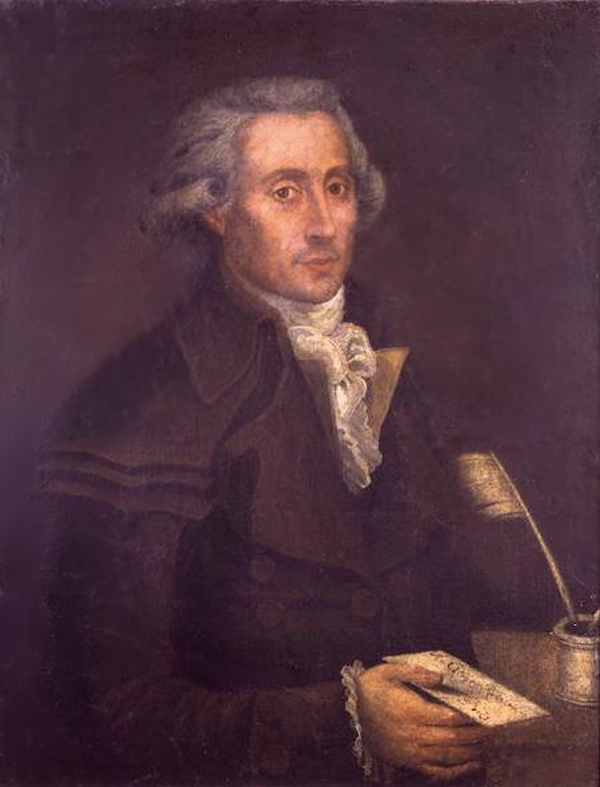
ジョルジュ・クートンの肖像。元弁護士であり、足が不自由な身でありながらリヨンの反乱にも赴き寛容な対応を取った

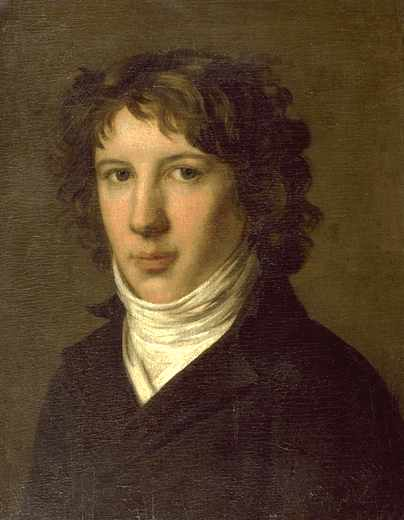
サン＝ジュストの肖像（ピエール＝ポール・プリュードン画）。法学士でありジャーナリズムの経験もあった。委員会では主に内政・軍事を担当

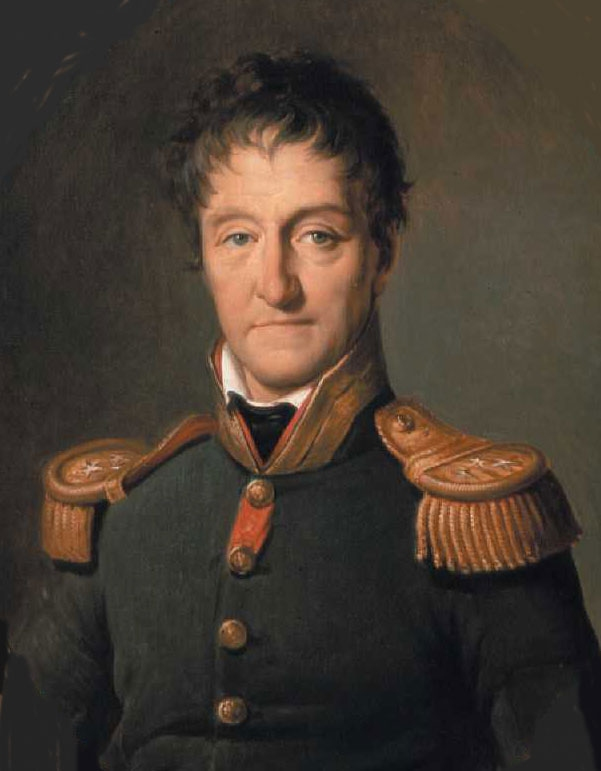
公安委員会で戦争遂行委員となったラザール・カルノーの肖像。軍務に対するその手腕から「勝利の組織者」と呼ばれた

1793年7月27日、平原派のトマ＝オーギュスタン・ガスパランが体調を崩したため、公安委員会を辞任した。その後釜として、委員会たっての希望で選ばれたのがロベスピエールだった。こうして彼は最も危険な時期に、初めて政府の一員となる。
1793年9月5日、ロベスピエールが公安委員会に参加したことにより、委員会内のリーダーシップは国民公会で最も影響力のあるロベスピエールが掌握していく。しかし、彼が革命政府を実質的に主導していたとは言い難い。軍事作戦や軍事政策に疎かった彼は、その分野をサン＝ジュストやカルノーといった他のメンバーに任せていた。また、財政は公安委員会とは別の組織である財務委員会の担当で、ロベスピエール自身も財政への関心は薄かった。個々の政策を考えるというよりは、それぞれの政策を位置づけ、首尾一貫したものとして説明し、人々を鼓舞するのが彼の役割だった。ジョルジュ・クートン、エロー・ド・セシェル、サン＝ジュスト、ラザール・カルノー、ビョー＝ヴァレンヌ、コロー・デルボワなど、他のメンバーは高度な専門知識などを理由に選ばれたのだが、ロベスピエールだけは経験、名声、人気ゆえに選ばれたのである。
実際のところ他の委員に優位となる地位や特別な権限を持っていたわけでもないロベスピエールだが、彼が持っていた民衆からの人気、世論に対する支配力、人民への影響力という見えざる力は大きな権力だった。こうした目立つ位置にいたため、以後これまで以上に妬みや中傷の対象になってゆく。ロベスピエールが独裁者もしくは国王をめざしているという噂はこの頃から出始め、翌年春には一般的なものとなった。
公安委員会の仕事は激務だった。通常、朝7時にエガリテ館（かつてテュイルリー宮殿にあった「フロラ館」）に集まり、全国からの速達便に目を通し返事を書く。午後1時から5時の閉会まで国民公会に出席し、そのあとジャコバン・クラブに出席する者もいたが、午後7時か8時には再び委員会に戻った。。
審議は常に非公開とされ、非常に閉鎖的な組織であった。メンバーは毎月再選されたが、彼らには強力な権限が付加された。逮捕状の発行、秘密資金の管理、特別委員会メンバーの任命、将軍と公務員の監督権、外交の指揮といった内容がそれにあたる。一方で警察権 や司法権を持たず、財政にも関与できないなど権限には制限が設けられていた。独裁の実態は少人数の合議制（または寡頭制）であり、命令書を発効するには少なくとも公安委員の3分の2以上が参加する行政会議で委員の過半数の署名が必要だった。また、各部門、部局は内部の各執行委員会に細分化されており、公安委員には各々に管轄が決められていて、委員会内の権力は分割されて1人に権限が集中することはなかった。公安委員会全体としては、実際的には通常の国家での内閣の性格を持っていたのである。
恐怖政治はサン・キュロットの要求を受け入れて始まったが、当初のところ恐怖政治を推進していくための法制度は未整備のままだった。そのため、超法規的措置を採用してでも戦争遂行など当面の危機対応をしなければならず、自ずと公安委員会の決定に対する事後承認が増えていった。

#### 複数の粛清

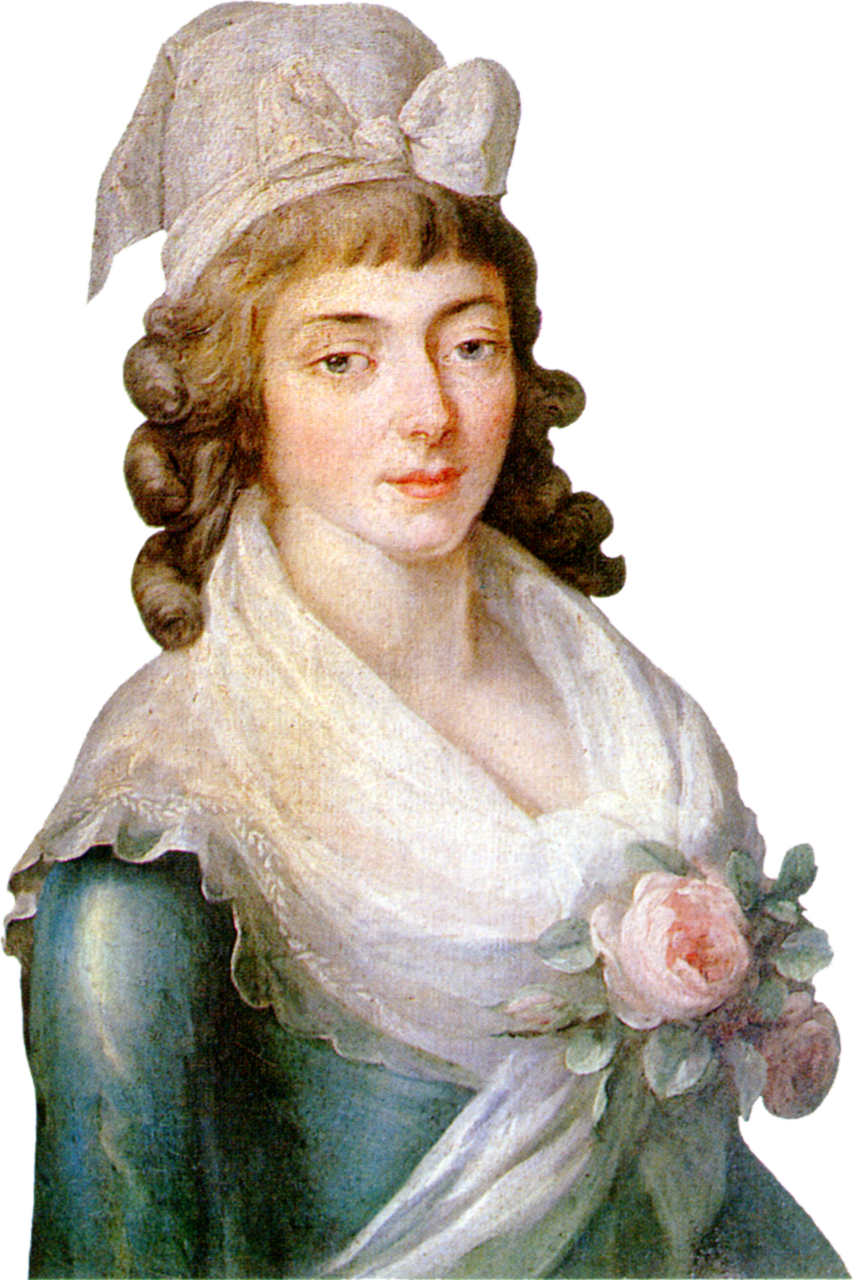
ロラン夫人の肖像。ジロンド派の女王と呼ばれ、その美貌と知性からジロンド派に大きな影響を与えた

10月16日に元王妃が、同月31日にはジロンド派議員が、それぞれ革命裁判所の判決に従って処刑された。この処刑は民衆運動に応じたものであり、民衆への譲歩として意味を持つ。贅沢な暮らしをしてきた元王妃やパリの民衆運動に敵対した議員たちの処刑は、公安委員会から民衆運動の規制・束縛を受けていた人々の不満を議会から逸らす意図があった。6月2日に議会から追放された時は監視もゆるく、地方への逃亡も可能だったジロンド派だが、それが数ヶ月後には処刑された点にマラー暗殺以降、人々の間で高まった危機感と処罰に対する意思の強化を見て取ることができる。
10月14日、ロベスピエールはジャコバンクラブで「有罪者を増やそうとはしないようにしよう。暴君の後家と陰謀家の指導者たちの頭を切り落とさせよう。しかし、これらのなくてはならない見せしめの後では血を節約しよう。私は穏和主義と非難されるだろうが、革命にとり有用かどうかということ次第で常に行動すべきであることを知りたまえ。尚また、もし私の努力が無駄であるなら、私はもっとも素晴らしい大義のために死ぬ術を心得ているだろう」と言った。実際、彼は公安委員会で、王妹エリザーベトの死刑に関して反対を表明した。
ロベスピエールはジロンド派粛清に同意したものの、民衆蜂起によって彼らを排除することにはなお慎重だった。ジロンド派の排除は国民公会の内部で合法的に解決されるべきだと考えており、4月から5月半ばにかけて何度も民衆に平静を保つよう訴えている。この頃ジロンド派について、デムーランが自身の新聞で彼らに同情的な書き方をしたという理由でジャコバン・クラブにて批判を浴びたが、ロベスピエールはデムーランのことは擁護した。
11月6日、ルイ16世の死刑に賛成票を投じた平等公の異名をもつ王族オルレアン公が、ジロンド派と手を組み王政復古を図ったなどで処刑された。また、27人の元徴税請負人がアンシャン・レジーム期に果たした政治的な役割ゆえに処刑された際、中には有名な化学者のラヴォアジェもいた。この際、ロベスピエールはその中の一人を救おうと介入している。
一方、女性市民の政治活動が活発になっており統率が困難になっていた。そんな中、女性市民協会の一員が、すべての女性は三色徽章を身につけるべきと主張したため市場の女性たちに殴打されるという事件が起きる。国民公会はこれを機に、10月30日全国すべての女性クラブを禁止した。その前日、公安委員会から「両性のうち何人も他の男性市民または女性市民に対して特定の服装を強制することはできず、各人が自分の気に入った衣服や装飾品を身につける自由がある」という布告が発された。
地方の粛清も見ておきたい。7月、ヴァンデ地方におけるナントの戦いで反乱軍の指導者カトリノーを打ち破り、国内の敵を撃退しつつあった。10月にはリヨンの反乱も鎮圧され、その後大規模な報復がおこなわれた。このとき反乱分子の処罰のために派遣されたジョゼフ・フーシェ、コロー・デルボワは町の家屋や教会などの建築物の破壊をおこない、銃殺や大砲の砲撃によって1800人に及ぶ大量処刑を実行している（リヨンの大虐殺）。この恐怖政治は地域によって差が大きく、1793年11月、リヨンに派遣されたフーシェとコロー＝デルボワは復讐的措置としておよそ2000人を処刑。ナントに派遣されたカリエは2800～4600人をロワール川で溺死刑に処した。タリアンはボルドーで、バラスはマルセイユとトゥーロンでそれぞれ処刑や徹底的な弾圧を行っている。恐怖政治の犠牲者は反革命や国域地帯に90％が集中しており、貴族は恐怖政治が始まるずっと前に亡命している者が多かったのもあり旧第三身分が八割を占めていた。ちなみに「恐怖政治を通常状態に」とはロベスピエールが言ったと思われがちだが、実際に言ったのはバラスであり、10月13日のマルセイユにおいてである。
地方における過酷な弾圧の背景として、指示や連絡が上手く行き届かなかったため公安委員会からのコントロールが十全に機能していなかったこと、派遣議員と現地住民の間で起きた地域的なトラブルや私的な復讐などが制御しきれず過激化したこと、ある程度は議員たちのサディスト的趣向が働いたことなどが挙げられる。
彼らは反乱分子の根絶をはかるため全権を与えられていたのだが、妹シャルロットによると、このときロベスピエールはリヨンの虐殺に胸を痛め、二人の行為に激怒したという。虐殺後、フーシェがロベスピエールのもとを訪ねて釈明を試みようした際、ロベスピエールはフーシェに軽蔑に満ちた態度を取っていたと、バラスも回想している。

#### 粛清の嵐と内憂外患

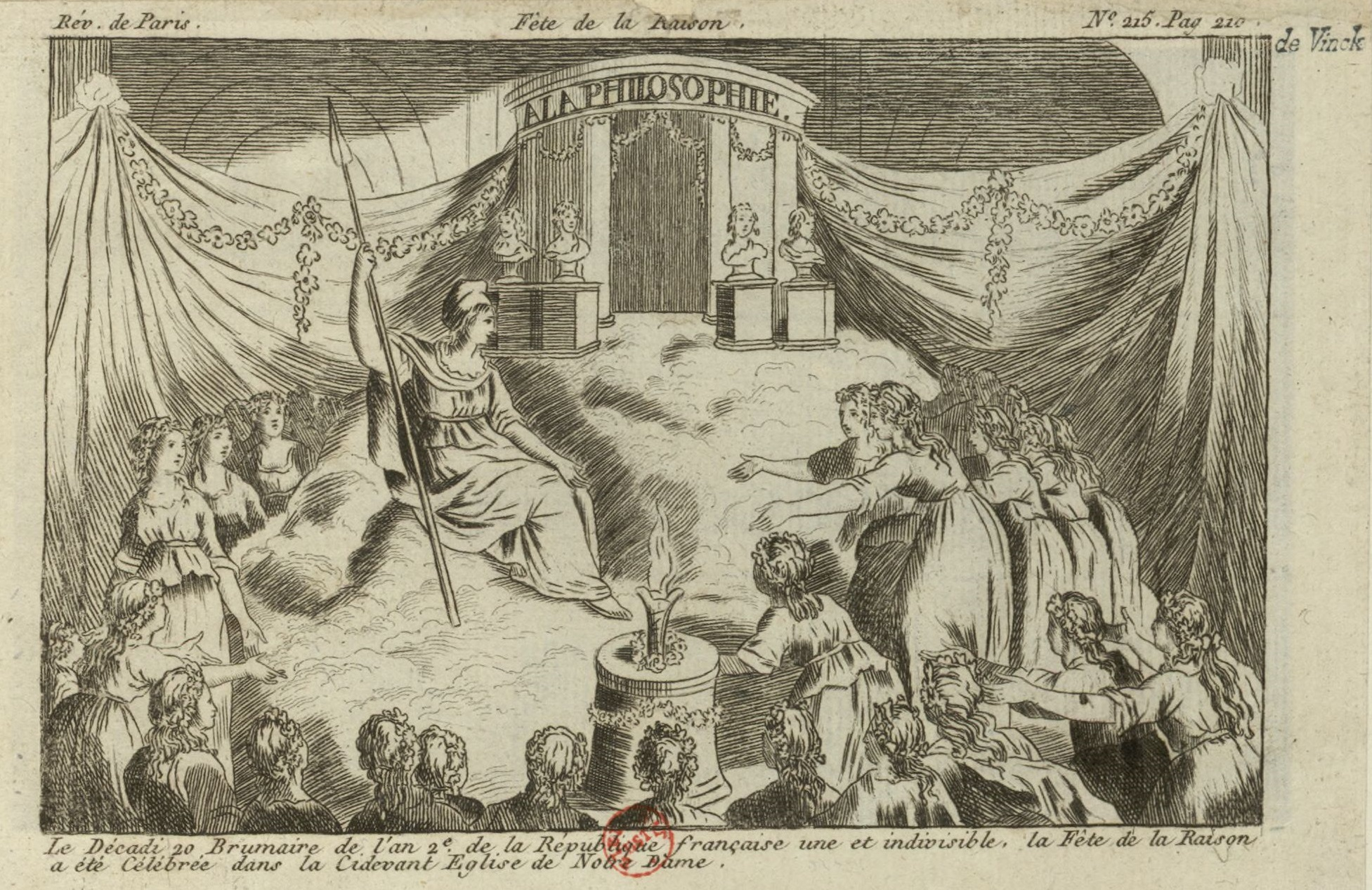
理性の崇拝

政府はトゥーロンの反乱 やコルシカの反乱 をはじめイギリスの介入で長引いていた内戦の早期終結を目指す。危機を克服するために恐怖政治を続けて軍の強化を進め、国民の結束を促して国内の再統一を図ろうした。

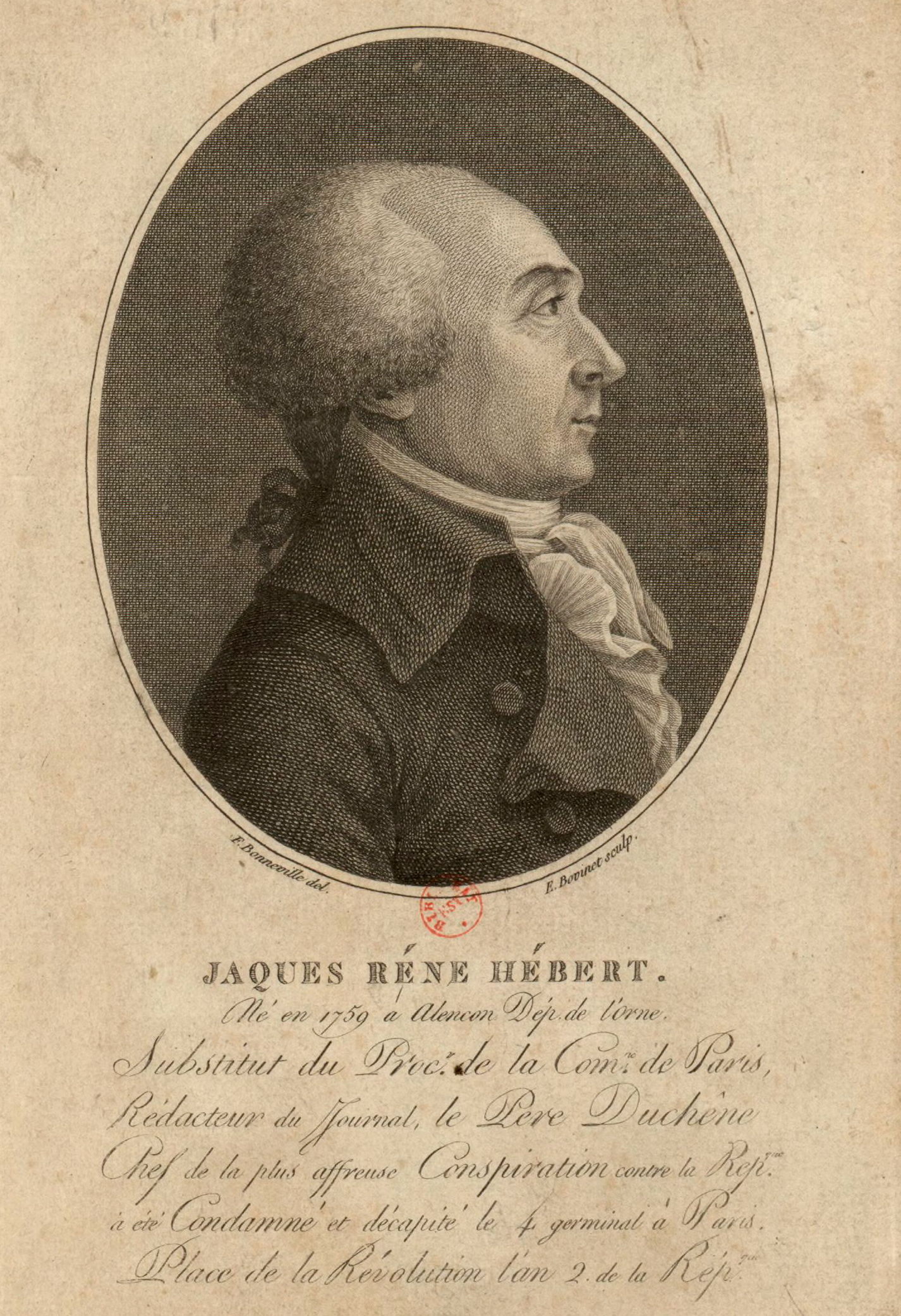
ジャック・ルネ・エベール

11月17日、ロベスピエールは共和国の政治的状況に関する報告として演説を行った。まず、イギリス政府がルイ16世にかえて、ダンケルクを占領していたヨーク公をフランス国王に立てようとしたこと。アメリカ合衆国と同じように南部フランスを連邦制に変えようとしたことなどに触れ、イギリスを糾弾した。そして他の諸国から有効な支援がないことを嘆き、これは合衆国への外交使節だったブリソの悪意とトルコにおけるイギリスの術策のせいであると非難している。
1793年末、彼は「共和国の敵」を打破する試みを果たすべく、有能で信頼できる人脈を整理して革命を支持する「才能ある愛国者」のリストを作成している。リストにはエルマンやサン・ジュスト、さらには信頼できる友人として大家のデュプレなどの名が連ねられ、恐怖政治を継続して政敵を倒すため党派の結束を保って問題に対処しようとしていたことがうかがえる。
この頃の民衆が力を注いでいたのは非キリスト教化運動だった。そもそもフランス人の信仰心の希薄化は18世紀半ばから既にみられていたが、ここにきて民衆層、とりわけパリの民衆が、本来の政治活動を制約されるようになったためにそのエネルギーをキリスト教批判に向けたのだった。ロベスピエールは革命に反対するカトリック教会に警戒感を持っていたが、宗教を否定していたわけではなかった。国民公会は10月5日にグレゴリオ暦を廃止してキリストの生誕ではなく共和国の生誕を基盤年とするフランス革命暦（共和暦）を採用したし、公安委員会は教会の鐘を軍需物資として徴発したものの、ロベスピエール自身が教会堂の破壊を支持したことはないのである。むしろ、攻撃的な無神論が民衆に受容されて民衆運動が過激化し、社会秩序が失われて放火や殺人、略奪が発生することを懸念していた。
11月10日、非キリスト教化運動を利用して政治的影響力を回復したいエベール派はノートルダム聖堂で自由と理性の祭典と呼ばれるものを挙行した。その他の反キリスト教的な措置にも公安委員会は否定的だったが、11月21日、ロベスピエールがジャコバンクラブで行った演説でそれが明確になる。ロベスピエールは自身の宗教に対する価値観を述べ、サン＝キュロットとその背後にいるエベール派の規制が政治的に必要なこと。地方の農民は革命支持であってもカトリックの伝統には愛着があり、過激な非キリスト教化運動は農民を革命から離れさせる恐れがあるため、礼拝の自由は尊重すべきことを説いた。また、過激な動きの背後には無神論があると批判し、「無神論はアリストクラート的である。無実でありながら抑圧されている者を見守り、犯罪が勝ち誇るのを罰する偉大な存在という思想こそが真に民衆的なのである」と言った。12月6日、国民公会は礼拝の自由に反するあらゆる暴力や措置を禁止する法令を採択し、この頃から非キリスト教化運動は下火になっていった。
やがてロベスピエールは無神論に対抗するため「もし神が存在しなければ、発明しなくてはならない」と考えるようになる。これはすぐ後の「最高存在の祭典」につながっていく。
友人たちとの対立

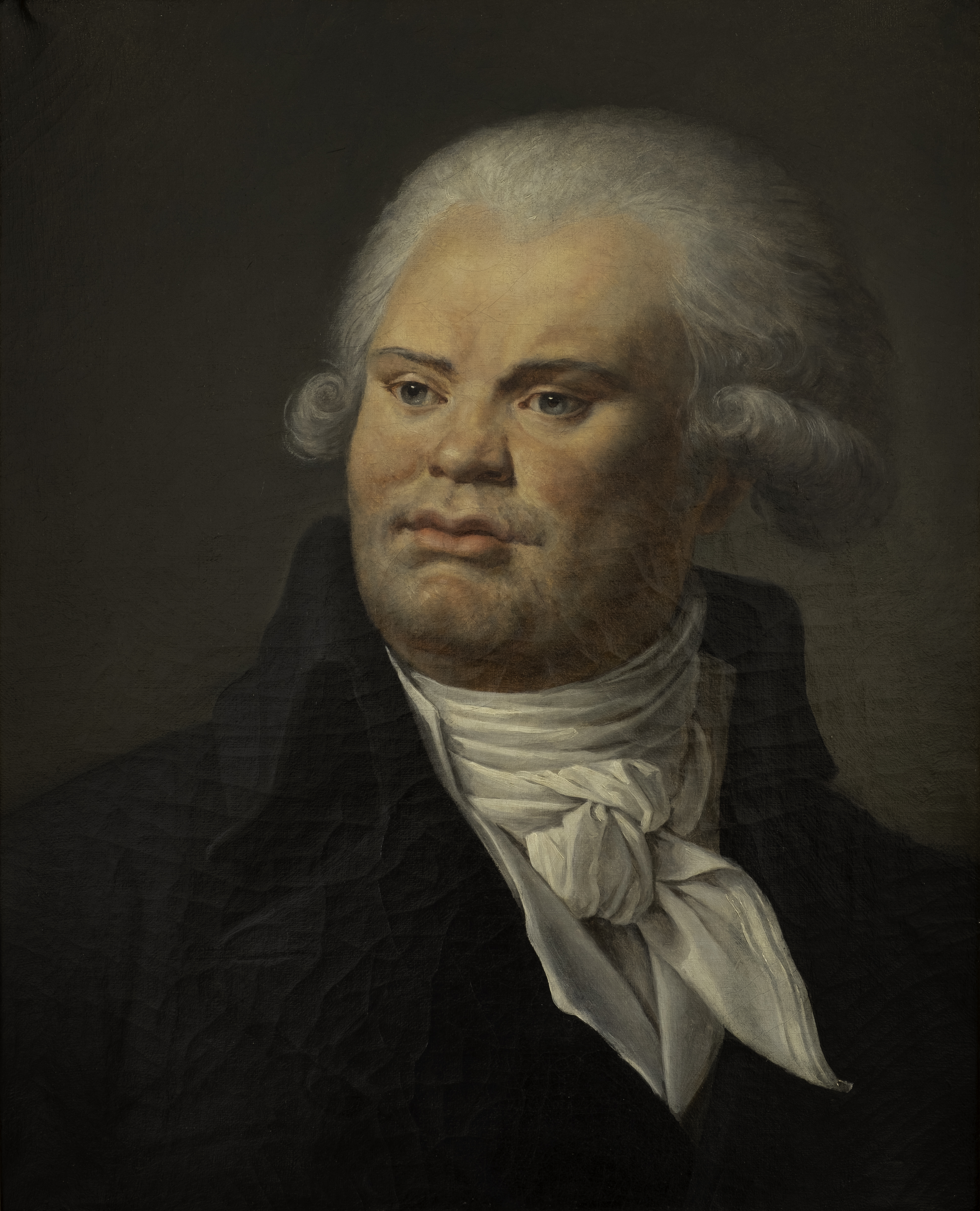
ジョルジュ・ダントンの肖像。革命前から王室を付き合いがあり、この頃の革命の論理とは相容れないところがあった

10月半ば、植民地の喪失に伴ってフランス東インド会社が解散されたが、この解散による会社資産の清算において莫大な献金を違法に受けたとしてエベールが告発された。そして、この一件にダントンも関与しているという嫌疑がかけられた（フランス語wiki）。
当事者のもみ消し工作や粉飾、自己弁護などが入り乱れ、今なおこの事件の全貌は明らかではない。もっとも、政治と金の問題はこの一件に限ったことではなく、他の議員や関係者たちも多かれ少なかれ隠れた収入源を得ており、そういった話とは無縁のロベスピエールのような存在のほうがむしろ例外だった。しかし、この事件は規模の大きさから革命の進行に大きな影響を及ぼした。
密告者によると、オーストリアの銀行家がエベールに革命の資金を提供して過激な運動を活発化させ、フランス共和国に内紛を生じさせるという陰謀を企てており、エベールとダントンに接触を図ったというものであった。密告があった段階でロベスピエールはこの嫌疑を信じず、盟友のダントンを擁護している。10月11日に議会から休暇を取り田舎で休養していたダントンだが、嫌疑をかけられた仲間を弁護するためパリに戻ってきており、恐怖政治に懐疑的な態度を取って政府の対応を批判した。一方でエベール派は革命はまだ不十分と考えており、政府に更なる前進を突きつける。こうしてロベスピエールたち中道派と左右両派との政治的対立は深まっていった。

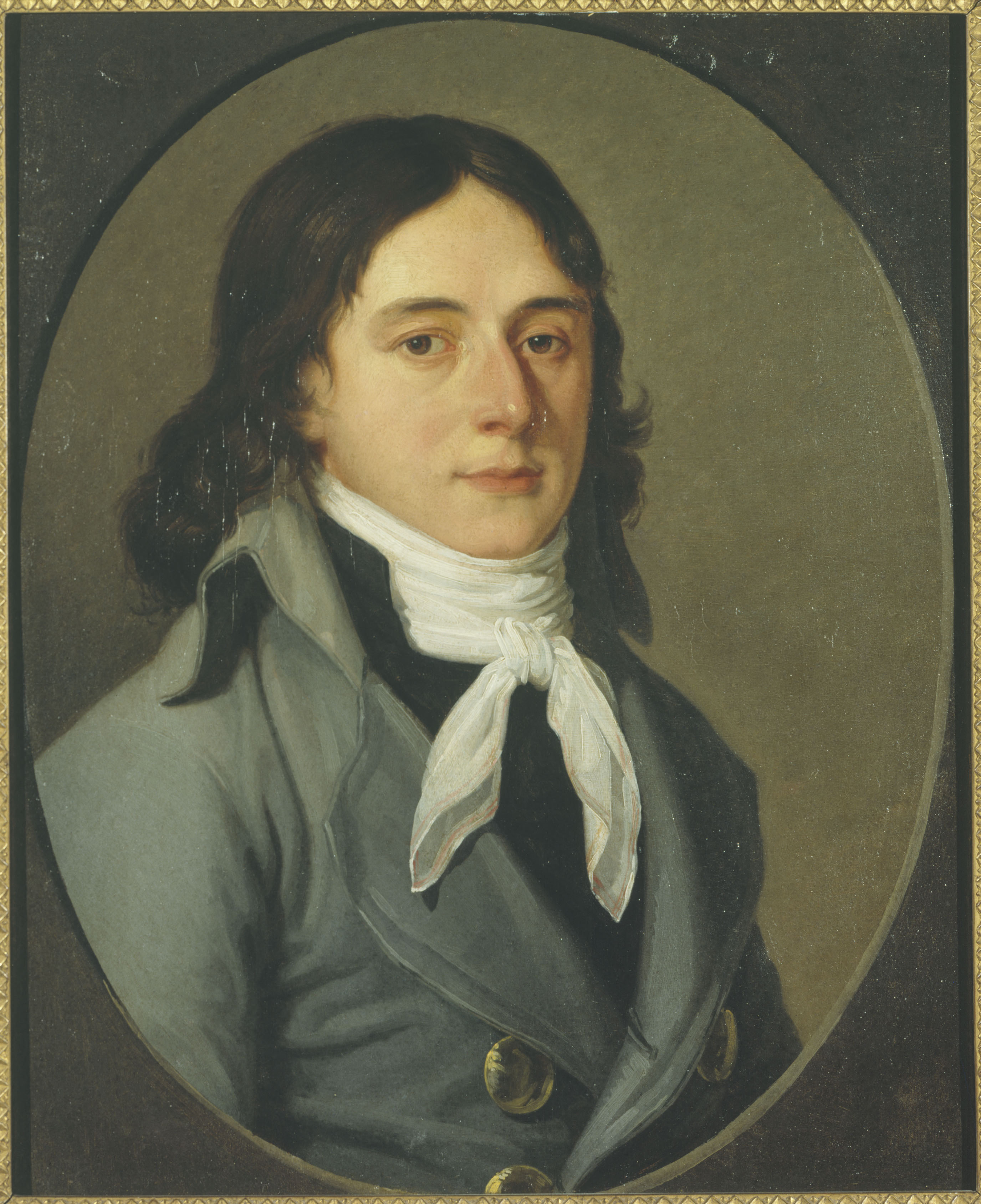
1790年頃に描かれたカミーユ・デムーラン。ジャーナリストでもある彼は、バスティーユ襲撃の際にはパリ市民に決起を促した

この頃、デムーランが『革命政府と愛国者に対するフィリボの中傷』というコラムを載せた。この事について、ロベスピエールは演説で「デムーランは、何人かが彼に対して煽り立てているような厳格な措置に値するようなことはしていない」としつつも彼を批判している。そして新聞を焼いてしまうことを要求したが、デムーランは「素晴らしい演説だったが、ロベスピエール、私は君にルソーのように答えよう。『燃やすことは答えにならない』と」と返し、ロベスピエールは「君はアリストクラートが喜ぶようなことをやって、それをなお正当化しようとするのか」と怒っている。危機に対処するための臨時政府、すなわち革命政府はまだ必要と考える公安委員会の立場から見れば、デムーランの主張の変化は裏切りに等しかった。
また、デムーランは『ヴィユー・コルドリエ』紙を発行し、恐怖政治への批判を活発化させていた。彼はロベスピエールとの友情に触れながら「歴史と哲学の教訓を思い出せ。愛は恐れよりも強く長く残る」と語って恐怖政治の早期終結を訴えた。国民公会でも恐怖政治への批判や不満が論じられていた。
しかし、国内は未だ問題山積であり、尚且つ戦争中のフランスで恐怖政治を終結させることは非現実的なことだった。対外戦争ではピレネー地方に位置する南部の国境の町コリウールがスペインに占領されるなど戦況は悪化していたため、混乱を広げぬようにするため政治的緊張を解くわけにはいかなったのである。
12月4日、フリメール14日法が成立した。恐怖政治の基本法となる法律の制定により、公安委員会の執行権が法的に規定され、公安委員会は外交・軍事・一般行政を、保安委員会が治安維持を担当することになる。この法によって、法律は「共和国法律公報（フランス語wiki）」によって全国の機関に送付され、これを受け取った機関はすみやかに法律を適用できるようになり、法を施行できる体制が整った。ようやく国家機構が出現したといっても過言ではなかったが、エベール派とダントン派の争いは続いており、一時的に国民公会の統率力が弱まったため、全国の混乱はかえって深刻化していた。
1793年12月25日、ロベスピエールは公安委員会を代表し、革命の諸原則に対する報告を国民公会で行った。まず立憲政府と革命政府の違いを述べ、「立憲体制のもとでは、公権力の混乱から各個人を守ればほぼ足りる。革命体制のもとでは、公権力自体があらゆる徒党の攻撃からみずからを守ることを余儀なくされる」とする。主な阻害要因は敵国の軍隊だが、そこに副次的に国内の徒党が加わるという位置づけである。その上で「弱さと無鉄砲さ、穏和主義と過激さというふたつの暗礁の中を漕ぎ進まなければならない」と言う。弱さ＝穏和主義＝ダントン派、無鉄砲さ＝過激さ＝エベール派として双方を抉り出しているのだが、重要なのはあくまでも外国との戦いだとした。そして共和国に背いた将軍の裁判、革命裁判所の改革・強化、戦争犠牲者への補償の増額、この補償について審議するための委員会の設置に関する法令案を提出している。公安委員会は両派に妥協と和解を求めたのだった。
しかし全員、これ以上は引けないところに来ていた。翌年1月10日、デムーランがジャコバン・クラブから追放された際、ロベスピエールは即座に介入しデムーランを復帰させている。
1794年2月、国民公会は「黒人友の会」の活動をうけ西インド諸島での奴隷制の廃止を議論していたが、ロベスピエールは奴隷制を非難する決議を採択しながらも議論に加わらなかった。それ以上に国内の分断との闘いに追われ、重要な演説の作成に取り組んでいたのである。ちなみに、奴隷制度は4日に廃止が決定した。翌日、「政治的道徳性の諸原理に関する報告」と題して有名な恐怖政治演説が行われる。ロベスピエールは「われわれが目指すものは何か？」と問いかけ語り始めた。目的は「自由と平等を平穏のうちに享受できること」にあった。
この頃には、ロベスピエールはダントン派、エベール派への擁護をやめ、強く批判していた。「誰であれ、犯罪を憎まない者は徳を愛することはできない。…王党派への寛大な処置を、と叫ぶ者がいる。極悪人に慈悲だと！とんでもない。慈悲は無実の者、弱い者、不幸な者、人間性に与えられるべきものだ」。
2月に入ると心身共に疲れ果てたロベスピエールはまた体調を崩し、復帰したのは3月12日になった。19日以降、数日にわたってパリのセクションは代表団を送り、同じく病気だったクートンも含め彼らの体調について尋ねている。この日、警察の日誌には「植物園のそばで、かなりの人が集まって、ロベスピエールの病状について話していた。人々は悲嘆に暮れており、もしロベスピエールが亡くなるようなことがあれば、すべてが失われてしまうと語っていた」と書かれた。ロベスピエールは恐怖政治で支持を失い、それが失脚に繋がったという説が一般的だが、反感を買っていたのは事実なものの、一方では彼を支持する人々もまだ大勢いたのである。
3月13日にはエベールとその一派が逮捕され、3月24日に処刑。彼らは政治党派というより、汚職事件に関わった腐敗分子として裁かれた。この時にはエベール派は民衆の支持を失っており、処刑の際にもパリのサン＝キュロットはほとんど動いていない。汚職疑惑でエベールたちの政治家・革命家としての清潔に疑いが持たれた結果だった。
3月30日にはダントンやデムーランも逮捕される。ダントン派もまたエベール派と同様、腐敗分子と考えられていたため、エベール派を処刑してダントン派は助けるという道理はなかった。告発を行ったのはサン＝ジュストだが、告発状作成にあたりロベスピエールはダントンらの悪行を記した覚書をサン＝ジュストに提供した。覚書や告発状に記されたダントンの罪の大半は（冗談への非難までを含む）いい加減なものであり、デムーランはダントン派の多くが関与した汚職とは無関係にもかかわらず共犯者とみなされた。彼らは法廷で反論し、一時は無罪に傾きかけたが、妨害を受けたこともあり、結局4月5日に処刑される。同年、ロベスピエールはカミーユ夫妻の子オラスを膝にのせて遊んでいた。

#### 恐怖政治後に向けて
ようやく主導権を得た公安委員会は、1794年の春から「革命政府後」を視野に入れた、永続的な法令や政治制度の構築を意識するようになる。
4月11日、バレールが乞食の廃絶と貧民への扶助について国民公会で演説し、地方当局による助成金給付が定められた。12月19日には初等教育に関する法令「ブキエ法」も定められ、無料・義務・非宗教的であることを原則として愛国的・革命的な道徳教育が目指される。春頃から学校が開かれ、それに合わせてグレゴワールは1月22日に国民公会で学校教科書のコンクール開催を提案した。

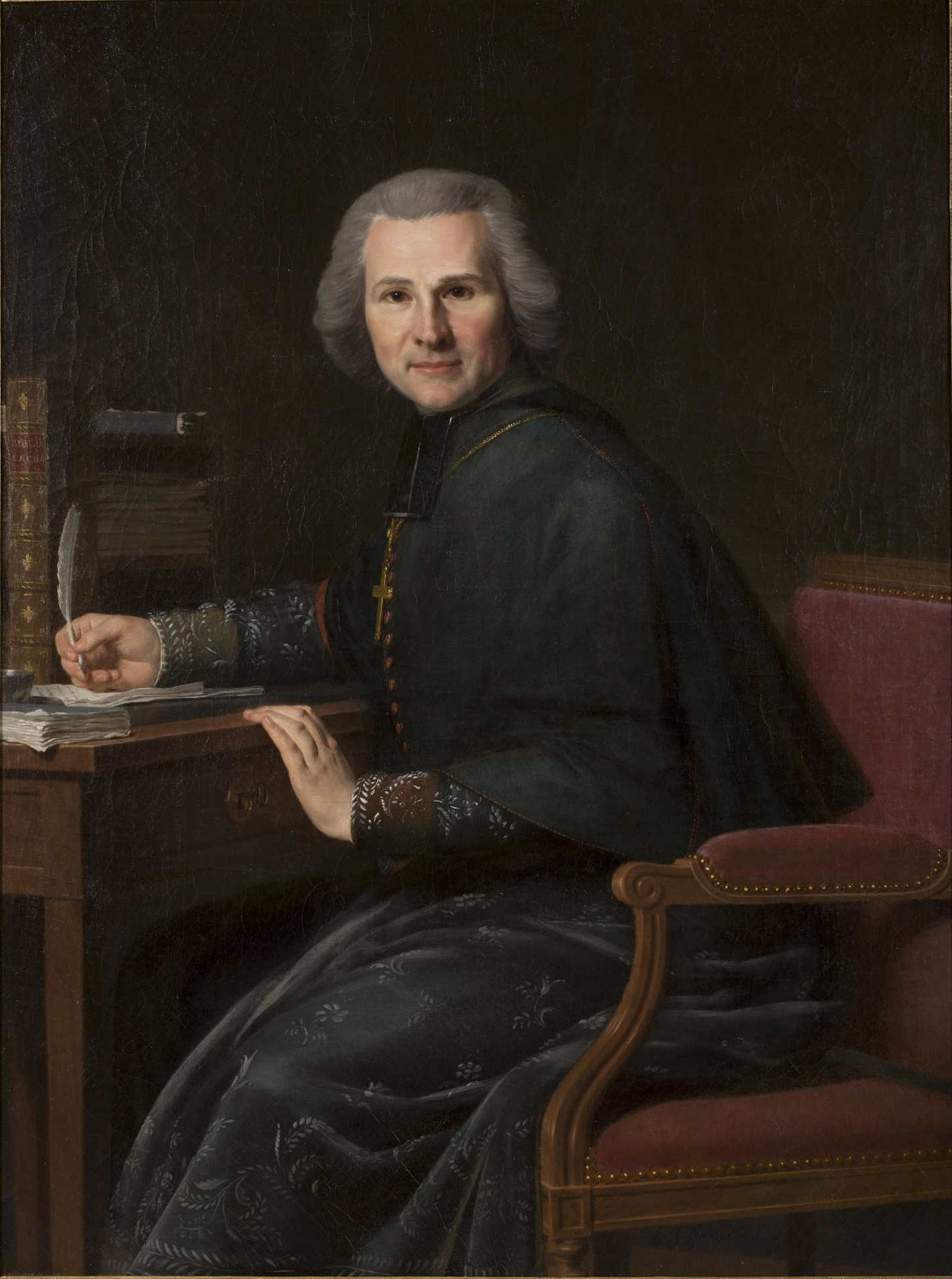
アンリ・グレゴワール（1800年）。ちなみにダヴィッドが描いた球戯場の誓いで、真ん中のあたりで肩を組んでいる男性3人の内、中央の人物もグレゴワールである

地方で過酷な弾圧を行っていた議員や、無神論的な非キリスト教化運動を派遣先で主導していた議員の内、何人かは1月から2月にかけてパリに呼び戻されていたが、4月19日には21人の議員がまとめてパリに召還された。彼らは自分たちが公安委員会の不興を買っていることは自覚していたが、単に召還されただけなのか、職務義務違反で裁判されることになるのか、裁判されたらどのような刑を宣告されることになるのか、まったく見当がつかないまま議案疑心に陥っていた。彼らと入れ替わりで、地方には公安委員会とりわけロベスピエールやサン＝ジュストに近い議員が送り込まれた。
5月8日、県革命裁判所の廃止を再確認するとともに、地方の革命委員会（反革命容疑者の裁判も相当）を原則として廃止することを決めた。その結果、地方が担当していた裁判のほとんどがパリ革命裁判所の管轄となった。これは地方ことにばらばらに行われる恐怖政治を廃止し中央に一元化するために採られた措置である。全国では、およそ八万人もの反革命容疑者が留置されたままだった。1794年6月までは、その大部分の者は一度も革命裁判所に出廷することなく出廷した者もその40％が無罪を言い渡された。とはいえ無罪放免にならなかった人々の内、その多くが連罪によって有罪とされた。
必然的にパリ革命裁判所の仕事が急増したため、裁判の能率化もしくは簡素化が必要となる。そこでクートンが提案したのがプレリアル法だった。これは被告となるべき「人民の敵」の定義が必ずしも明瞭ではなく、裁判手続きの簡素化は誤審や免罪の危険性を高めると危惧されたことなどから議論が紛糾し、審議の継続と採択の延期を求める声も大きかった。しかし議長のロベスピエールが支持し、かなり強引な議事の運営で、その日のうちに採択された。

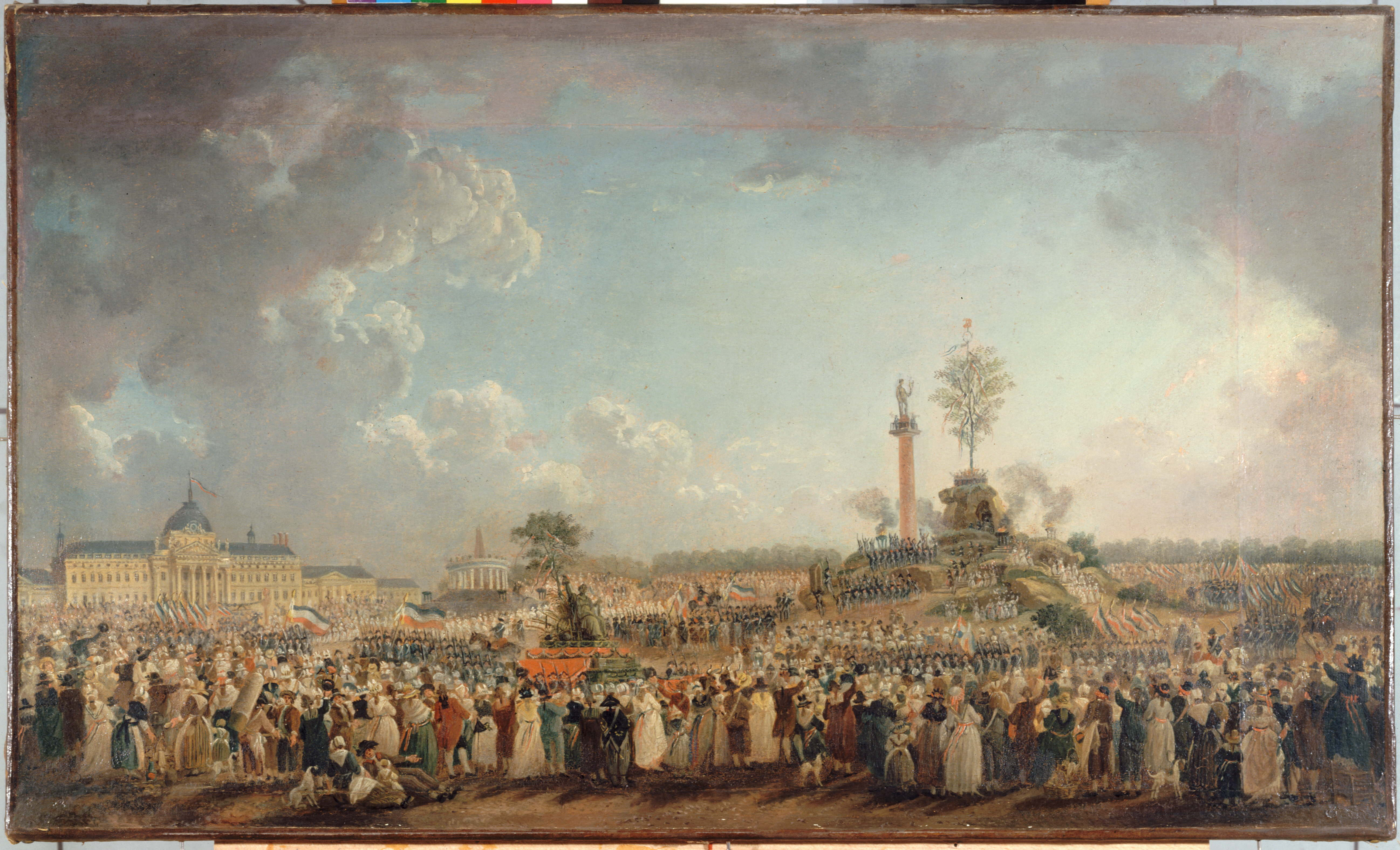
最高存在の祭典。この日、全国の自治体で国民祭典として挙行された。

パリにおいて、1793年3月10日から翌年6月10日にかけて1251名が処刑されたが、それが6月10日から7月28日までは1376人に増えている。処刑がパリに集中した結果だった。逆に言えば全国的にはこの時期、処刑の数は減っているが、それでもこの時期が「大恐怖政治」として語られるのは毎日30人近い流血という光景が与えた衝撃を物語っている。また、ロベスピエールが反対派を排除するために革命裁判所を利用しやすくしたと思われたため、議員たちが不安に駆られたのも理由として挙げられる。

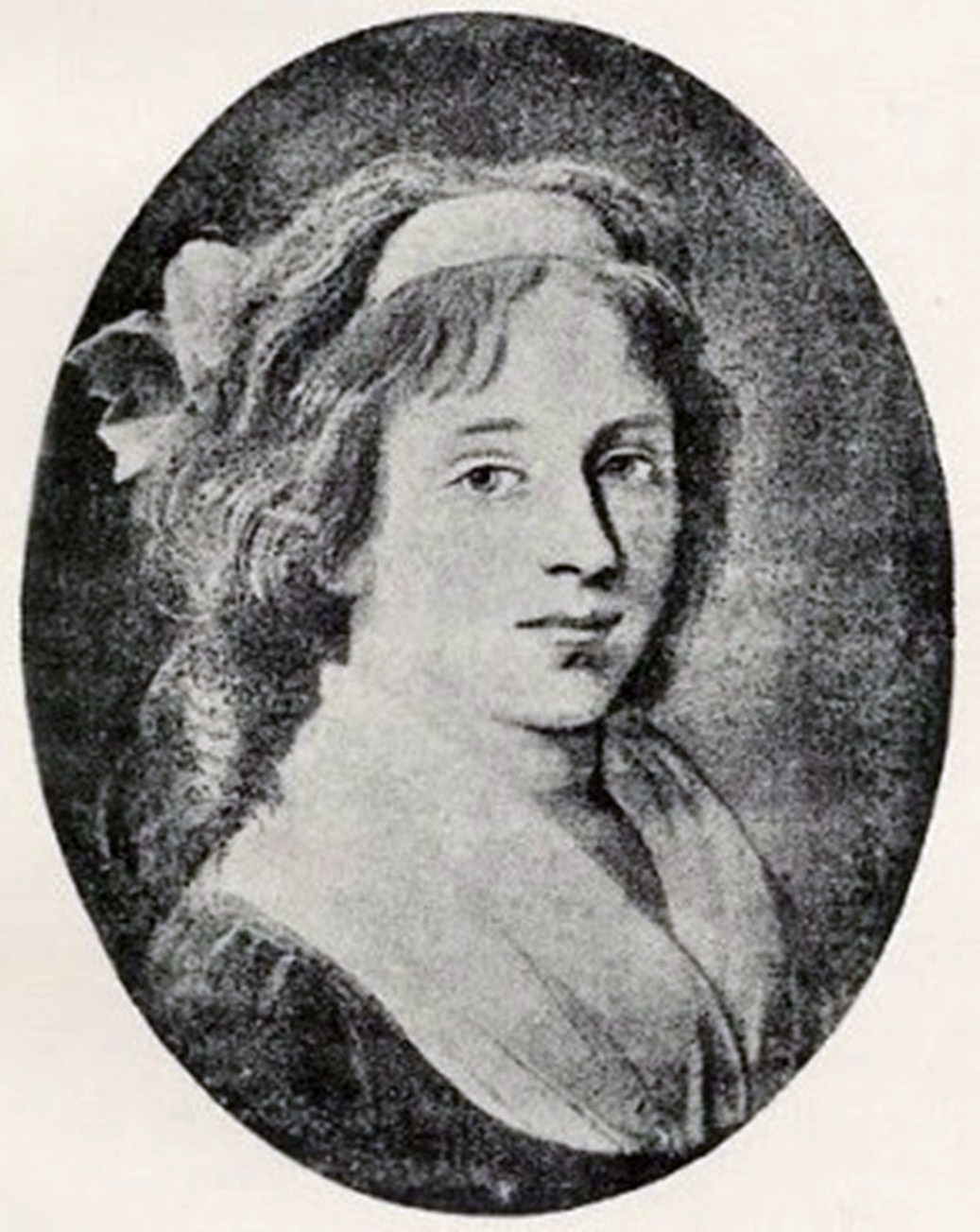
エリザベート・ルバ（フランス語wiki）。エレオノール・デュプレの妹であり、後に旦那たちの姿を手稿として書き残した。

6月8日には最高存在の祭典が行われた。エベール派主導で行われた非キリスト教化運動は国民の間に分裂をもたらしていたため、その傷を修復するとともに革命の理念を宗教的にアピールするため企画された祭典だった。「最高存在」とは理神論が考える（キリスト教とは距離を置いた）神であり、この神への信仰が国民の宗教感情を満たすとともに、革命と共和政の原理である徳を生み出すことが期待されていた。主宰したのはこの時期に国民公会の議長を務めていたロベスピエールだが、93年12月25日と94年2月5日の演説で革命政府の原理について演説した彼が祭典を主宰したことは、ロベスピエールが革命の主導者もしくは革命政府そのものであるかのような印象を人々に与えた。最高存在の祭典はダヴィッドが演出を手掛けたものであり、革命に熱狂していなかった市民が「この祭典の美しさには何ものも及ばない」と書き残したほど見事なものだった一方で、そこには湧き上がるような祝賀ムードが明らかに欠けており、サン＝ジュストは「革命は冷え切ってしまった」と懸念した。
祭典の後、ロベスピエールはデュプレ家の娘であり議員ルバの新妻であるエリザベート・ルバと帰宅している時、「あなたが私と会えるのも、そう長くはないだろう」と言った。

#### テルミドール反動
1794年5月6日（フロレアル18日）、ロベスピエールは36歳の誕生日を迎えた。この時期のロベスピエールの様子を訪問客の一人であったポール・バラスは後にこのように述懐している。
心労もあり、この時期のロベスピエールの健康状態は悪化の一途を辿っていた。こうして出来た隙が、彼を倒し「倒されるべき陰謀家」に仕立てあげる計画を進行させてゆく。度重なる危機にあって極度の精神的緊張を強いられ、一日16時間を仕事に費やし、休みなく働き続けるのは常人には困難なことだが、ロベスピエールはこの過酷な生活を日常にしていた。そんな中、5月24日、シテのラ・ランテルヌ通りにある紙屋の娘だった20歳のセシル・ルノー・エメからの暗殺未遂事件が発生している。この前日にも、アンリ・アドミラという人物がロベスピエール暗殺のため1日中彼を待っていたが、結局、代わりにコロー・デルボワを二発の銃弾で襲った。ロベスピエールが暗殺される恐怖に囚われたのも無理はない状況だった。

#### 背景

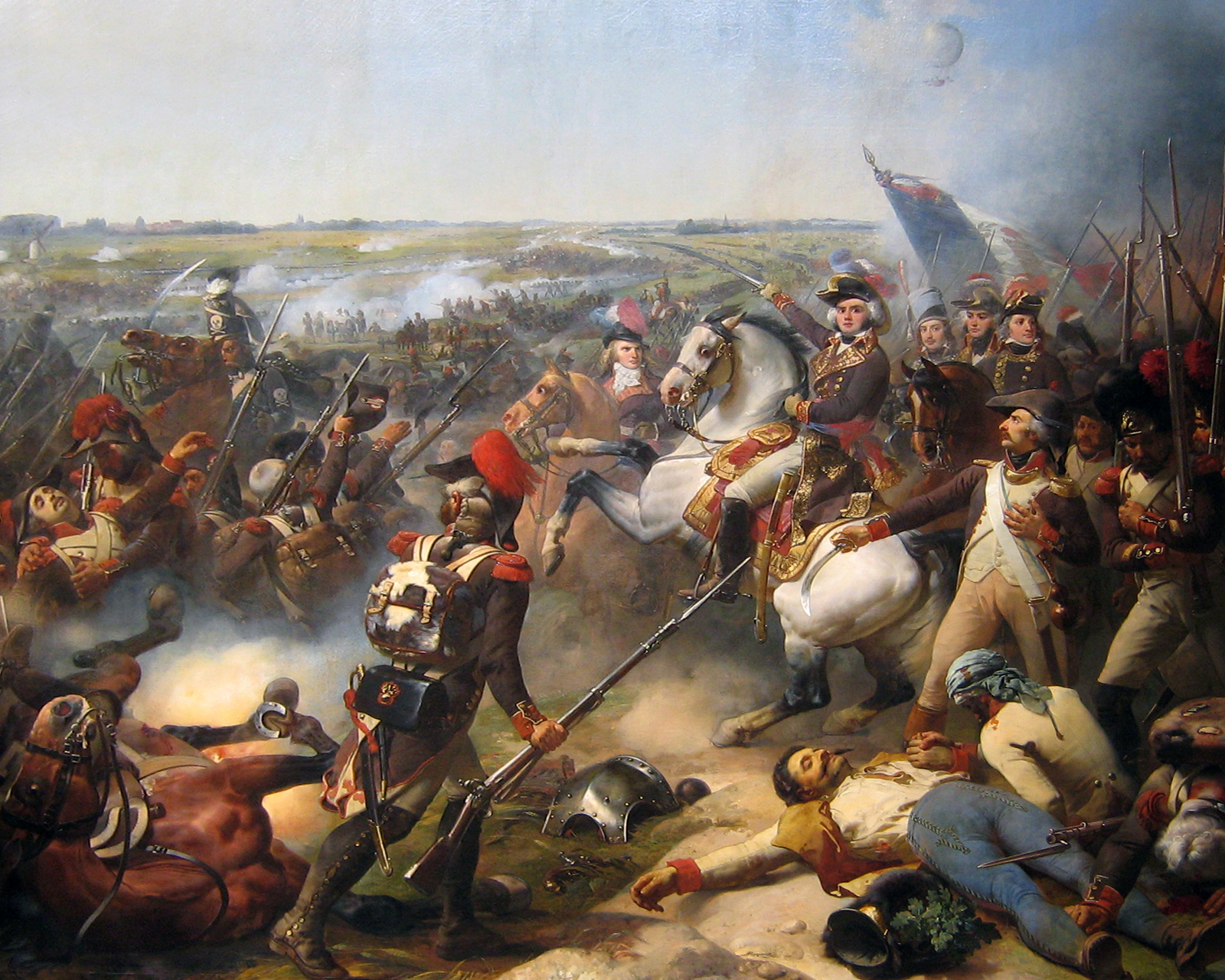
フルーリュスの戦い。気球が初めて実戦に投入された事でも知られる。これは敵軍視察に大きな役割を果たした

この頃、ジャコバン派が1793年から1794年にかけてフランス内外の戦乱を収拾する。とりわけ6月26日のフルーリュスでの勝利（フランス語wiki）はフランス全土へのオーストリアによる脅威に終止符を打った。恐怖政治下においてはデュムリエの裏切りのような事件は発生していないが、これは命令不服従や敵前逃亡などを厳しく取り締まる、軍への恐怖政治が成果を挙げたのだった。しかし、恐怖政治の先鋒としてパリ以上に行き過ぎた弾圧を行っていた地方派遣議員（ジョゼフ・フーシェ、ポール・バラス、ジャン＝ランベール・タリアンら）は、ロベスピエールの追及を恐れて先制攻撃を画策する。
一方、恐怖政治の中心だった公安委員会も、ロベスピエール派（ロベスピエール、サン＝ジュスト、クートン）、戦乱収拾により勢力を拡大した穏健派（ラザール・カルノーなど）、恐怖政治のさらなる強化を主張する強硬派（ジャック・ニコラ・ビョー＝ヴァレンヌ、ジャン＝マリー・コロー・デルボワなど）に分裂していた。強硬派が公安委員会でロベスピエールとサン＝ジュストを独裁者となじったのはこの頃になる。ロベスピエールはサン＝ジュストを連れて退出し、これきり公安委員会や国民公会に顔を出さなくなった。
歴史家ピーター・マクフィーは、この時期のロベスピエールは戦略的な判断力が失われており、フルーリュスでの勝利を危機が終わりに近づいている兆しであるとみなすことができなかった、3月以降、彼のリーダーシップはその地位と不釣り合いなものになっていったと指摘する。当時、ロベスピエールの元にはさまざまな手紙が殺到し、中には彼個人を脅迫するもの、ダントンの死について彼を非難するもの、公安委員会や保安委員会にも陰謀家がひそんでいると警告するものもあった。6月28日には革命が始まる前からの友人ビュイザールが「君は眠っていて、愛国者たちが虐殺されるのを容認している。私にはそう見える」と不満を伝えている。

#### テルミドールの演説
7月26日（テルミドール8日）、久しぶりに国民公会に出席したロベスピエールは演説で、サン＝ジュストらに諮らないまま「粛清されなければならない議員がいる」と繰り返した。議員達はその名前を言うように要求したが、ロベスピエールは拒否。攻撃の対象が誰なのかわからない以上、全ての議員が震えあがり、反対派たちの結束は決定的なものとなった。議会が終わるとジャコバン・クラブでも同じ演説を行い、これが破局を決めた。ロベスピエールと公安委員会の他のメンバーの間で、彼らの和解を目指していたバレール（フランス語wiki）が、とうとう諦めて反ロベスピエール側に立ったのだ。
この時、ロベスピエールは「私は、自分でそのイメージを描いたこの有徳の共和国を疑ったことがある」と告白している。パリのジャコバン派であり保安委員会に所属していたこともあるエティエンヌ＝ジャン・パニは言う、「私はロベスピエールを批判する。彼は自分の好きなようにジャコバン派の人間を排除してきた。彼が他の人以上の影響力を行使しないことを望む。そして、彼がわれわれを処刑リストに載せているのかどうか、私の首は彼の作ったリストに載っているのかどうか、彼が述べることを望む」この時期、フーシェ達はロベスピエールが処刑リストを作っているとの噂を流していた。ロベスピエールの友人アンドレ・デュモンは「君を殺したいと思っている者などいない」と叫んだ。「世論を殺そうとしているのは君だ！」。
そしてロベスピエールは、「諸君がいま聞いた演説は私の最後の遺言である」と発言した。彼は翌日の悲劇を予感していたのかもしれない。

#### テルミドール9日の始まり

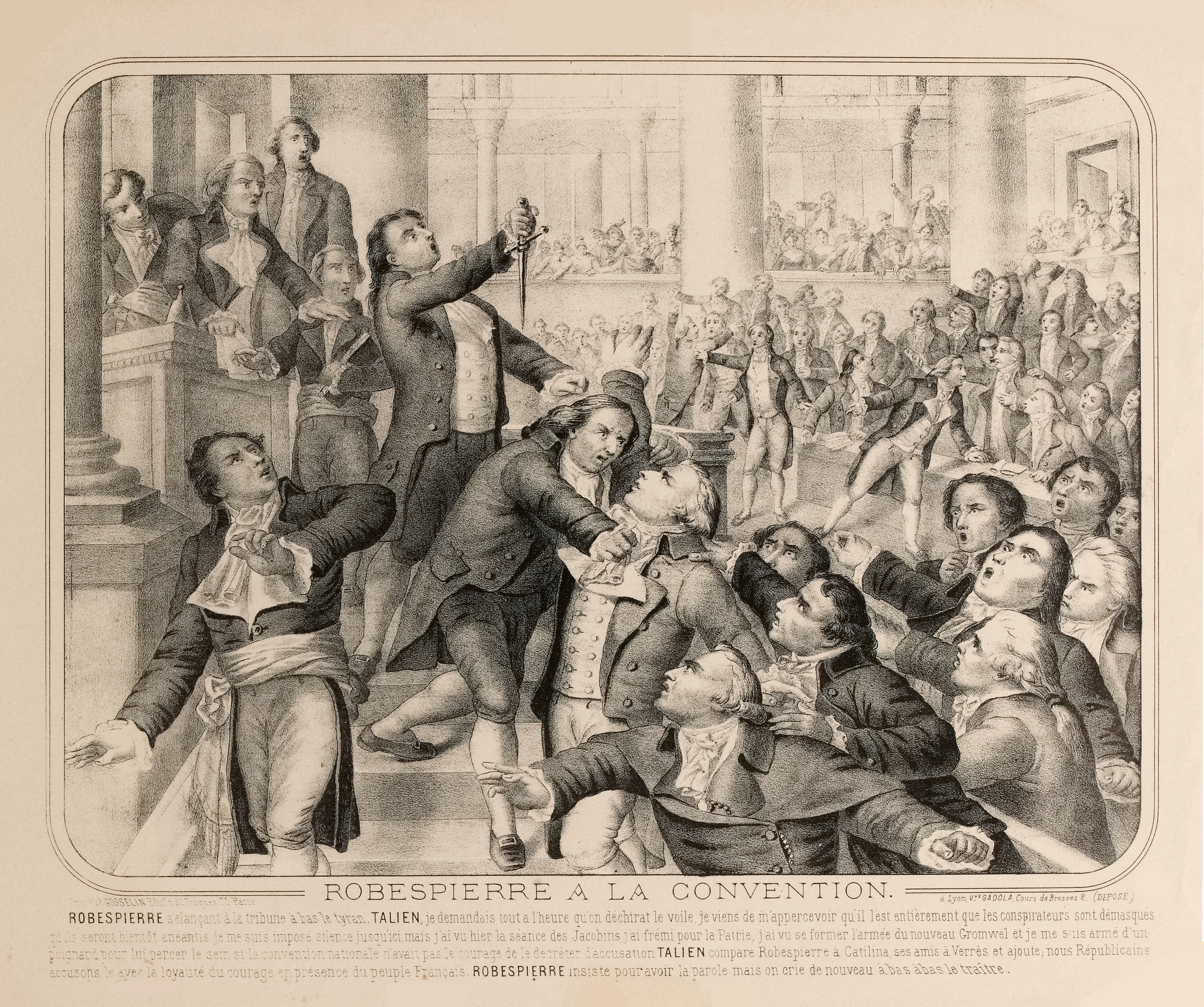
詰め寄るジャコバン派を抑えて演壇を占拠し弾劾を続けるテルミドール派。ナイフを振りかざしているのがタリアン

翌7月27日（テルミドール9日）の朝、ロベスピエールは彼の身を案じるデュプレ家の人々を安心させるため、「国民公会の大部分は純粋です。安心してください。私はなにも恐れてはいません」と語りかけたという。
午前11時、ロベスピエールらは国民公会に臨んだ。正午ごろ、サン＝ジュストが「自分は特定の党派など関係ないし、党派争いを望まない」「彼は十分に明快に、自身について説明をしている。ただ、彼が表舞台からしばらくいなくなっていた事実、そして彼の苦悩に対して、多少の心遣いがあってもよいかもしれない」とロベスピエール擁護の演説を始めると、突如タリアンがサン＝ジュストの演説を打ち切らせた。非難や否定が大声で飛び交う中、テュリオが議長席に着くと、ビヨー＝ヴァレンヌが告発状を読み始める。そしてアンリオと国民衛兵のロベスピエール派に属する将校たちの逮捕を提案した。
ビヨー＝ヴァレンヌはロベスピエールに向き合い発言を続けた。「自分の思い通りにならなくなったからと言って、ロベスピエールは公安委員会から遠ざかった」「常に徳について語りながら、その実彼は、犯罪を援護していたのだ。…1人の暴君のもとで生きたいと望む人民の代表者など1人もいない」。議場から「暴君打倒！」「あいつを倒せ！」と野次が飛ぶ中、ロベスピエールがなおも発言を試みていると、「ダントンの血が喉につかえているんだろう」という声が飛んだ。

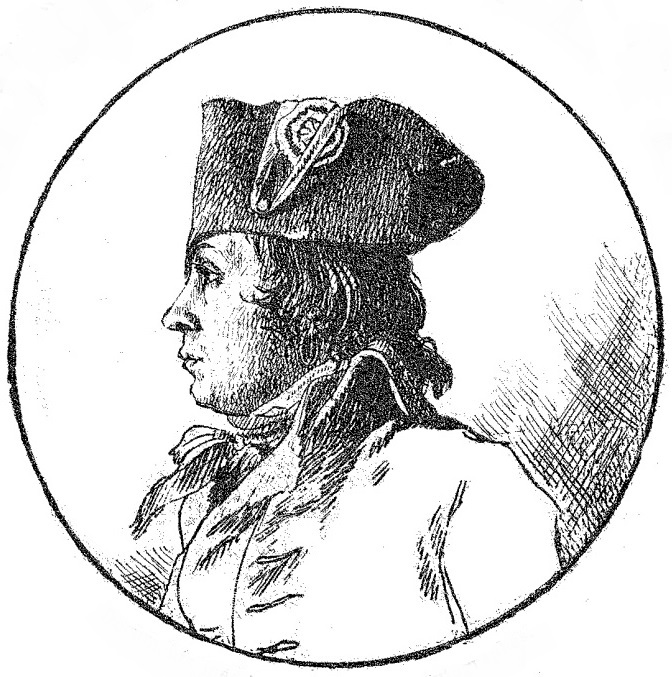
ダヴィッドによって描かれたフィリップ＝フランソワ＝ジョゼフ・ルバ（フランス語wiki）。彼が自殺した時に生後6週間だった一人息子フィリップ・ルバ（フランス語wiki）は、後にナポレオン三世の家庭教師になった。

その場にいた記者は「ロベスピエールが山岳派の議員たちの座る方を振り返り、憤怒と絶望の視線を送っていた。告発した者たちに対し、「盗人」「偽善者」「臆病者」などと呼んでいた」ことを書き残している。そして、彼は最後に「私は死を要求する！」と叫んだ。こうして5人の議員、ロベスピエール、クートン、サン＝ジュスト、ルバ、オーギュスタンの逮捕命令へと進んでいく。この中で、「私も死を要求する。私は自由のために死にたいのだ。私の兄が有罪なら、私も有罪だ。我が国のために役立つことをしたかったが、私も罪人どもの手にかかって死ぬことを望む」と言ったオーギュスタンと、野次が飛び交う議場で告発状が読み始められる中でも演壇に登ろうとしたルバは、自らの意志で同志たちと共に逮捕された。
5人の議員たちは国民公会の前に連れてこられ、その後別々の牢獄へと送られた。ロベスピエールはデムーランやダントンが逮捕された時と同じリュクサンブール監獄に送致される。しかし、ここの役人たちは驚愕し、彼の取り調べを拒否した。次に市長室に移されたが、向かう途中の馬車で多くの住民たちに伴われ、そこでは「ロベスピエール万歳」の声が響き渡った。市長室に到着してからは、そこで上級警察行政官に歓迎されている。結局ロベスピエールたちは拘束されることなく、その後パリ市庁舎に移った。

#### ロベスピエール派の最後

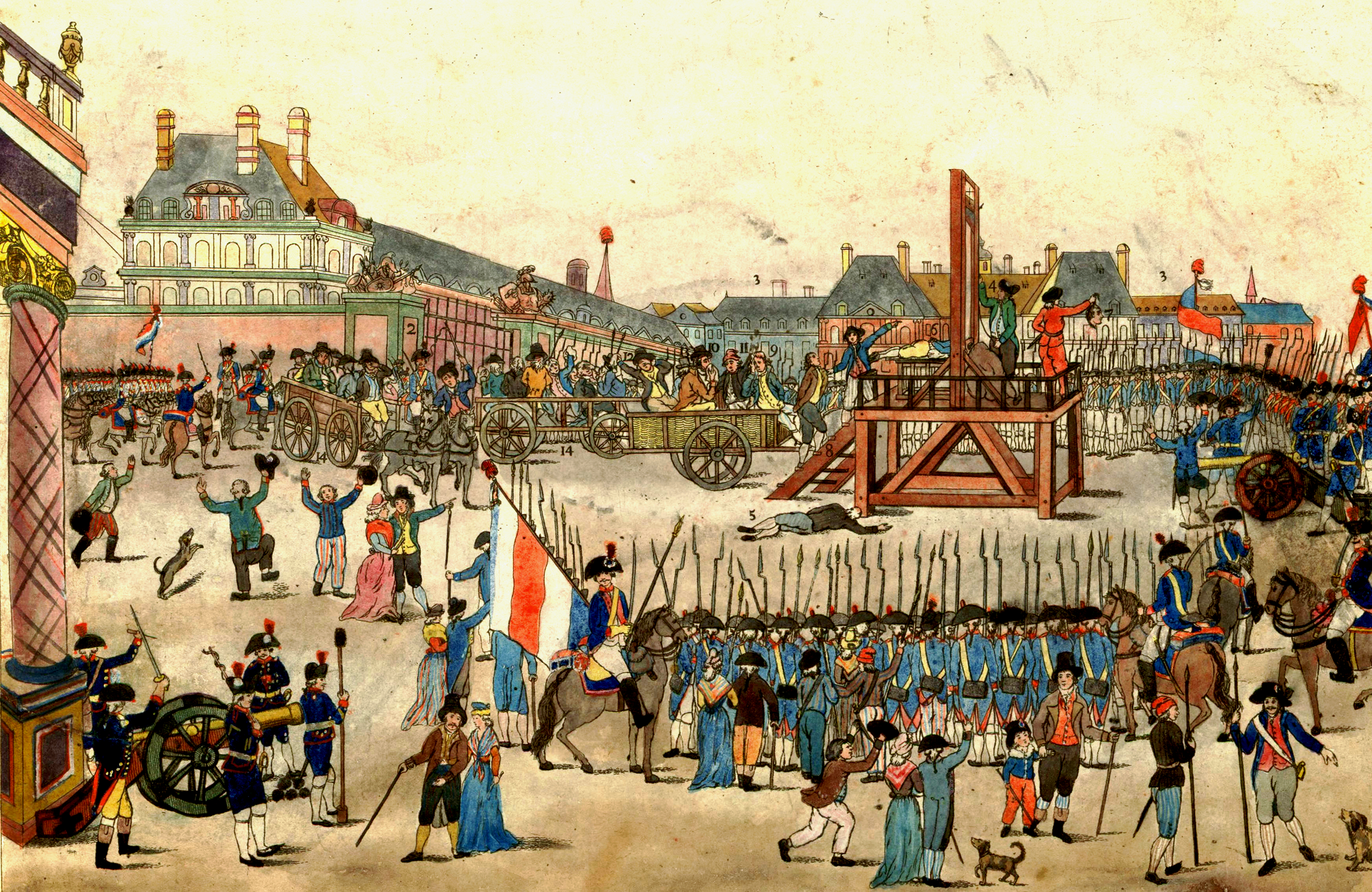
7月28日のロベスピエールの死刑執行をもって恐怖政治は終了した。

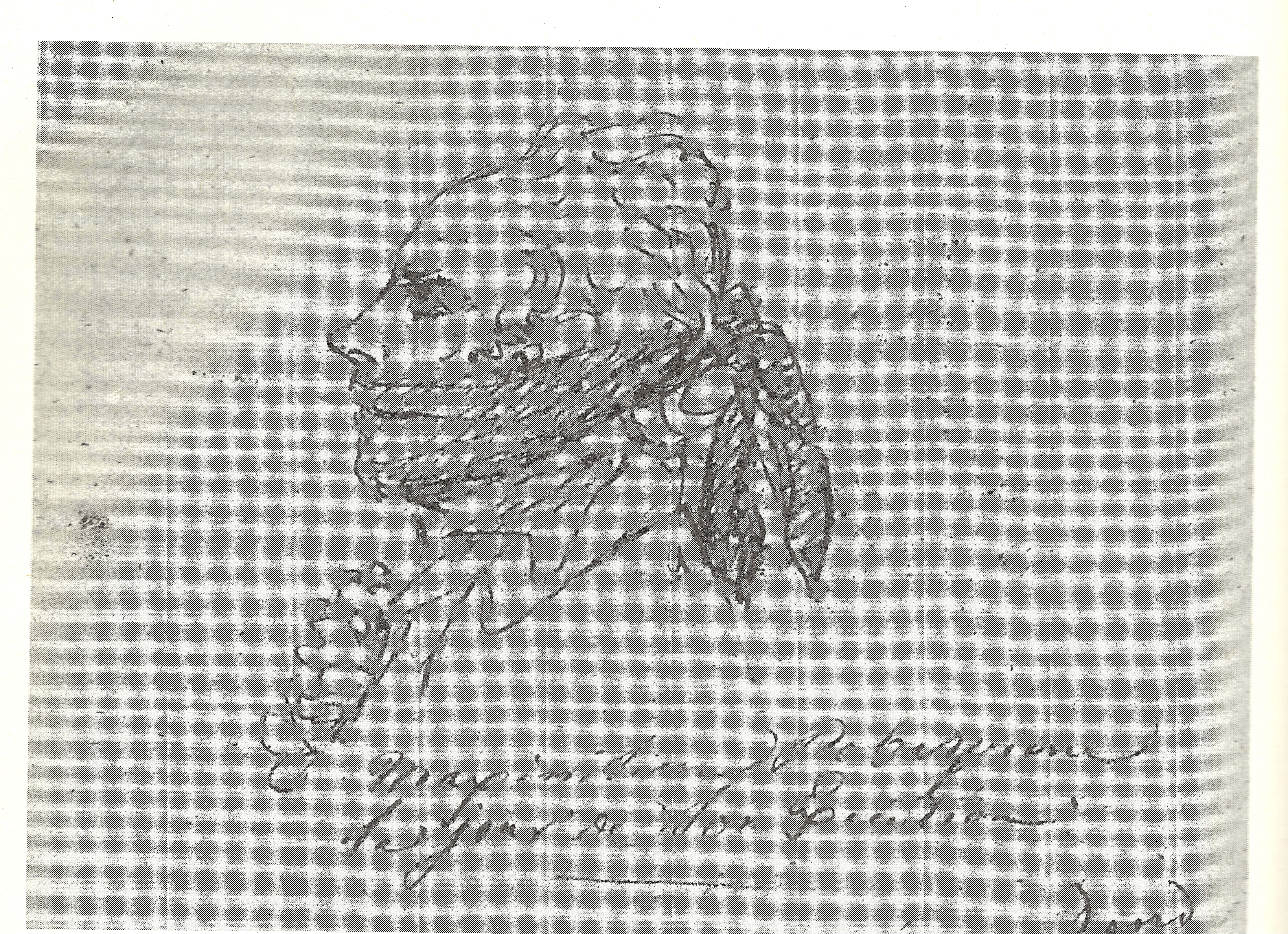
ダヴィッドがスケッチした処刑場に向かうロベスピエール

アンリオとパリ市長レスコ＝フルリオは「共和国を勝利に導いた」者たちを新たな陰謀家たちから守るようパリの人民に呼びかけたが、多くのセクションが対応に戸惑った結果、48あるセクションのうち市庁舎を国民公会から守るために部隊を送ってきたのは13だけだった。しかしこれは、ロベスピエールたちはその気になれば大きな軍事力を操れたことを意味する。それでも彼らは国民公会に向けて進軍するべきか否か決断できず、動けないでいた。この時、国民公会にロベスピエールらがセクションに対し、軍事的な支援を呼びかけているという情報が飛び込んでくる。国民公会は、彼らを法の外に置くと決定し、十分な軍隊を召集した。午前2時頃、軍が市庁舎に踏み込む。この時にはもう、市庁舎前のグレーヴ広場にいたセクションからの部隊は解散していた。
「議会の人」であるロベスピエールは反抗を民衆に呼びかけるような動きをしたくなかった。自身の住むセクションに向けて蜂起を促す声明に署名しようとして、結局未了のまま終わった署名が今も残されている。
ルバはピストル自殺し、午前2時30分、ロベスピエールもピストルの引き金を一発引いて自殺を図ったとも言われているが、失敗して顎に重傷を負い、逮捕された。一方で、のちに准将に昇進したシャルル・アンドレ・メルダは自らが顎を撃ち砕いたと主張している。どちらにせよ3時30分、ロベスピエールは公安委員会の応接室に移される。
一方、議員ルジャンドルはジャコバン・クラブに走って向かい、そこに集まっていたロベスピエールの、主に女性の支持者たちに向かって「奴が美徳の仮面の下で犯罪をおかした、あなた方は騙されていたのだ」と叫んだ。そしてクラブは閉鎖され、その鍵を国民公会へと持ち帰った。
午前5時、保健担当官2人が保安委員会によって派遣され、ロベスピエールがテーブルの上に血塗れの姿で横たえられているのを発見した。左頬の傷を調べると、歯と顎は粉々に砕かれており、包帯を巻くと口の中に溢れた血が包帯をたちまち赤く染めた。この間「この怪物は、ひと言も発することはなかったが、われわれから目を離さなかった」。野次馬が彼の周りに集まり始め、ロベスピエールの右手を持ち上げ顔をのぞきこんだ。ある者は「死んでないぞ、まだ温かいもの」と言い、ある者は「立派な顔の王様じゃないか」、またある者は「仮にこれがカエサルの身体でも、なぜゴミ捨て場に投げ込まれないんだ」と言った。

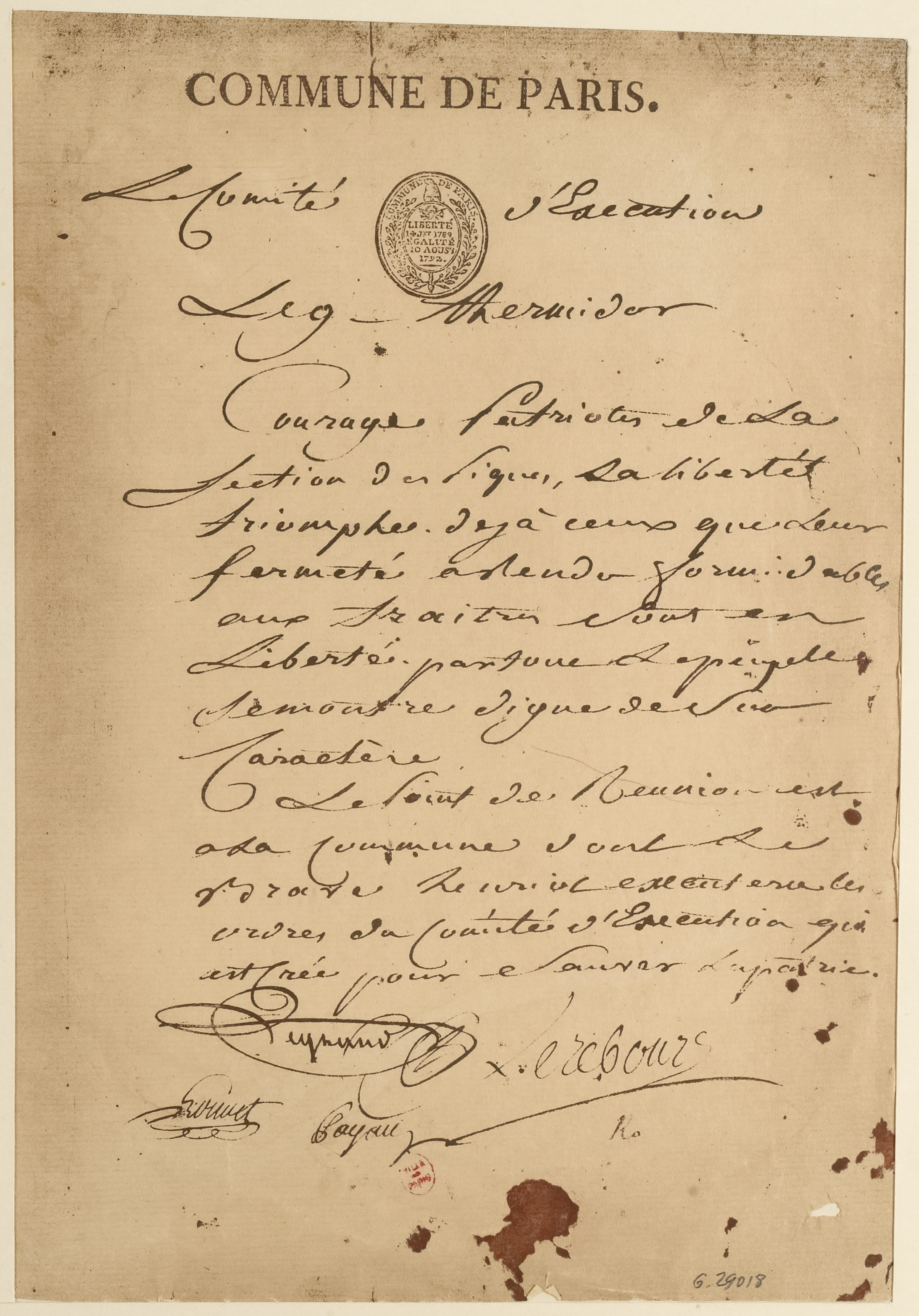
未了の署名。ロベスピエールの「ロ」だけ書かれており、その下には血が飛び散っておる

その後、ロベスピエールらはコンシェルジュリー牢獄に連行されて最後の夜を過ごす。彼はうめく以外何もできない中、ペンと紙を要求する仕草を何度も繰り返したものの願いは退けられた。
翌7月28日、かつてロベスピエールの指示に従って反対派を断頭台に送り込んでいた革命裁判所の検事アントワーヌ・フーキエ＝タンヴィルはロベスピエールらに死刑の求刑を求め、裁判長より死刑判決が下された。午後6時、ロベスピエール兄弟、サン・ジュスト、アンリオら22人を乗せた荷車が出発する。この荷車はデュプレ家の前も通った。「なかなか愛くるしい王様じゃないか」「陛下、お苦しいですか」といった声が飛んだという。午後7時30分、革命広場でギロチンにより処刑が開始され、ロベスピエールは21番目に処刑された。立つのもやっとの状態で、それでも処刑台へと昇ったが、処刑前に処刑人サンソンがロベスピエールの包帯を毟り取ったため下顎が剥がれ落ち、彼は痛みで唸り声をあげた。すべての苦痛が終わったのは、顎が打ち砕かれてから17時間後だった。

#### 7月28日に処刑された人物
- アドリアン＝ニコラ・ゴボー：26歳。元代理検事。在野活動家。パリ・コミューン委員。
- アントワーヌ・ジャンシ：23歳。桶屋。在野活動家。パリ・コミューン委員。
- アントワーヌ・シモン（en）：58歳。ドーファン看守。パリ自治委員。
- エティエンヌ＝ニコラ・ゲラン：52歳。年金生活者（ランテイエ）。在野活動家（モン＝ブラン・セクション委員）。
- オーギュスタン・ロベスピエール（小ロベスピエール）
- クリストフ・コシュフェ：60歳。室内装飾商人。パリ自治委員。
- クロード＝フランソワ・ド・パイヤン（en）:28歳。パリ市第一助役。
- ジャック＝ルイ・フレデリク・ウアルメ：29歳。元ワイン商人。パリ自治委員。
- シャルル＝ジャック・ブーゴン：57歳。元切手販売店給士。パリ自治委員。
- ジャン＝エティエンヌ・フォレスティエ：47歳。製錬業者。パリ自治委員。
- ジャン＝クロード・ベルナール：34歳。元司祭。在野活動家。パリ・コミューン委員。
- ジャン＝バティスト・ド・ラヴァレット（en）：40歳。元北方軍准将。国民衛兵隊副司令官（大隊長）。
- ジャン＝バティスト・フルーリオ＝レスコー（en）：33歳。ブリュッセル出身。パリ市長。
- ジャン＝ベルナール・ダザール：36歳。理髪屋。在野活動家。パリ・コミューン委員。
- ジャン＝マリ・ケネ：木材商、パリ自治委員。
- ジョルジュ・クートン
- ドニ＝エティエンヌ・ローラン：32歳。パリ市庁職員。在野活動家（マラー・セクション委員）。
- ニコラ＝ジョゼフ・ヴィヴィエ：50歳。弁護士。パリ県刑事裁判所判事。ジャコバン・クラブ代表。
- フランソワ・アンリオ（en）：32歳。国民衛兵隊司令官。
- マクシミリアン・ロベスピエール
- ルイ・アントワーヌ・ド・サン＝ジュスト
- ルネ＝フランソワ・デュマ（fr）：40歳。革命裁判所所長。

- テルミドール9日。ロベスピエールの逮捕。『国民公会でのロベスピエールの打倒』マックス・アダモ (de:Max Adamo) 作（1870年）
- 銃撃されるロベスピエール。
- 『恐怖政治、最後の荷車』
- 反ロベスピエール派によるテルミドールのクーデター。この絵ではロベスピエールはピストルで撃たれている。
- 恐怖政治の象徴として処刑されるロベスピエール派。ギロチン台の人物はクートン。左隣の荷馬車上で顎を布で押さえている人物がロベスピエール。

遺体は同志とともにエランシ墓地（fr）に埋葬されたが、後の道路拡張による墓地の閉鎖に伴って、遺骨はカタコンブ・ド・パリに移送されている。

#### 「清廉の人」の死後
ロベスピエール派が処刑された翌日、国民公会の議長は「新たな暴君とは、ロベスピエールのことだった」と説明した。一方ジャコバン・クラブでは、ロベスピエールは偽善的な専制君主であり、公共善への愛情というもっともらしい口実を使って人々を欺いてきた新しいカティリナであると非難されている。「ただ1人の男が祖国を分裂させることに失敗したのだ。ただ1人の男が内戦の火をつけ、自由の価値を貶めることに失敗したのだ」と述べ、クーデターを暴君ロベスピエールによる独裁の停止として提示した。また、タリアンは『恐怖のシステム』の首謀者であったロベスピエールを権力から追放することによってフランスをこのシステムから解放したのだ、と事件を意味づけた。その他、「反革命的な会議が開かれていた市庁舎の机の上に、百合の花だけが刻印された真新しい公印があった。そしてすでに夜の内に、2人の男がタンプル塔に現れ、その住民を要求した」と述べ、ロベスピエールが王になろうとしてカペーの娘と結婚しようとしていたという噂に言及している。
これらを聞く他の議員たちもまた、自らは恐怖政治を行っていなくてもそれを黙認していたことで消極的に協力していた。そのため、恐怖政治の責任はロベスピエールにあるとする主張は彼らにとっても都合のよいものだった。
しかし結局、恐怖政治にはなんらかの形で始末をつけなければならなかった。7月29日、69人のコミューンのメンバーを含む71人が処刑され、その翌日には12人のコミューンを含む13人が同じ罪状で処刑されている。更に5月7日にフーキエ＝タンヴィルが、12月16日にジャン＝バティスト・カリエが処刑された。その後、元ジロンド派が国民公会に復帰すると恐怖政治の責任者たちに対し逮捕と処罰を要求したため、バレール、コロー・デルボワ、ビヨー＝ヴァレンヌ、ヴァティエが告発される。バレールは亡命に成功し、ヴァティエは姿をくらませたため、コロー・デルボワとビヨー＝ヴァレンヌの2人のみ流刑となった。

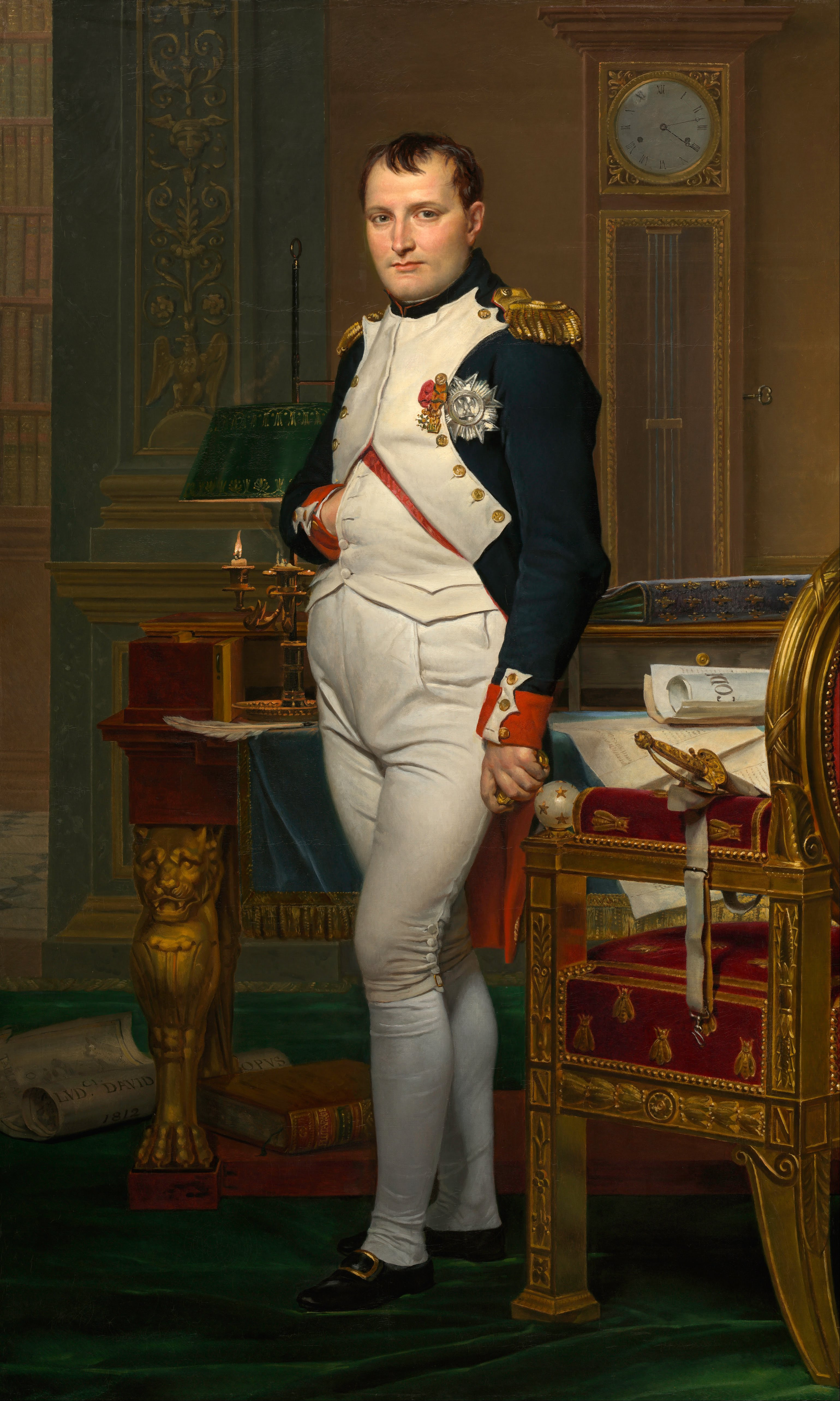
ダヴィッドが描いた「書斎のナポレオン」(1812年）。ダヴィッドは逮捕、幽閉、釈放を経てナポレオンから首席画家に任命されていた。

国民公会は委員会を組織し、ロベスピエールと彼の共犯者たちの住処で見つかった書類を調査するよう命じた。そこで押収されたロベスピエールに関する書類のほとんどは、彼が革命期に受け取った友人たちからの嘆願書、忠告の手紙、警告、そして彼の敵が書いた匿名の手紙などであり、これらを除くと歴史、法律、数学、哲学に関わる書籍、英語やイタリア語の辞書や文法書が見つかった。マルセイユやトゥロンで行った弾圧をロベスピエールに非難された、彼の学生時代の知り合いで友人でもあったスタニスラス・フレロンはこの際、ロベスピエールを貶めるため委員会が望むことをなんでも証言し、彼は大酒飲みで、常にピストルを持っていて、ボディガードに守られていると主張した。また、ルイ＝ル＝グラン校の元副校長プロワイヤールはこの頃、亡命者としてアウグスブルクにいた。彼の一族が頼りにしてきた聖職者や領主としての生活基盤はすっかり破壊されており、1795年に『ロベスピエールの人生と罪』を出版している。同じ年にはガラル・ド・モンジョワ（フランス語wiki）が『パリのロベスピエールの陰謀の歴史』を出版し、この中で著者は性的にも不道徳な、美徳などおよそ持ち合わせない権力欲だけの独裁者の来歴を書いている。これはロベスピエールの死後に流れた陰謀という点で同時代に決定的なものとなった。
一方で、議員たちは革命と共和政を死守しながら王政復古を避けようとし、これまでの5年間の成果を維持するためなら、その場その場で風見鶏になることもいとわなかった。公安委員会は組織変革を余儀なくされ、6人の委員を刷新すると共に、月ごとにメンバーを入れ替えることで構成員の地位の独占を防止した。また革命裁判所についても、パリ防衛軍総司令官を廃止し、6人の師団長が交互に指揮を執る体制が整えられた。
かつてロベスピエールは「軍の指揮にあたるものが国家の運命を決める力を持ち、自身が支持する党派のために局面を一変させてしまう。カエサルやクロムウェルのような者であれば、彼らは独裁的な権力を握る」と警鐘を鳴らした。この警告は的中する。総裁政府、統領政府の過渡期を経ながら戦争で名を挙げた将軍ナポレオンがブリュメールのクーデターで政権を掌握すると、その後、非世襲的方法で帝位につきフランス皇帝となった。ナポレオン帝政へと移行する中で専制支配が復活し、フランスは再び保守化していく。こうして革命は一旦終結した。ロベスピエールは戦争について革命を危機に陥れる危険な劇薬と見なしていたが、この懸念は現実のものとなった。

ドラクロワが1830年に制作した「民衆を導く自由の女神」。七月革命がテーマであり、描かれている女性はフランス革命の時に現れた共和国の象徴マリアンヌ。

革命によって、普通の農民の中から国有財産の売却や転売を通して手に入れた土地により財産を手に入れ生活を安定させた者が少なからず出た結果、こうした人々は革命によるこれ以上の変化を拒否し、手にした新たな所有権と社会秩序を保証してくれる存在を求めた。こうした背景からナポレオンの軍事独裁は歓迎され、革命が生み出した共和国は根付かず凍結される。七月革命などを経て、共和制が根を下ろすのは1980年以降となる。
19世紀前半の共和主義者たちの間では、ロベスピエールのポジティブなイメージも生き続けてはいた。しかし、彼を全面的に肯定する伝記が書かれたのは1860年代のこととなる。アルベール・マチエ、ジョルジュ・ルフェーブルなどがこれにあたる。歴史家のロベスピエール解釈は常に分裂してきたものであり、マルク・ブロックは「ロベスピエール派よ、反ロベスピエール派よ、頼むからやめてほしい。ロベスピエールとはどんな人物だったのか、どうか、それだけを率直に話してほしい」と述べた。
ソビエト連邦の崩壊によりロシア革命の評価が下がると、フランス革命もその余波をくらう。フランス王家に同情的な見方が増え、ロベスピエールの評価も影響を受けた。
現在もロベスピエールについては議論が続き、その評価は歴史家や民衆の間で揺れ動いている。近年ではデスマスクに関する真偽について意見が交わされた。2013年にフランスの法医学者グループが、著名な蝋人形師のマダム・タッソーが制作したデスマスクを元に顔を復元したところ、その顔は、あばた顔で陰湿な目つきをしたものとなった。あばたは自己免疫不全や類肉腫症によるものとされ、まれな自己免疫疾患を患っていた可能性があるとしている。ただし、このデスマスクはロベスピエールがギロチンで処刑された直後にマダム・タッソー蝋人形館が持ち去ったと「一部」の歴史家が考えている、本物か疑問視する声があがっていた物であり、カルナヴァレ美術館の歴史家フィリップ・ド・カルボニエールをはじめ、3Dも疑問視する見方もある。パリ当局者で左翼戦線のメンバーであるアレクシス・コルビエールは「近頃は3Dで英雄が嘲笑され、暴君が誇張されている……悲しい時代だ」と語った。

## 私生活

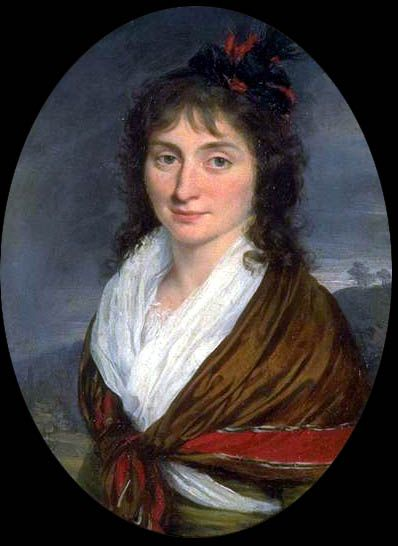
マクシミリアンの妹シャルロット・ド・ロベスピエール。1834年に回想録を出版し、「マクシミリアンが、彼の同僚たちが彼の死後に告発したすべての革命的暴力に、ほんとうに責任があるのかどうか、歴史がいつか明らかにしてくれるでしょう」と書いている。

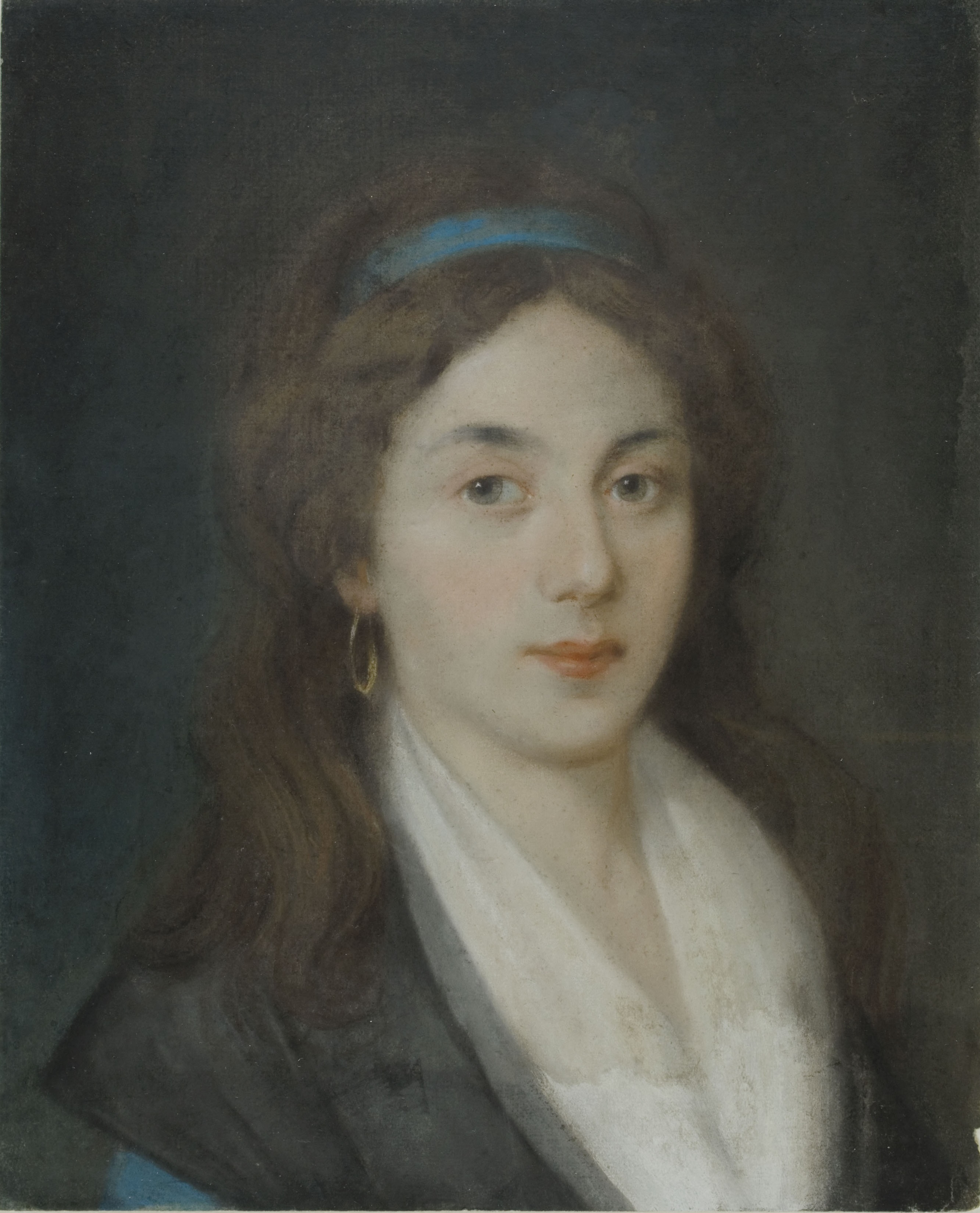
エレオノール・デュプレの肖像。ロベスピエールの事実上の妻となっていた。

私生活は至って質素であった。外見に気を遣う人であり、理髪職人に髭を剃り鬘に髪粉をまぶしてもらう弁護士時代の習慣は議員になってからも続いていた。カラフルなベストへのこだわりをのぞけば服装はいたって地味なものであり、服のボタンも自分で縫い付けたという。その紳士的な服装や振る舞いは広く市民の尊敬を集めた。その清潔さと独身であることから女性から特に人気があり、ロベスピエールが演説する日は女性の傍聴人が殺到したと伝えられている。
1791年、友人ペティヨンがロベスピエールに、夕食パーティの際にもっと社交的になるためにも妻を持つ方がいいと言ったところ、「私は決して結婚しないぞ！」と怒鳴ったという。生涯独身を貫いたが、アラスの弁護士時代には、地方の名士として社交界に出入りして女性たちには好感をもって迎えられており、中でもデゾルティ嬢とは恋人関係にあるとの噂もあった。またパリに赴いてからは下宿先であるデュプレ家の長女のエレオノール・デュプレと内縁の妻同然の間柄だったという。直系の子孫はいない。
デュプレ家の主治医であったジョセフ・スベルビエルの主張によると、エレオノールとの関係は、「歴史家たちはみな、彼がデュプレ家の娘と密通を続けていたと言い張っているが、この家族付の内科医であり、しょっちゅうお邪魔していた客人として、誓ってそんなことはありえないと言える。2人はお互いに献身的な愛情を抱いていたし、結婚の手はずも整えられていた。だが、噂されているようなことが実際にあって、彼らの愛が汚れるようなことはなかった。気取っているわけでも、単にお堅いわけでもなく、ロベスピエールはいい加減な交際を嫌っていた。彼は道徳的な純粋な人物だったのだ」。
デュプレ家では、晩になると、デムーラン、サン＝ジュスト、ル・バ、ダヴィッド、クートンといったロベスピエールと親しい政治上の友人たちが訪れた。ときどき、ル・バがイタリア・オペラの数フレーズを歌ったり、ロベスピエールはコルネイユやラシーヌの好きな詩やルソーの作品の一節を暗唱したりした。時にはテアトル・フランセで夜を過ごすこともあった。
また、同年11月に愛犬ブルンをアラスから連れてきており、デュプレ家の家族とシャンゼリゼ通りでブルンの散歩をするのを習慣にしていた。滅多にない休みの時には、鞄に好きなオレンジを詰めて首都近郊の田園地帯までブルンと一緒に散歩し、それにはしばしばエレオノールたちの母フランソワーズ・デュプレも同行し、他の身内も一緒にショワジの近くで食事を共にすることもあった。テルミドールのクーデターで処刑されたときには、下宿していたデュプレ家に借金が残っていたともいわれる。
カミーユとダントンとの対立で、元々身体が丈夫ではなかったロベスピエールは更に健康を損ね、その後二度と完全に回復することはなかった。医師スベルビエルは、ロベスピエールの足にできた静脈瘤の腫瘍を診察している。
1794年5月にドイツ人がロベスピエールの情報を収集し、出版しているが、そこには「彼は非常に早く起床した。…そして、わずか水1杯を飲んで数時間仕事をする。…合間に、その日の新聞やパンフレットに眼を通す。そして昼食を取るのだが、わずかなワインとパン、そして数きれの果物だけである。…夕食のあとは出されたコーヒーを飲みながら1時間、訪問者を待つ、そして普段であれば、それから彼は外出するのである。…帰宅はとても遅い。というのも、彼はしゅっちゅう真夜中くらいまで公安委員会で仕事しているからである」と書かれていた。
テルミドールのクーデターの後、ロベスピエールの敵対者や彼に否定的な歴史家は、彼は崇拝者から贈られてきた自身の小像や肖像画などを集め、自分を崇拝する聖堂を自分の部屋に作っていたと主張したが、実際の部屋にはほとんど家具がなく、書類と書物でいっぱいだったという。
2023年、ロベスピエールが妻を亡くしたダントンに宛てた手紙（1793年2月15日付）が、3月12日、オークションにかけられ個人に21万8750ユーロで落札されている。「親愛なるダントン、もしあなたのような魂を揺さぶる唯一の不幸の中で、優しく献身的な友人の存在が確信が少しでも慰めになるのなら、私はそれを贈ろう。私はあなたをこれまで以上に、そして死ぬまで愛している。今この瞬間、私はあなたそのものだ。あなたの痛みをすべて感じる友情の声に心を閉ざさないでくれ。」という内容であった。

## 発言
- 「徳なき恐怖は忌まわしく、恐怖なき徳は無力である」[370]
- 「まず、私が人民の守護者ではないことを知ってほしい。かつてそのような肩書きを要求したことは一度もない。私は人民の一員である。これまでそれ以上の者では決してなかったし、私はただ人民でありたいと望んでいる」[371]
- (ジロンド派にテュイルリー宮殿襲撃について責任を問われ）「これらすべてのことは、革命が非合法であり、王位とバスティーユの攻略が非合法であり、自由そのものが非合法であるのと同様に非合法であった。革命なしに革命を望むことはできない」[372]
- 「神の存在と霊魂の不滅が夢にすぎないものならば、その夢はやはり、人間精神のつくりだした諸概念のうちで最も美しいものであろう」[373]
- 「人民があがめているものなら、宗教的偏見であっても真向からそれに反対してはならない。人民が成長して少しずつ偏見を克服してゆくには時が必要なのだ」[373]
- 「私は祖国を愛している、それに全存在を捧げたい」[374]

## 評価
- ナポレオン・ボナパルト「もし処刑されていなかったら、この世でも最も優れた人物となっただろう。（略）私は彼と知りあえなかったことを残念に思う」[375][376]
- ピエール・ガクソットによれば、1793年9月23日に布告された公定価格制定法令、および翌年の1794年11月の穀物の新最高価格の制定によって物価の価格統制に失敗し、農民から反感を買った。また労賃の最高価格令も民衆から反発を受けて殆ど適応されることはなかった。処刑のため刑場へ運ぶ馬車に向かって、群衆は一斉に「くたばれ、最高価格法！」と罵ったという[377]。
- ビヨー・ヴァレンヌ「人は、憲法制定議会のときから、彼（ロベスピエール）がすでに大変な人気を博し、清廉の士という称号を獲得したことを忘れているのだろうか。人は、立法議会のあいだ、彼の人気が増すばかりだったことを忘れているのだろうか。人は、国民公会において、ロベスピエールがすぐにただ一人、その身にすべての人びとの視線を集め、大変な信頼を獲得し、この信頼のゆえに卓越した立場に立ったことを忘れているのだろうか。そして彼が公安委員会に入ったときには、すでにフランスで最も重要な人物であったことを。どうして彼が世論に対してあれほどの影響力を持つにいたったのか、と問われれば、それは最も厳格な徳、最も絶対的な献身、最も純粋な原理を誇示したことによる、と私は答えるであろう」[378]